# フランスの著名な庭園の一覧
フランスの著名な庭園の一覧（フランスのちょめいなていえんのいちらん）とは、フランス文化省がフランス公園・庭園委員会（仏: Comitédes Parcs et Jardins de France）の支援を受けて作成したリマーカブルガーデンズ（仏: Jardins remarquables）というブランドレーベルに認定された庭園のことである。毎年更新される認定庭園のリストは、フランスの公園・庭園委員会のWebサイトで参照できる。

## 認定基準とメリット

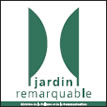
フランス文化省の公園と庭園の委員会によってリストされたフランスの注目に値する庭園の1つを示すサイン

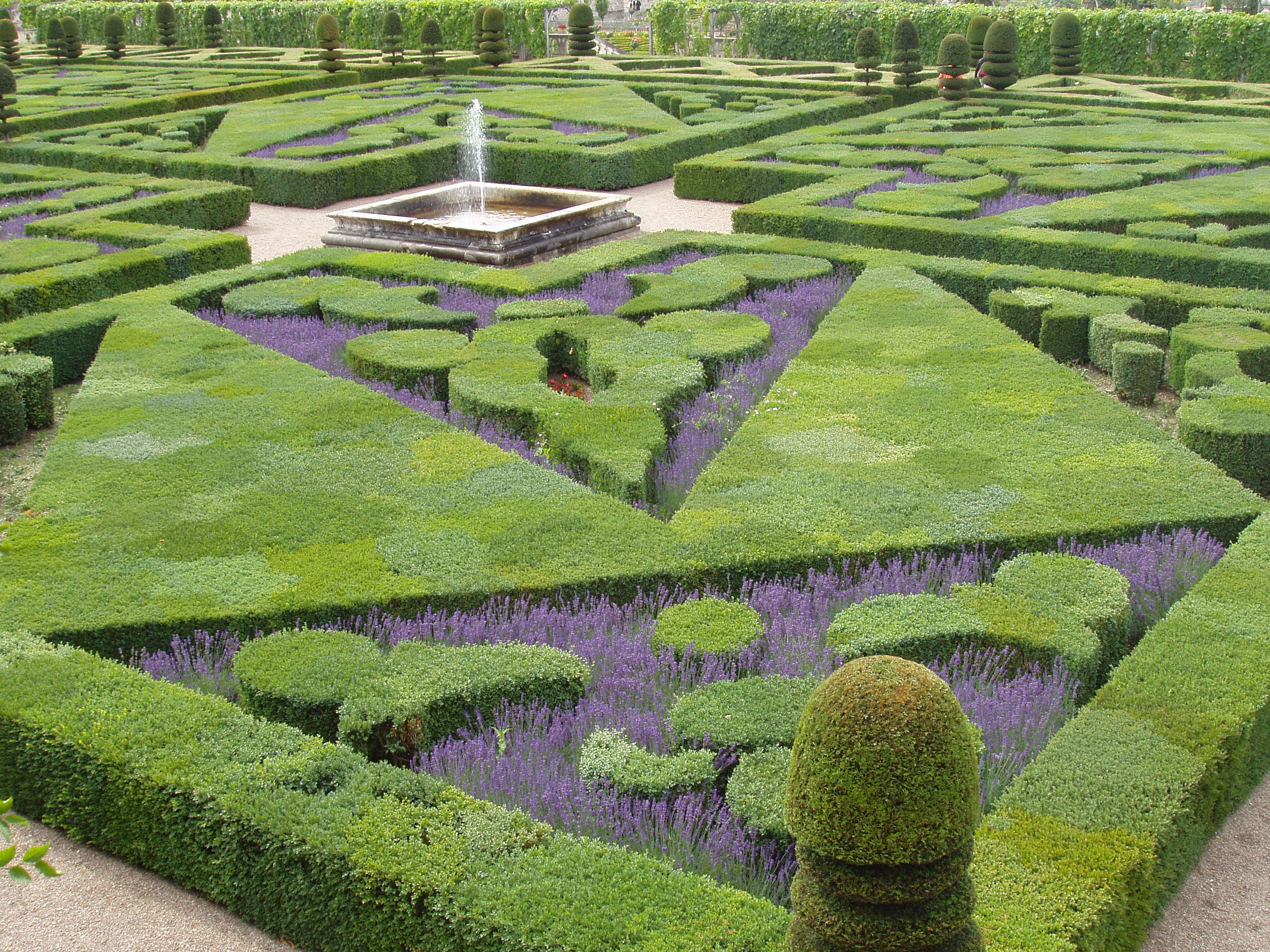
ヴィランドリー城 （Indre-et-Loire）、サロン・デ・ミュージックの庭園

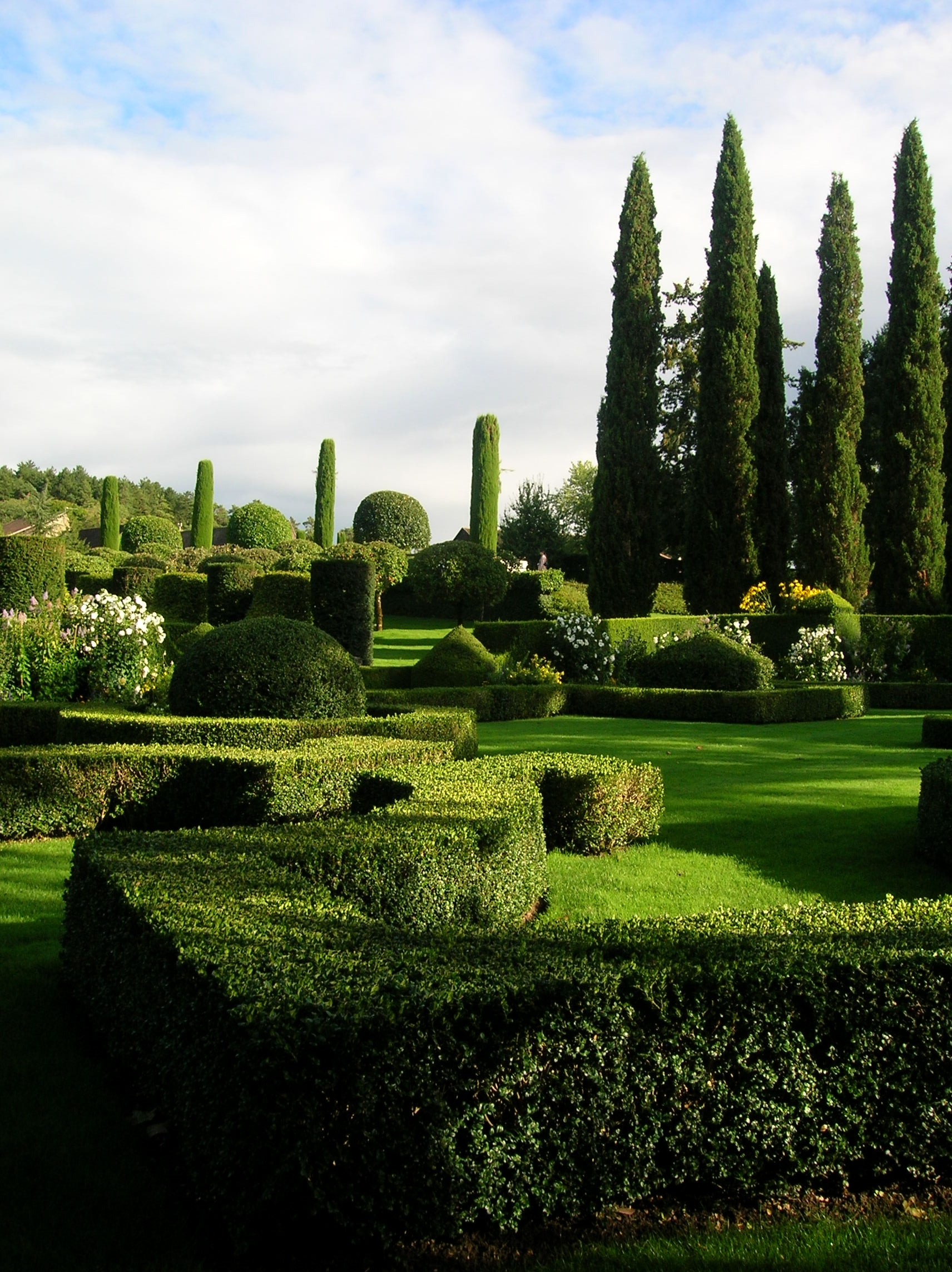
Eyrignacのマノワール（ドルドーニュ）

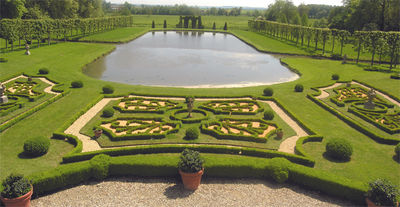
ヴェンドゥーヴル城の庭園、（Calvados）

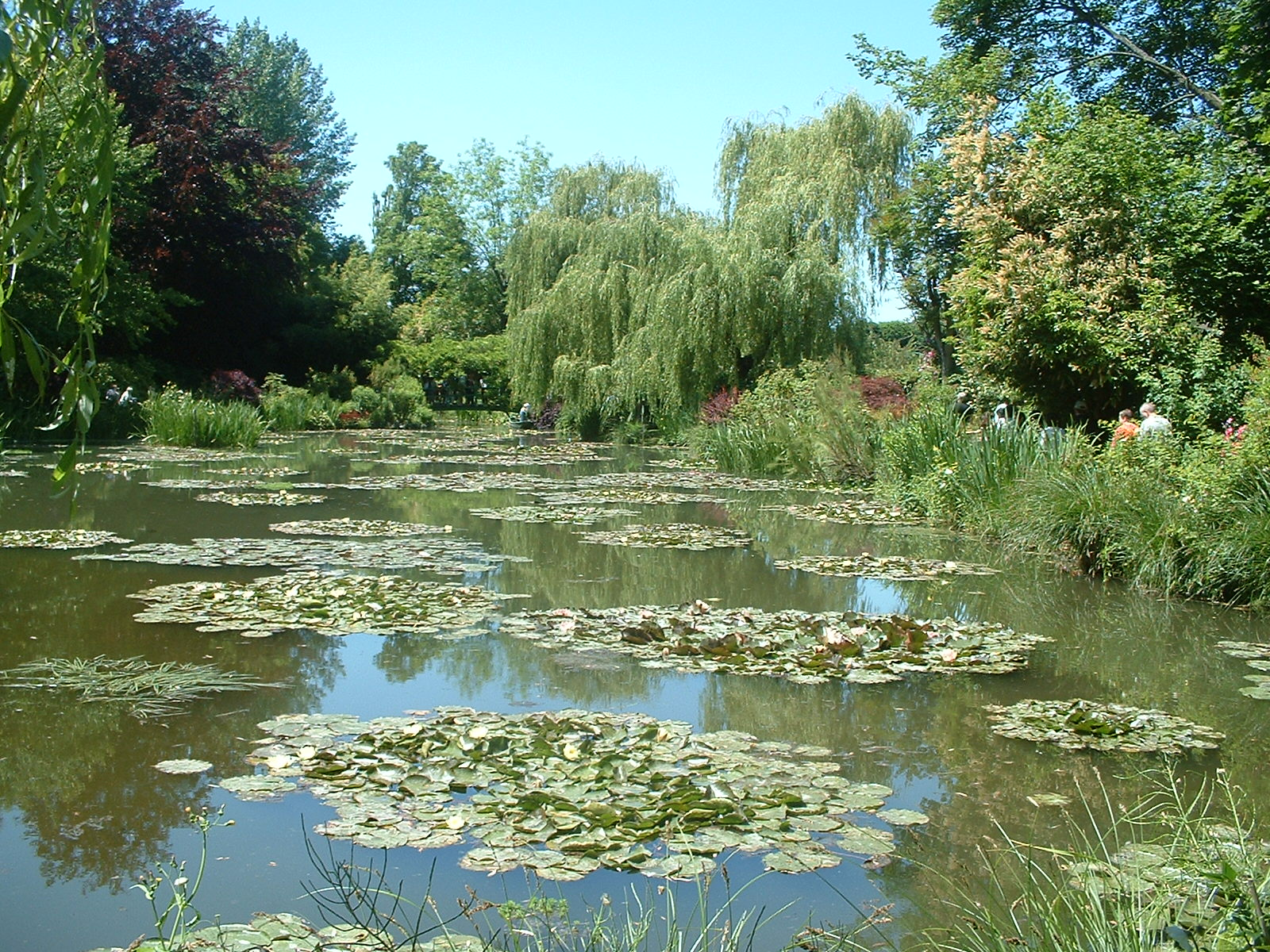
ジヴェルニー・クロード・モネの自宅や庭・スイレン池

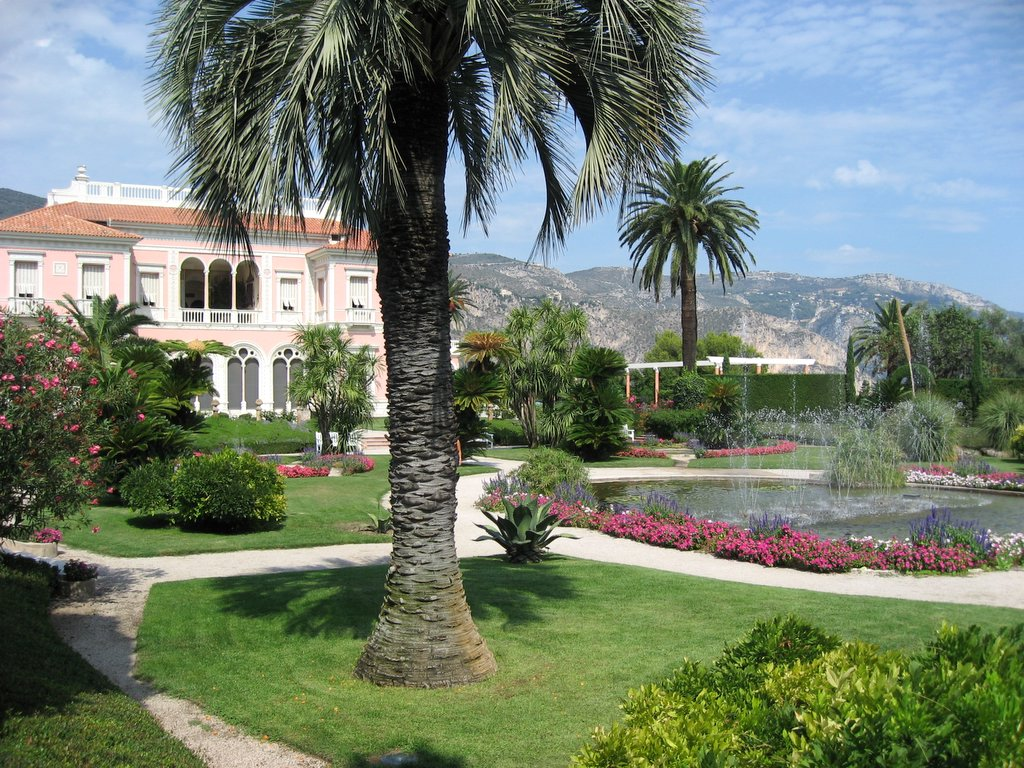
ヴィラ・エフルシ・デ・ロスチャイルドの庭園（Alpes-Maritimes）

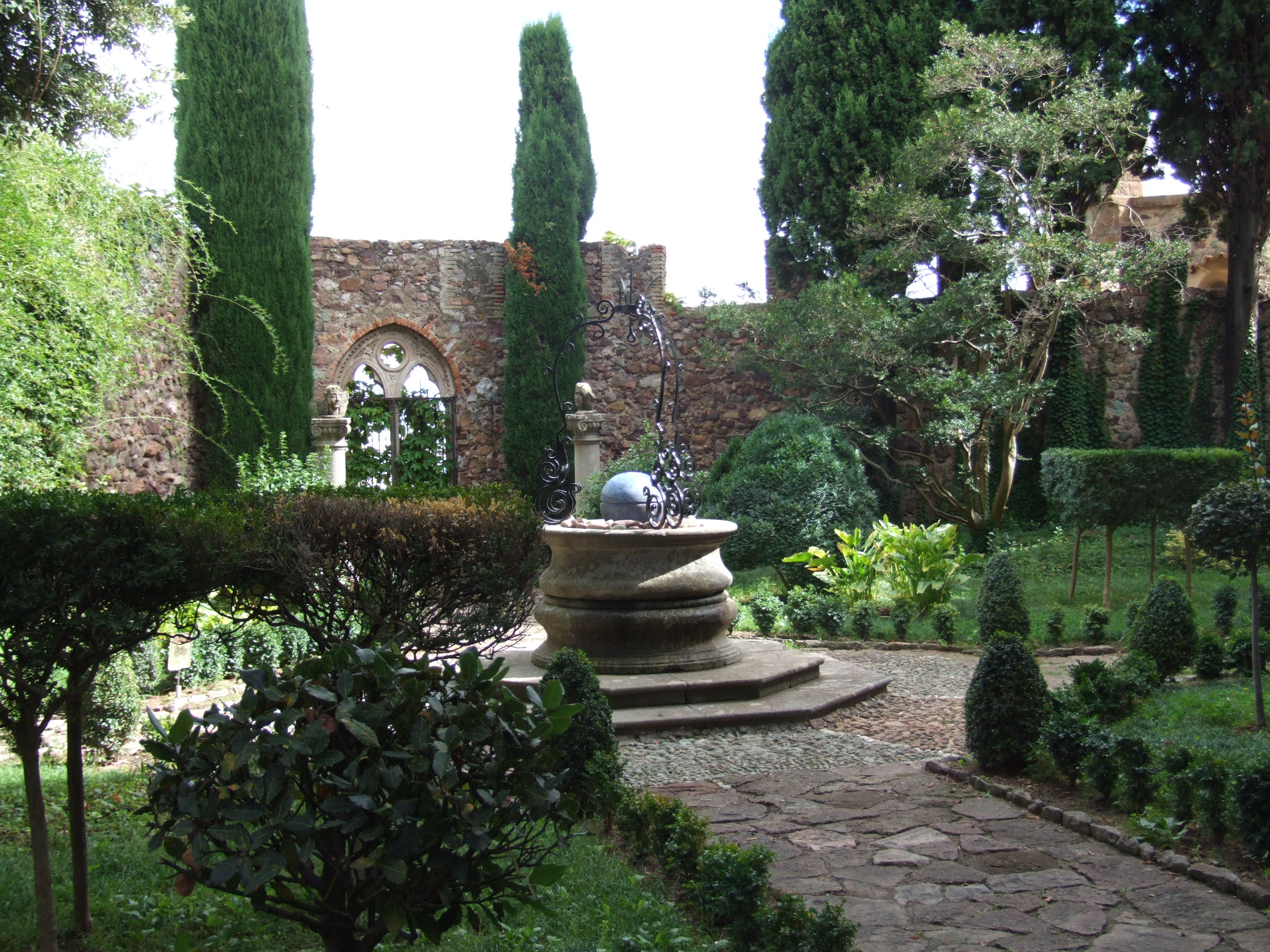
シャトー・ドゥ・ラナプール（Alpes-Maritimes）

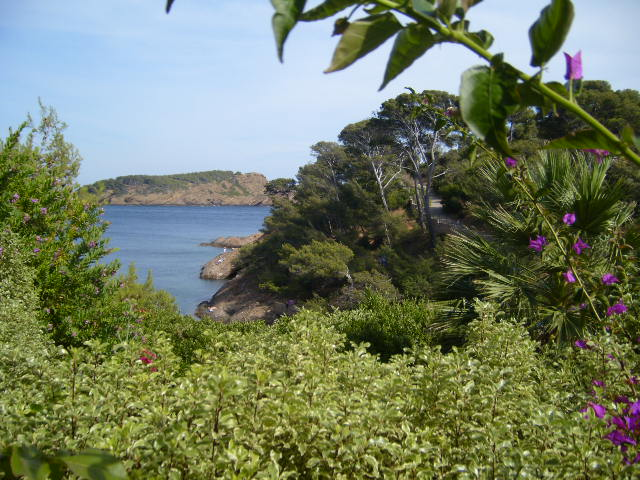
Parc du Mugel、ラ・シオタ（Bouches-du-Rhône）

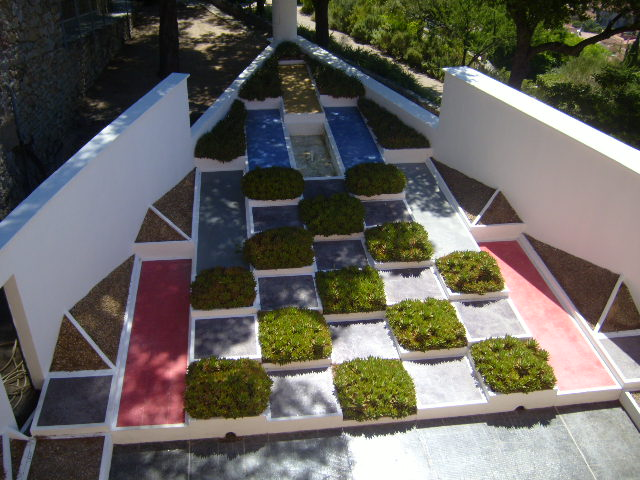
ノアイユ子爵夫妻邸キュービストガーデン、Parc Saint Berard、イエール（Var）

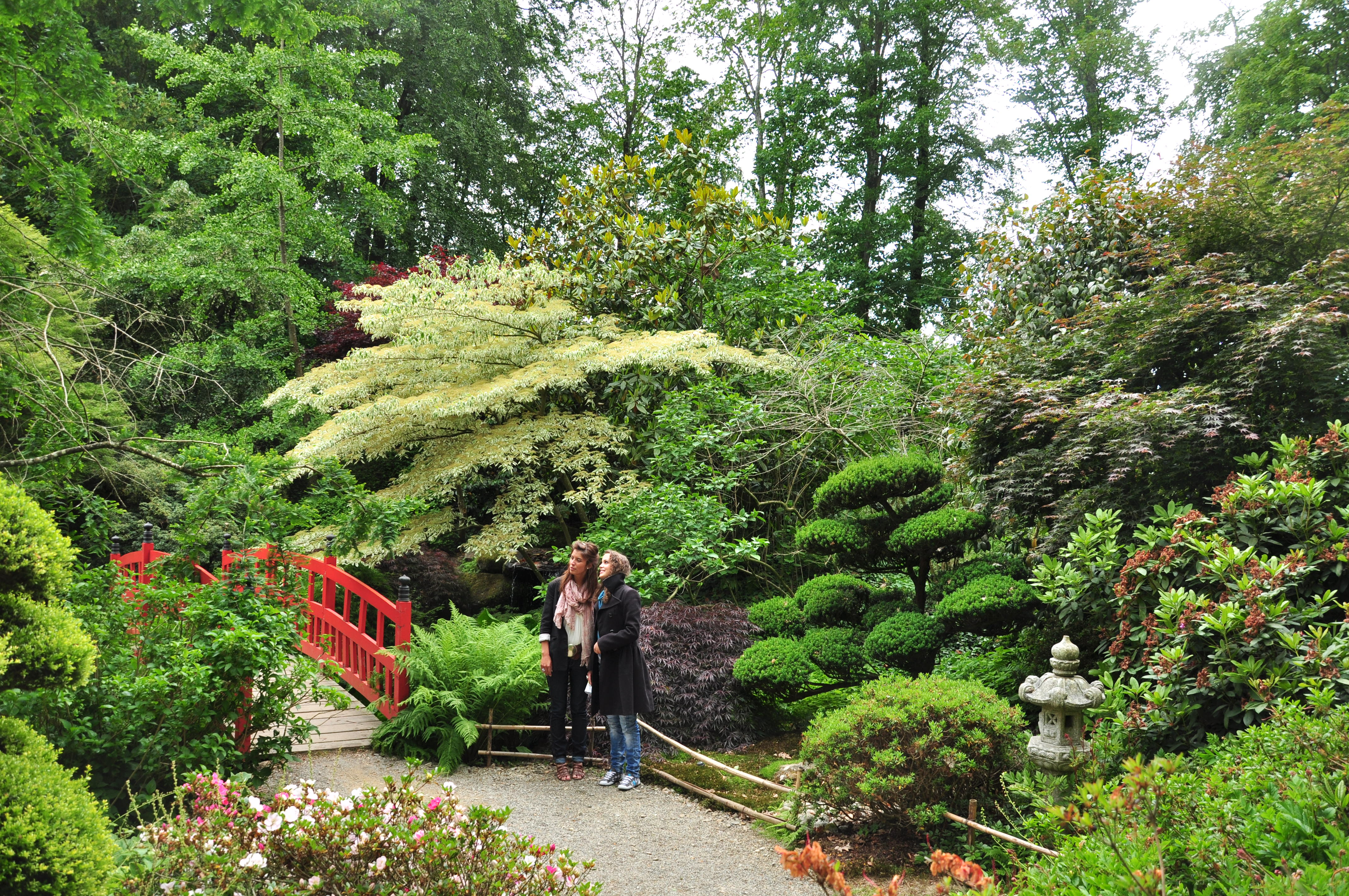
アッパーブルターニュの植物園

Jardins remarquablesは、一般に公開され、手入れの行き届いた公園や庭園を宣伝することを目的としている。歴史的記念物として保護されているかどうかにかかわらず、最近作られたものも範囲としている。5年間授与され、更新と改訂が可能である。考慮される基準は6つである。
- 構成
- 景観と周囲の質の調和
- 注目すべき要素の存在
- 植物への関心
- 歴史的関心（古い庭園のみ）
- メンテナンスの質

認定されると次のメリットがある。
- 文化省・通信省が配布した文書への記載
- 道路標識を取得する機会
- 地方の都市計画でそれらを考慮に入れる機会
- 税務承認を得る機会
- 国立公園・庭園評議会、フランス公園・庭園委員会、地域協会からの支援

見返りに所有者は、庭の定期的なメンテナンス、少なくとも年に50日間一般公開すること、国が運営する「Rendez-vous aux Jardins(庭園で会いましょう)」またはヨーロッパ文化遺産の日に参加すること、情報提供を行うこと、Jardins remarquablesのロゴマークが入ったプレートを貼ることを求められる。

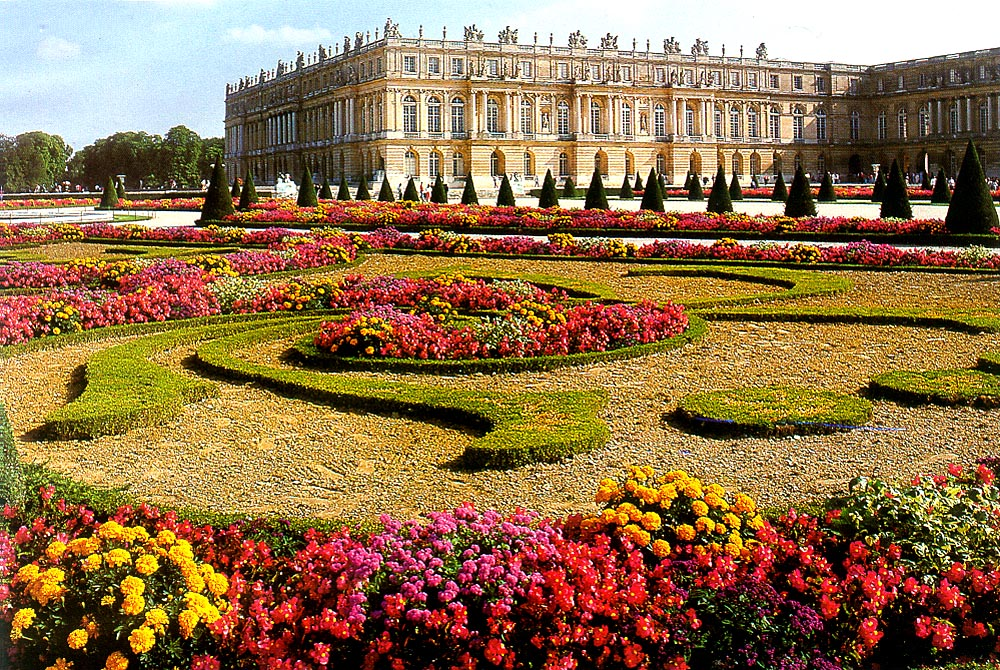
ヴェルサイユ宮殿 （イル＝ド＝フランス）の庭園、Parterre du Midi

## アルザスの庭園

### バ＝ラン

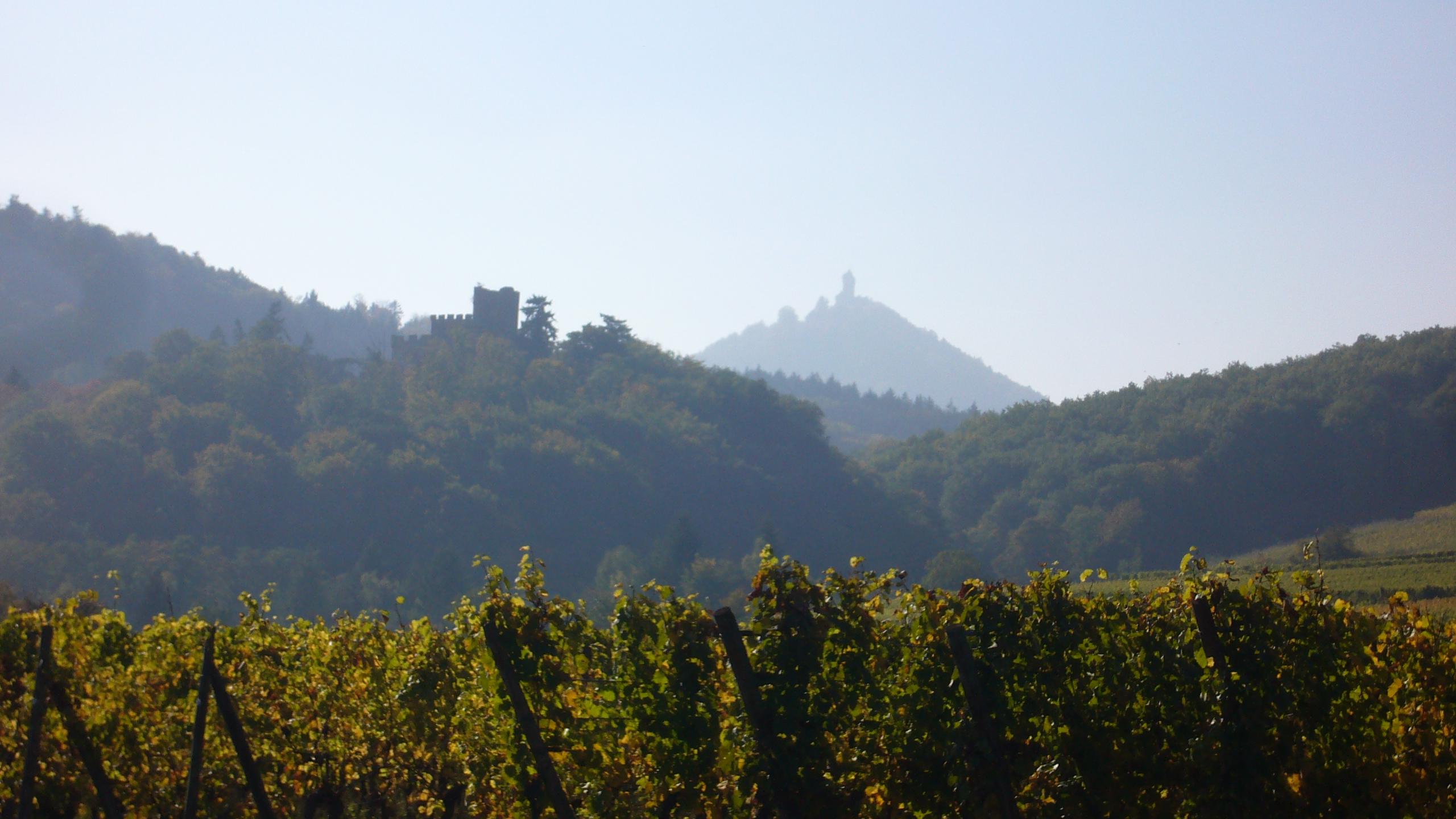
ChâtenoisとKintzheimの間の道路から見たKintzheimとHaut-Kœnigsbourgのシャトーの眺め

- Brumath - Jardin de l'Escalier。（1973）小さなプライベートモダンでロマンチックなフローラルガーデン。（写真参照）
- Kintzheim -の遺跡の公園 シャトー・ド・Kintzheim。19世紀初頭のロマンチックな景観庭園。（写真参照）
- コルブスハイム - コルブスハイム城。（1703）フランス庭園とイギリスの風景公園。（写真参照）
- Ottrott - Le Domaine de Windeck（1835） Ottrottの台無しにされた城の景色を望むロマンチックな景観公園。（写真参照）
- Plobsheim - Le Jardin de Marguerite （1990）Plobsheimのアルザスの村にある小さなプライベートの英語の「秘密の」庭園。（写真参照）
- サヴェルヌ - サヴェルヌ植物園 ヴォージュの森の飛び地にある植物園。（写真参照）
- ストラスブール - ストラスブール 「植物園の植物園」1619年に設立され、フランスで2番目に古い植物園。（写真参照）
- Uttenhoffen - Jardin de la Fermeブルー。17世紀の農場の敷地内にあるモダンな庭園。（写真参照）

### オー＝ラン
- Guebwiller - 「マルセイユ公園」1897年から1899年にかけてエドゥアール・アンドレが設計した公共の植物園と植物園。（写真参照）
- Husseren-Wesserling - Parc de Wesserling （17ヘクタール）Murbach（1699）の王子修道院の狩猟用ロッジの敷地内にあるプライベートガーデン 整形式フレンチガーデン、フラワーガーデン、キッチンガーデン、フィールドガーデン、コンテンポラリーガーデン。（写真参照）
- ミュルーズ - 動物園と ミュルーズ 公園の公園。（25ヘクタール）公共の植物園や動物園、イギリスの風景公園。（写真参照）
- Riedisheim - Park Alfred Wallach。 1935年にパリのランドスケープアーキテクトAchilleDuchêneによって作成されました。庭のさまざまな部分をつなぐ階段。そして木陰のallées。（写真参照）

## アキテーヌ庭園

### ドルドーニュ
- Domme - Châteaude Caudonの公園とBoxwoodガーデン。フランス式庭園とフランでの風景式庭園で、侯爵ジャック・ド・Malville（作者の一人）で1808年と1814年で作庭、フランス民法典。（写真参照）

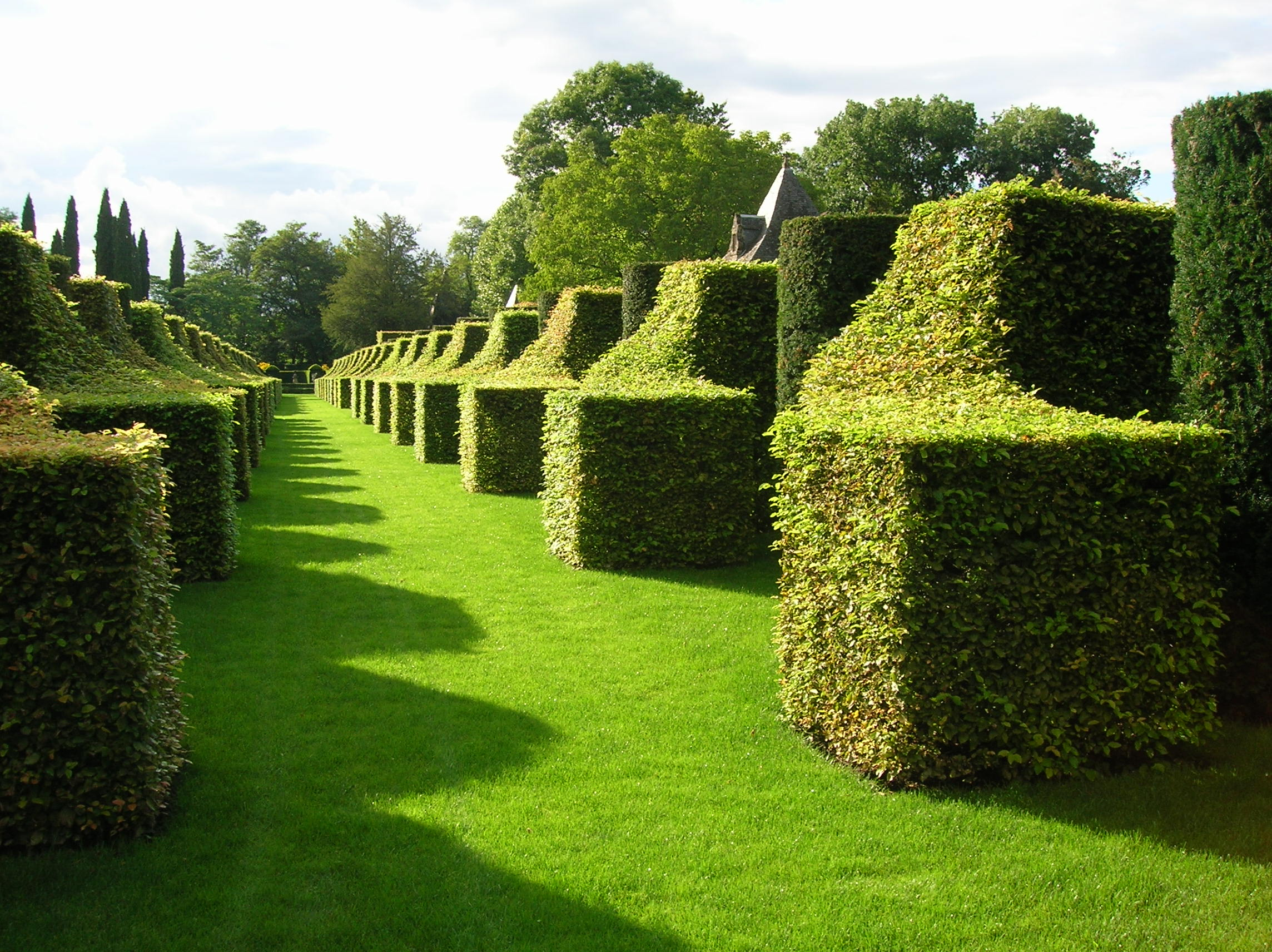
Manoir d'Eyrignac（ドルドーニュ）

- Eymet - Pouthetの公園とキッチンガーデン。Dropt川の谷にある18世紀の小さな城には、1860年に植えられたスギの道がある。シクラメン、クロッカス、そして季節のひととき。そして野菜と花の庭が色分けされている。（写真参照）
- オートフォート - オートフォート 城の庭園。城は17世紀に再建され、庭園のフランス式庭園 （ ジャルダン・ア・ラ・フランセーズ ）で装飾されている。1853年、庭園は有名なランドスケープアーキテクトであるCount of Choulotによってリニューアルされ、シャトー、庭園、そしてランドスケープは、幾何学的なフラワーガーデン、シャトーのドームを模したトピアリーガーデン、そして長い緑のトンネルで統一されている。整形式庭園の隣には、曲がりくねった小道があるイタリア庭園のある丘がある。公園内の著名な木には、マグノリアグランディフローラとレバノンの杉が含まれている。（写真参照）
- Le Buisson-de-Cadouin - プランブイソンの庭園。庭園には、矮小の竹から巨大なものまで、そしてPaulownia fortuneiなどのエキゾチックな木々まで、244種類の竹がある。庭園は夏、秋、冬の終わりが特に見頃。（写真参照）
- Saint-Cybranet - Albarèdeの庭園 - ランドスケープアーキテクトSerge Lapougeによって作庭された珍しいモダンな庭園。この庭園には、乾燥した厳格な気候とこの地域の貧弱な土壌に適応した1000種の種があります。果樹、香りのよい植物、トピアリーガーデン、古いタイプの野菜、バラ、そしてペリゴール地方の農村建築の例がある。（写真参照）

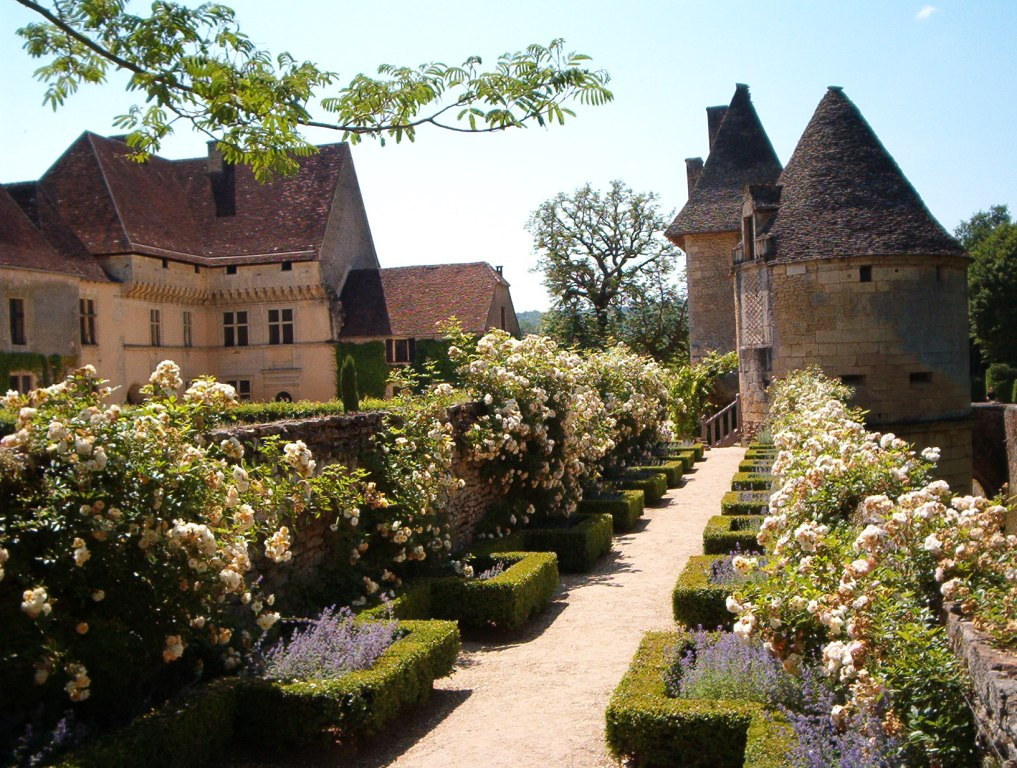
ローズガーデン、シャトードロス（ドルドーニュ）

- サン＝ジェルマン＝ド＝ベルヴェ - ガーデンオブ コンティ。トスカーナの庭園に触発された、ペリゴールのフランスの丘の上の庭園。庭園にはイタリア産のヒノキの木、栗、平面の木、クルミとオーク、さまざまな果樹、中世の家庭菜園がある。（写真参照）
- マナーD'Eyrignac d'Salignac-Eyvigues - フランス式庭園とフランスの風景庭 20世紀に再作成され、18世紀から、水が7つの泉から来ると、丘の上に17世紀の邸宅を包囲。

（写真参照）
- Thonac - Châteaude Losseの 庭園。 ヴェゼール川のそばにあるルネッサンス様式の城の遊園地。川を見下ろす壁の上に庭園、ブドウ畑のトンネル、上質なバラ園、ラベンダーが植えられた広場のある中庭、ローズマリーで縁取られ、ヒノキの木で守られている。

（写真参照）

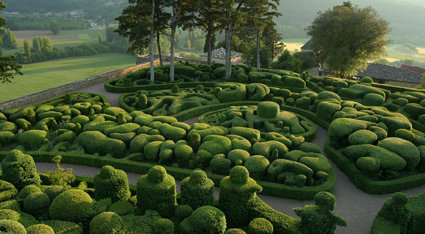
マルケイサック庭園（ドルドーニュ渓谷）

- ヴェザック - マルケイサックの 庭園。17世紀に王の顧問、ベルトラン・ヴェルネによって建てられました。オリジナルの庭園は、AndréLeNôtreの弟子によって作成され、庭園、テラス、およびシャトーを囲む家庭菜園が特徴。18世紀の終わりには、長さ100メートルの遊歩道が追加された。1866年以降、イタリアの庭園に触発された新しい所有者、ジュリアン・ド・セルヴァルは素朴な建造物を作り、パートナーを再設計し、5キロメートルの散策を行い、松とヒノキの木を植えた。（写真参照）
- Terrasson-Lavilledieu - 想像力の庭園 （fr： Jardins de l'Imaginaire ）。この現代的な庭園は、Terrassonの町の公共公園で、1996年にランドスケープアーキテクトのKathryn Gustafsonによって設計され、13の神話のタブローと庭園の歴史の伝説を紹介している。それは単純な自然の要素を使う。木、花、水、そして石は、自然から農業、そして都市への人類の通過を示唆している。象徴的な神聖な木、バラ園、トピアリーアート、そして噴水を使って物語を語る。（写真参照）
- Vélines - Sardyの 庭園 1950年代の小さな庭園はカントリーハウスを囲むように建てられていて、紅茶用の日陰のあるテラスがある。イギリスとイタリアの庭園に触発された親密な風景と景色が楽しめる。
- イサク - モントリオール城の庭園。シャトーは1535年、ルネッサンス様式で、13世紀から14世紀に遡る要塞の敷地内に建てられた。庭園は、20世紀初頭のAchilleDuchêneによる要塞の城壁の上に建てられた。下の庭園はイタリア風で、ハイビスカスとイチイの木、そして白いバラと白いクレマチスで覆われた壁が特徴。上側の庭には、ジャルダン・ア・ラ・フランセーズ、装飾用の花壇やトピアリー庭園。庭は1999年に暴風雨によってひどく被害を受け、植え替えられた。（写真参照）
- アーバル - ラブリー 庭園。14世紀のペリゴールの貴族の城の庭園として生まれたオリジナルの17世紀の庭園には、家庭菜園と壁に囲まれた初期のフランスの装飾庭園があった。その後、18世紀に、村と森の間の壮大な軸がの路地とともに、作成された菩提樹の木、とトピアリーアリーイチイの木の。19世紀には、針葉樹と様々な植物が植えられたフランスの庭園が追加された。シャトーはまた、古いバラと果樹の素晴らしいコレクションを持っている。

### ジロンド
- Cussac-Fort-Médoc - シャトーラネッサンの公園。庭園は、ボルドーのメドックワイン産地のシャトーのブドウ畑に囲まれています。シャトーと庭園は、建築家Duphotによって1878年に建てられました。庭園はイギリス風で、通り、芝生、そしてスギ、ヒノキ、そして平面の木があります。（写真参照）
- Portets - モンゴナン城。シャトーは1736年に建てられ、植物園は1741年に彼の友人であり音楽教師であるJean-Jacques Rousseauと植物学者Linnaeusの理論に触発されて造られました。薬用、野生、または食品用。この庭園は、ラ・ヌーヴェル・エロワーズに描かれた、香りと色彩にあふれた理想的なロマンティックな庭園Rousseauに似せて造られました。現在の庭園は18世紀のままで、時代の野菜、果樹の地元の品種、バラの18世紀の品種、アスター、アイリス、ダリア、香りのよい植物、そして香水を作るのに使用される植物で保たれています。結節とジャスミンは庭にそれらの香りを満たします。
- プレニャック - シャトー ドマルの 庭園。ソーテルヌワインで有名なシャトーに隣接するこれらの庭園は、1717年から1724年の間にAlexandre Eutrope de Lur Salucesによって設計され、フランスの古典的な時代の最高級庭園と見なされています。彼らはイタリアの彼の壮大な旅行の間に彼がフィレンツェで見た庭園と彼がヴェルサイユの法廷で過ごした時間に触発されました。公園には広い中心軸と2つのテラスがあり、彫像と花瓶があります。彫像は、イタリアの芸術家によって行われた、18世紀の初頭には、その目的のためにそこにもたらした、との数字を表すギリシャ神話 ： ケパロス、オーロラ、キューピッド、アフロディーテ （ ヴィーナス ）、アドニス、およびフローラ、花や庭園の女神。他の彫像はワイン作り、狩猟と釣りの喜び、ワインと中毒を表します。最初のテラスの東側には小さな劇場があり、イタリアのコメディアdell'arte （ パンタロン、スカラモッシュ、ハーレクイン）の人物で飾られています。階段は、地球、風、空気、そして火を象徴する彫像で装飾された第二テラスに通じています。[1] （写真参照）
- ヴェイル - ヴェール 城の庭園。 シャトーは15世紀にドルドーニュ川の端にある塚の上に建てられ、その後ヘンリー4世によってGourgues家に与えられたときにルネッサンスに再建されました。それは17世紀の終わりにもう一度再建されました。庭園は1938年にランドスケープアーキテクトのFerdinand Dupratによって再建されました。記念碑的な階段が古堀を越えて川沿いのフランス庭園に通じています。そこにはイチイの生垣と接しているparterresがあり、ツゲの木が円錐形に切り取られています。中世のインスピレーションを得たフラワーガーデン、スギ、オーク、シナノキ、シデ、ブナの木が並ぶイングリッシュスタイルの公園もあります。

（写真参照）

### Landes
- ダックス - サラット公園。 公園は、元建築家のRenéGuichemerreの家であり庭であり、1950年代から1988年に亡くなるまで彼によって作られました。それは建築家リチャードノイトラとフランクロイドライトに触発された彼のモダンな家を含みます。平面木の印象的な路地。噴水と滝のあるフレンチガーデン。広い家庭菜園。そして320種類の木がある植物園、それらの多くはまれです。

（写真参照）

### ロトエガロンヌ
- Le Temple-sur-Lot - 1870年にJoseph Bory Latour-Marliacによって作成されたGardens of Latour-Marliacは、さまざまな種類の水生植物、特に睡蓮に専念しています。庭園には、洞窟、カスケード、温泉、多種多様な熱帯植物、そして世界で最も古い水生植物のための苗床があります。1894年、ラトゥール＝マリアック庭園はジヴェルニーのクロード・モネの庭園に睡蓮を植えました。

（写真参照）

### ピレネーアトランティック
- Cambo-les-Bains - ヴィラアルナガの庭園。 これらの庭園は1903年にフランスの劇作家エドモンド・ロサンド、現在はエドモンド・ロサンド美術館である彼の家の隣にあるシラノ・ド・ベルジュラックの作者によって作られました。バスク様式の家はピレネー山脈を見渡す。家の東側には、噴水、彫像、3つの洗面器、トピアリーガーデン、オランジェリー、ベルヴェデーレ、パーゴラ、そして「詩人のコーナー」がある、正式な幾何学的フランス庭園があります。庭にはシャクナゲとツツジの色鮮やかな年次展示があります。フレンチガーデンの周りには、オーク、カエデ、クリ、クルミ、シナノキ、モミの木が集まった樹木が茂ったイングリッシュランドスケープガーデンがあります。公園はアラガ川のほとりにあり、そこには絵のように美しい水車小屋があります。

（写真参照）
- モマス - モース 城の庭園。 シャトーは中世の庭園に触発された庭園に囲まれています。彫刻、噴水、家庭菜園、香りのよい庭園があります。果物や野菜の古い品種、そして200年前のオークとイチジクの木。（写真参照）
- ヴィヴェン - ヴィヴァン 城の庭園。シャトーは11世紀に初めて言及されました。それは18世紀に完全に再建されました。庭園は1988年の当初の計画の後に再設計されました。フレンチガーデンには、ヘッジとトピアリーガーデン、噴水、そしてパビリオンが飾られた、カラフルなモザイクの2,500個のベゴニアと千本以上のバラが飾られています。椿、ツツジ、シャクナゲ、アジサイ、ブーゲンビリアの年次展示があります。

（写真参照）

## オーヴェルニュの庭園

### アリエ
- Villeneuve-sur-Allier - 樹木園はフランスで最も古い私有植物園です。それは1804年に始まったが、主にルイ15世のプチトリアノン植物園を担当していたフランスの自然主義者ミシェル・アダンソンの娘であるアグレ・アダンソンの創設です。彼女は1812年に、30歳でそこに定住し、フランスの植民地からフランスの気候にエキゾチックな植物を慣れさせるために設計された、フランスで最も初期の馴化庭園の1つとしてそれを確立しました。ナポレオンのヨーロッパがイギリスの艦隊によって封鎖されていたにもかかわらず、Adansonは世界中から注目に値する植物のコレクションを集めることができました。庭園には池の周りのロマンチックな遊歩道があり、直径600センチから0.5メートルのカリフォルニアの巨大セコイアの木、高さ35メートルのハゲ、そして以前に植えられたスペインのモミなど、2,500本を超える木や植物の標本が見られます1850年。春には、庭には、カラフルなディスプレイがある椿、シャクナゲ、モクレン、鳩の木、ガマズミ、およびハナミズキを。秋には庭園はアイリス、バラの古い品種、そしてアジサイで有名です。

（写真参照）

### ピュイドドーム

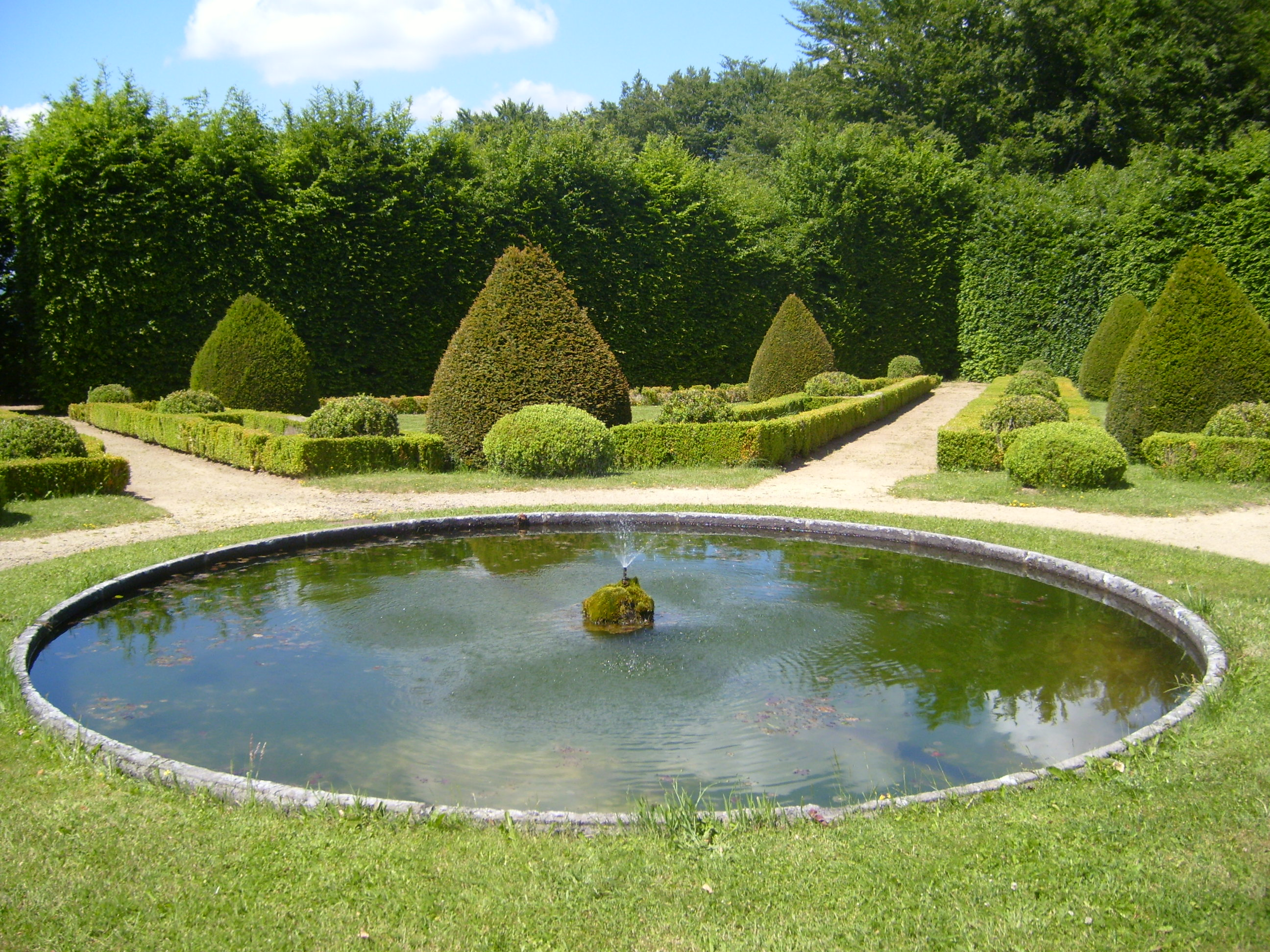
Chateau de Cordes、ピュイドドーム

イソワール - Châteaud'Hauteriveの庭園は もともと10世紀に創立されたIssoire of Issoireのドメーヌの一部です。現在の建物は17世紀後半にまでさかのぼります。文書と古い水彩画は、庭園が1680年から1691年にかけて存在していたことを示しており、今日とほとんど同じ計画があります。庭園は、芝生、大通り、中央盆地を囲む8つのパーティ、生垣、そして小さな木々の茂みから構成されている。花には、牡丹、菖蒲、ユリ、デルフィニウム、セージ、ルピナス、ダリアなどがあります。1999年12月の嵐の中で、500から700本の木が根こそぎにされるか、壊れた庭園はひどい損傷を受ける。現在庭園は修復中。
（写真参照）
- シャトー・ド・コルドでのOrcival。再現と15世紀の城ガーデンアラカルトフランセーズモンドールの山地に900メートルの高度で。
- Romagnat - Châteaud'Opmeの庭園。シャトーは最初11世紀に建てられ、カウント、そしてオーヴェルニュのドーフィンに属しました。17世紀に国王の会計担当者アントワーヌ・ド・リベールによって再建されました。庭園は1617年までさかのぼります。庭園には2つの部分があります。円形流域、噴水、芝生と木陰の路地がある、フランス風の古典的な庭園。果樹、花壇、菜園のあるルネッサンス様式の庭園。庭園の2つの部分は、2回転する珍しい石造りの階段でつながっています。2つの洗面器がある噴水は1617年にさかのぼり、Androuet du Cerceauに起因します。

（写真参照）

## ブルゴーニュの庭園

### コートドール
- Arceau - シャトーArcelotの庭園。シャトーと大きな池の間のゆるやかな斜面に位置する庭園は、1805年に建築家Jean-Marie Morelによって作成されました。彼らは中国人のパビリオン、中に人を入れるのに十分な大きさの巨大なはげのあるヒノキを含む古い木を特徴とします。菜園と果樹園のあるオランジェリー。

（写真参照）
- Athie - Athie の製粉所。この工場は16世紀に建てられ、チーズ乳製品に変えられた20世紀初頭まで稼働し続けました。庭園は1970年代後半に作られました。栗、カエデ、セコイアなど、さまざまな木があります。300種類のバラを含む、450種類のバラ。百種類の牡丹。グロリエッテ 睡蓮の池。そしてトピアリー低木。

（写真参照）
- Barbirey-sur-Ouche - バルビレ城の庭園。18世紀のカントリーハウスを囲む19世紀のイギリス風の庭園。庭園にはテラス、家庭菜園、果樹園、belvedere、洞窟があります。木には、平面木、スギ、カエデ、クリ、および海岸セコイアが含まれます。果樹園はナシ、プラム、アップル、チェリー、アプリコット、およびマルメロの木が含まれています。季節の花には、ダリア、シャクヤク、アイリス、チューリップがあります。

（写真参照）
- Lantilly - ランティリー 城の台所庭園。19世紀半ばからの庭園には、世紀を経たプラタナスの木、スギ、シカモア、カタパルパの木があります。イチイの木は幻想的な形に剪定されました。バラ、果樹、ヘリオトロープ、百日草、牡丹、ゼラニウム、無毛、および日本のイソギンチャクの 多種多様。

（写真参照）
- Saulieu - サンレジェドフーシュ公園。 公園はかつては今ではもっと控えめな広さの15世紀の大きな城を囲んでいました。現在の公園は1840年に造られ、1972年以来拡大されていて、多くの古い地元の木が特徴です。オークス、hornbeams、ブナ及び銅ブナ。ヒイラギとカラマツ。沿岸セコイア、カナダの ツガ、アメリカイエローウッドなどのよりエキゾチックな木。5月15日から6月15日の間にシャクナゲが咲き誇ります。（写真参照）
- Talmay - TalmayChâteaude Talmayの 庭園。シャトーは18世紀半ばからのものです。庭園は1752年までさかのぼります。庭園には280本のリンゴとナシの木が鉢の形に彫られています。箱の木の迷路。ヘッジシデ。1752年に植えられた8つの巨大な平面木。そして牡丹、菖蒲、そしてバラの路地。

### ニエーブル
- Alligny-en-Morvan - ラショー城の公園と庭園。

小さな城と農家の集まりの周りに、19世紀半ばに造られた牧歌的な庭園。二重の路地を含む、1850年に植えられた庭園の特徴を多くの木、ジャイアントセコイア。レバノン杉の木立。銅ブナ、灰の木、チューリップの木。藤の床、バラ、オルテンシア、ピンクの牡丹の路地、ブルーアイリス。ラベンダー 薬草園。モクレン、シャクナゲ、そしてヘザーカーペット。（写真参照）
- Châtillon-en-Bazois - ChâteaudeChâtiau -en-Bazoisの 公園と庭園。

中世の城と賑やかな運河の間には、イギリスの風景式庭園、古典的なフランス庭園、そして近代的な噴水と洗面台の庭園があります。庭園には果樹の並びと運河のそばに生垣があるオランジェリーがあります。伝統的な家庭菜園。ツゲの生垣は羊の群れのような形に彫刻されていました。(写真参照)
- Coulanges-lès-Nevers - Forgeneuveの庭園。

1660年から1820年にかけて、ニエーブル川のそばにあった古い鉄の鍛造地が1981年から1990年に修復され、庭園に変わりました。彼らはイングリッシュランドスケープガーデン、キッチンガーデン、フラワーベッド、そして250年前の平面木を含む多くの記念碑的な古い木を備えています。
- リマントン - リマントン 城の庭園。

オリジナルの庭園は完全に放棄され、17世紀から18世紀にかけてアンドレ・ル・ノートルがの庭園のインスピレーションを受けて1994年から再現されました。庭園は3つのテラスに配置されています。最初のテラスには角に彫刻されたイチイの木が並ぶ2つの芝生があります。2つ目は、ツゲの木の生垣、古いバラ、そしていちじくの木がある秘密の庭園です。そして3つ目は花壇とパリセードと果樹の列で区切られた芝生に分けられます。

### ソーヌ・エ・ロワール
- Anglure-sous-Dun - ゼファー の庭。

2000年からはガーデニングに情熱を注いできており、丘陵地を最大限に生かした、1ヘクタールの英国式と、現代式を混在させたプライベートガーデン。森の部分には二十種類もの種のカエデ、10品種カバノキ、及びオーク、針葉樹、ブナ、そしてシデ類が、茂みや花にはアジサイ、ハナミズキ、ダリア、そして300種類のバラがあります。（写真参照）

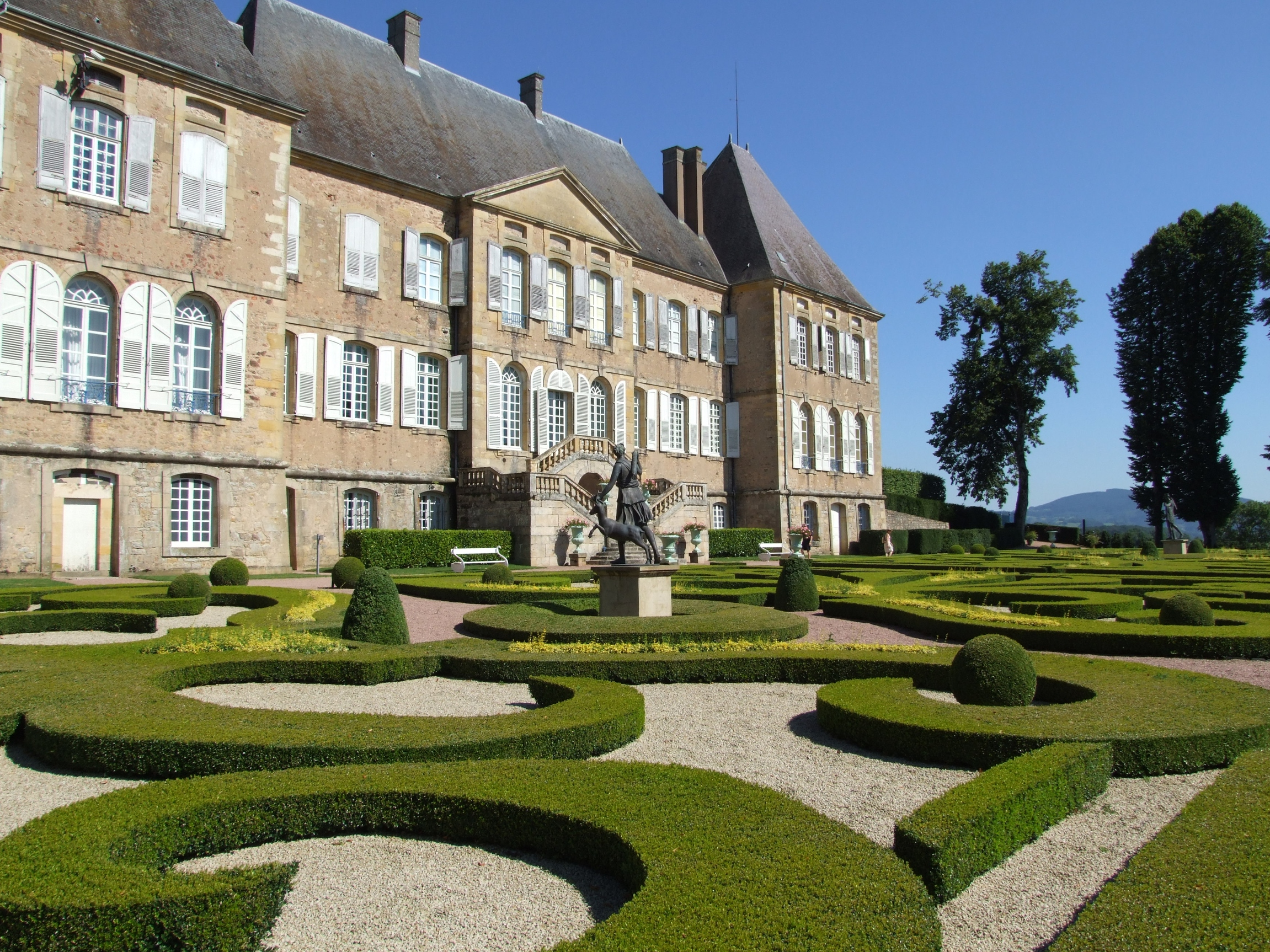
シャトードゥドレ

- Curbigny - ChâteaudeDréeの庭園。

館は17世紀に建てられ、19世紀に再建、20世紀には18世紀の感じに復元されました。フランス風の庭園には、白とピンクのバラとラベンダーの広場があります。花壇の広いテラス。フィレンツェのネプチューンの泉からのジャン・ド・ボローヌによる彫像のある泉。長い展望"デモイゼルの塔"と呼ばれる愚痴。楕円形のバラ園、盆地の周りにパステルカラーの1300以上のバラの茂みがあります。
- オイ - ショーモン城の庭園

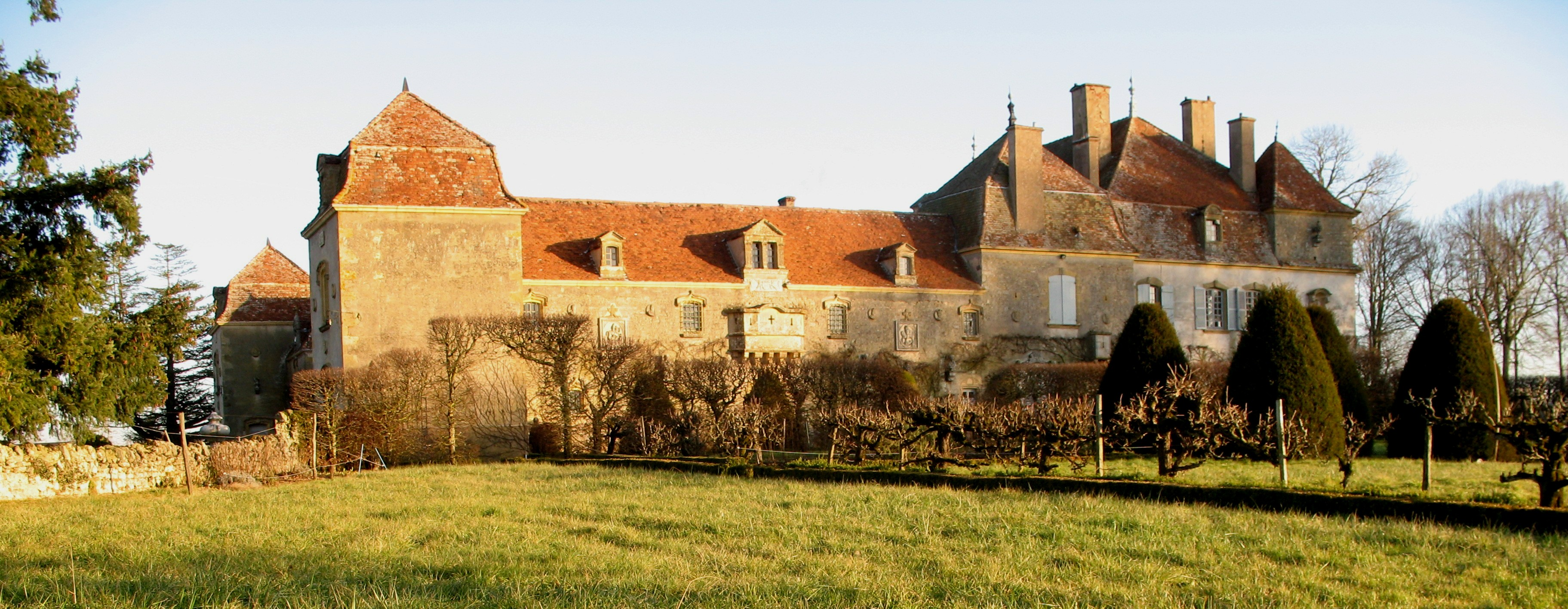
Châteaude Chaumont

現在のフランス風の城と庭園は18世紀に造られ、20世紀に修復されました。シャトーの一部は16世紀に遡ります。庭の主な特徴は、彫像や花瓶と交互に、円錐形に形作られたイチイの木が並ぶ門からシャトーまでの大通りです。二列の菩提樹の二次路が2つあります。庭園には日陰を提供する栗の木の大きな長方形があり、西部と南部には幅350メートルのヘーンビームが生い茂っています。
- Palinges - ディゴアン 城の庭園

18世紀のシャトーは、建築家Veringuetによって設計されたフレンチガーデンと35ヘクタールのイギリスのランドスケープパーク内にあります。注目すべき特徴は、1830年代に建てられた新古典主義の温室です。フランスの庭園には、箱詰めのヤシの木とオレンジの木がハーフドームとコロンビアの形に彫り込まれ、シャトーのドームの形を模しています。イギリスのランドスケープパークには4 kmの道、様々な森の木々、エキゾチックな観賞用の木々、湖、川、洞窟があります。温室のそばの花畑は1920年代にランドスケープアーキテクトのAchilleDuchêneによって再設計され、キッチンガーデンは18世紀からのPicpus兄弟修道院のかつての墓地の場所を占めています。
- シュリー - シュリー 城の公園とキッチンガーデン。

シャトーと庭園は18世紀と19世紀にまで遡り、イングリッシュパークの森林に囲まれた通りと巨大なセコイアの要素を組み合わせた、18世紀の古典的なフランス式庭園（家庭菜園、果樹、家に通じる大通り）、観賞用の前庭と花壇。）
- ヴァレンヌラルコンセ - ロマネスク庭園（fr：Jardins Romans）

5つのテーマを持つ現代的な植物園。人類にとって有用な歴史的植物を持つ民族植物園。Charlemagne皇帝Charlemagneが宣言した植物とともに、帝国のすべての修道院に植えられた植物、ならびにアメリカから輸入された植物（ トウモロコシ、トマト、ポテト ）新しい、珍しく忘れられている種類の植物がある、順応の庭。さまざまな香りの植物のある香りの庭園、 バラのトンネル、ジャスミン、クレマチス。そして地元の水生植物とエキゾチックな水生植物の両方を持つ水生園、例えばスイレン、蓮とナイルのパピルスがある。

### ヨンヌ
- Thorigny-sur-Oreuse - Châteaude Thorignyの公園。

（写真参照）

## ブルターニュの庭園

### コートダモール

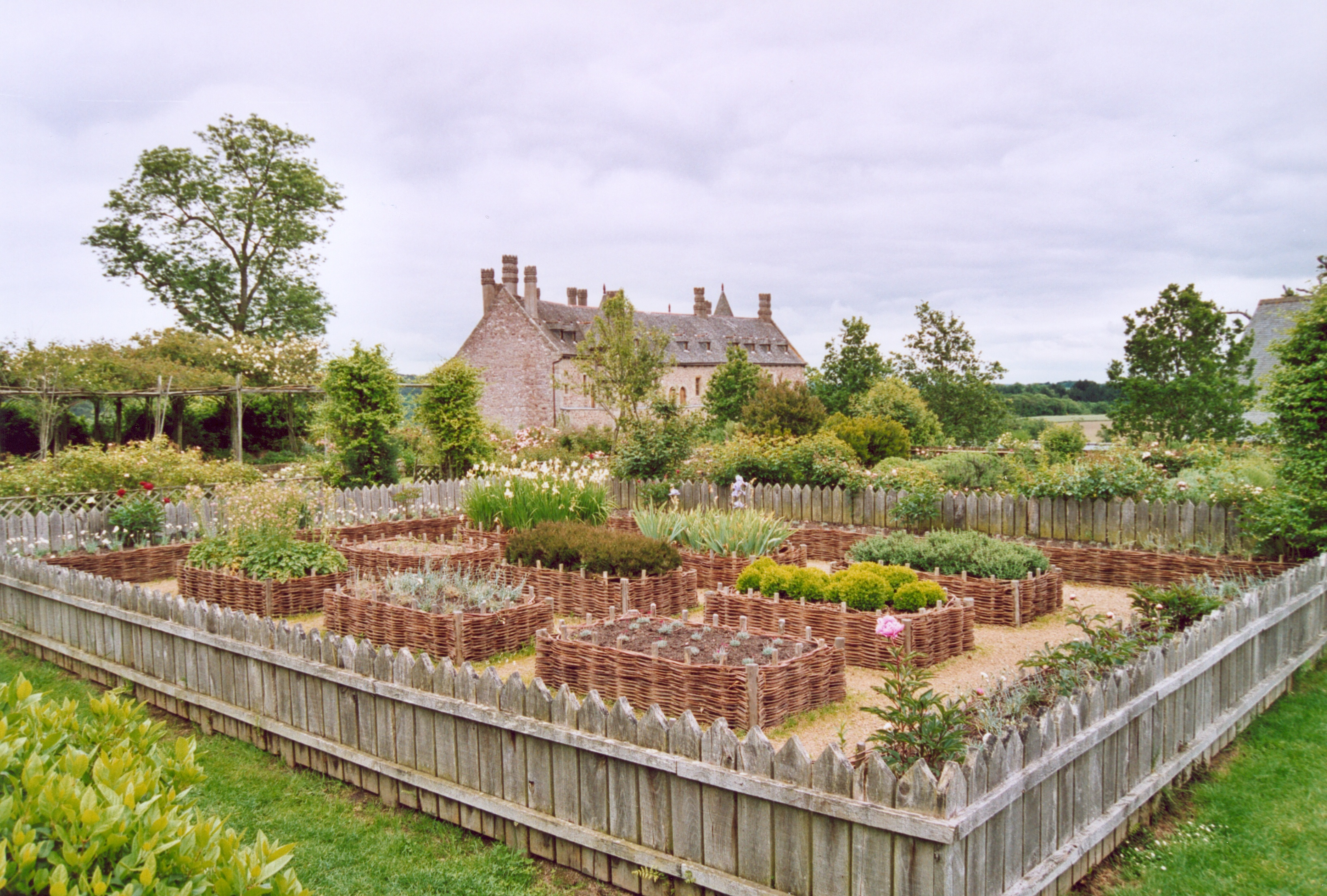
Châteaude la Roche-Jagu、コートダモールの庭園

- Ploëzal - ロシュジャグ 城の庭園。

- Trédarzec - ケルダロの 庭園。

### フィニステール
- Îlede Batz - ジョージデラスセルの庭園。ブレトン海岸の吹きさらしの砂丘は、1897年に北半球と南半球のサボテン、ヤシの木、その他の植物が植えられ、亜熱帯のオアシスと庭園に変わりました。庭園は30年間放棄され、その後1987年に修復されました。（写真参照）
- Combrit - コルヌアイユ植物園。 1983年に創設された私有の植物園で、世界中から2,000種類以上の木、茂み、そして植物が植えられています。庭園には、さまざまな種類の水生植物が生息する広いウォーターガーデンがあります。（写真参照）ボーナス  ： 非常に豊かな鉱物博物館
- Huelgoatの - Poërop園。樹木園はブルターニュの内部の丘陵地で1993年に始まりました。最も珍しい特徴は、ネパールと中国の雲南省からの薬用植物の庭園です。そして、それはヒマラヤ山脈の谷を再現します。それはまたオーストラリアからのユーカリの木そして植物を含んでいます。アヒルや他の水鳥のいるウォーターガーデン。60種類の竹そしてバラ園がある。

（写真参照）
- カンペール - ランニヨン城の庭園。 ランニロン城はカンペール司教のかつての宮殿でした。庭園は1668年から1670年の間に17世紀にMonseigneur deCoëtlogonによって作られました。それらはオデット川のそばにあり、花用と野菜用を含む3つのテラスを川に向かって下降させています。いくつかの流域、噴水、運河。庭園には現在、樹木園があり、その中にはマグノリアグランディフローラ、イチョウ、スギ、巨大セコイアなどの並木があります。（写真参照）
- ロスコフ - ロスコフ のエキゾチックな庭園。 ロスコフの町のエキゾチックな庭園は1986年に始まり、18メートルの巨大な岩の周りに作られました。それは亜熱帯の、そしてエキゾチックな植物に捧げられて、そしてたくさんのまれで、そして絶滅の危機に瀕した植物を含む、アフリカ、アジア、アメリカ大陸とオーストラリアからの3000以上の異なる植物を含みます。木はオーストラリアからの百ユーカリを含みます。

（写真参照）

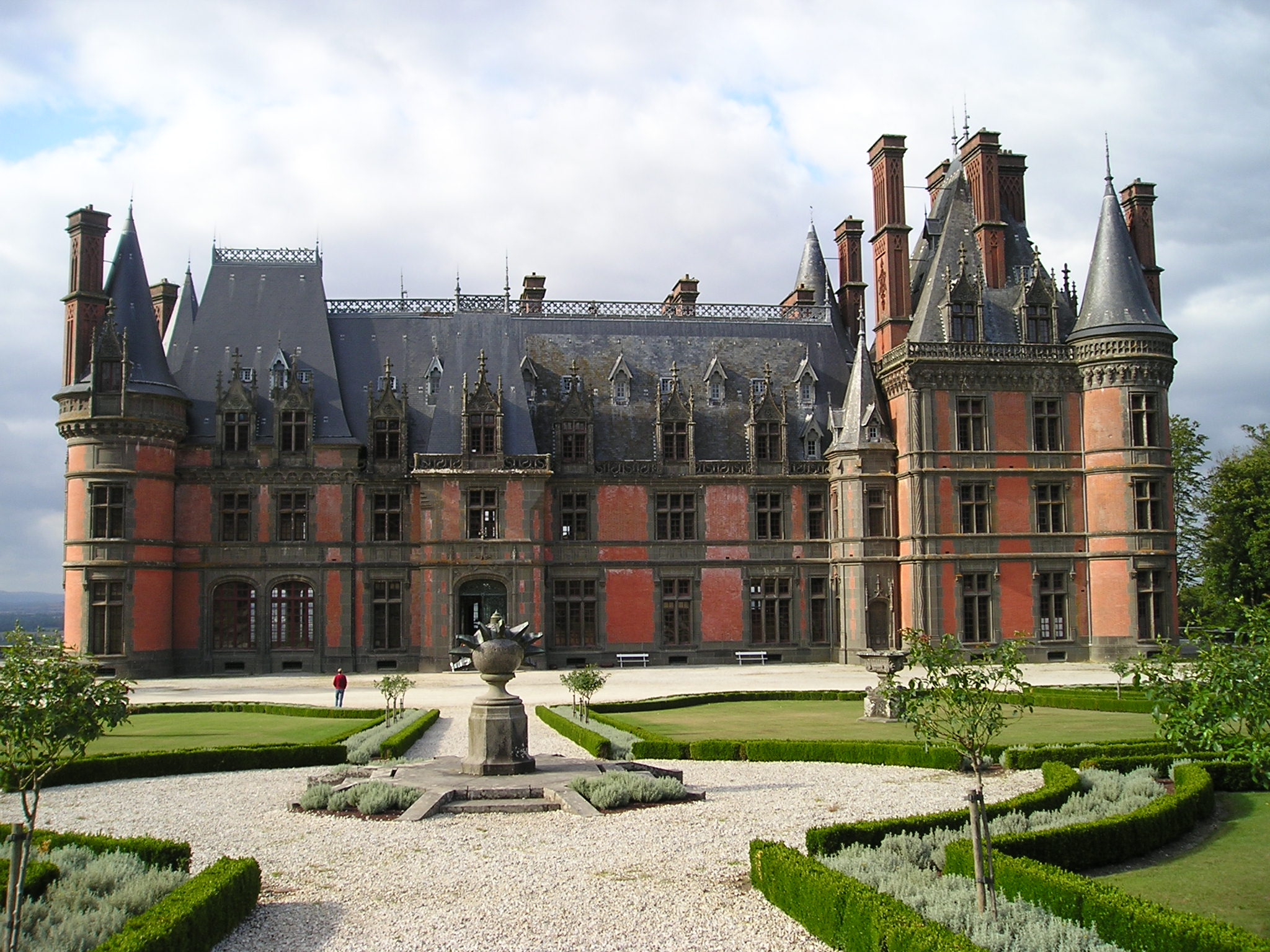
Châteaude Trevarez

- Saint-Goazec - Châteaude Trevarezの公園。 赤レンガと庭園のシャトーは、1894年から1906年にかけて、工業家のジェームズ・モンジャレット・デ・ケレグによって創設されました。第二次世界大戦中、シャトーはドイツのUボート艦隊に占領されました。それは1944年に空軍によって爆撃されました、そして、屋根の穴は1990年代まで修復されませんでした。

### イル＝エ＝ヴィレーヌ

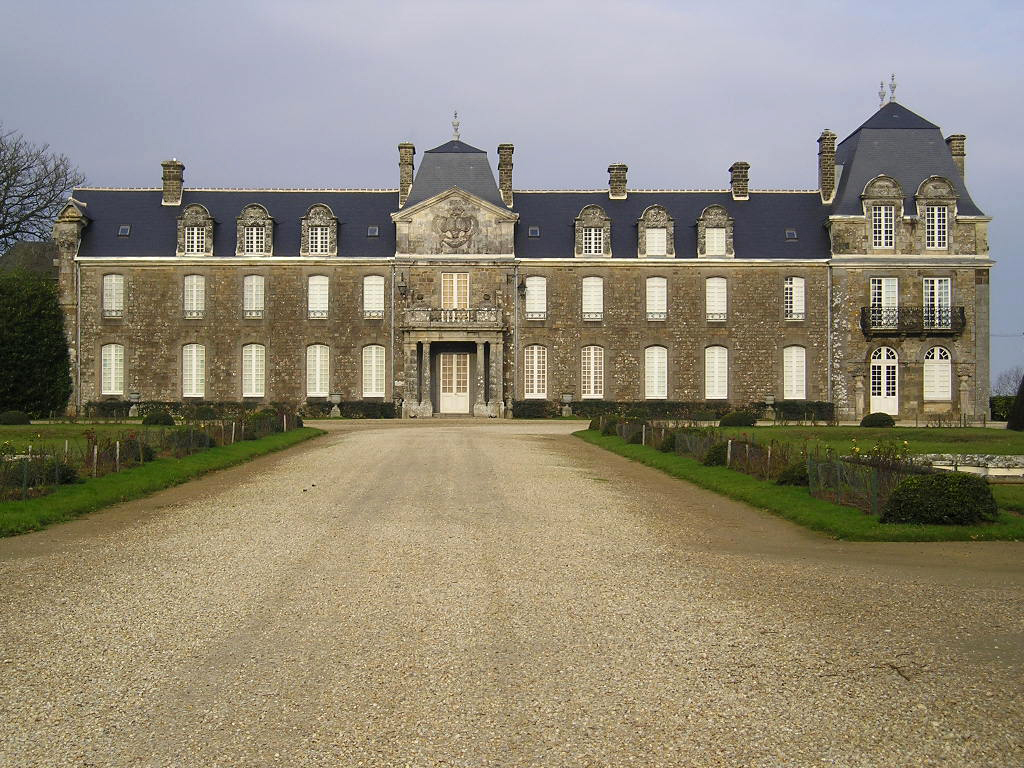
Caradeuc城の公園。

- Antrain - BonnefontaineChâteaude Bonnefontaine公園は、ブレトンルネッサンス様式で修復された15〜16世紀のシャトーを囲むフランスの広い大規模な庭園です。シャトーが修復された1860年から庭が造られました。庭園とシャトーは現在、Merendec de Rohan Chabot伯爵が所有しています。25ヘクタールの庭園は、遠近感のある広大な自然空間と、地元のものでもエキゾチックなものでもあります。公園内の木々は、セコイア、はげ糸杉、モクレン、杉、ヤシの木、いくつかの三から百歳の栗と平面の木、フクシア、バラ、ゾルテンシア、シャクナゲ。公園はブルターニュのアン公爵、地域の最後の公爵夫人、その木の下に座っていた栗の木で知られています。木は1987年に暴風雨によって根こそぎにされました。（写真を参照）
- Bazouges-la-Pérouse - シャトードラボールの庭園。 1973年に未来派の建築家ポール・メイモントとフランソワ ・ヘーバート・スティーブンスによって創設された、マナースタイルのイタリア風庭園。城の歴史は17世紀から18世紀に遡り、当初は南テラスに庭園があり、その後解体されてジャガイモ畑になりました。今日の庭はイチイの木に支えられた藤の路地と絵のように美しい曲がりくねった迷路があります。

（写真参照）
- Bécherel - キャラドゥー 城の公園。 シャトーは、ブルターニュのProcureurの父によって1723年頃に建立されたルイ・ルネCaradeuc・デ・ラ・Chatolais古典中（1701年から1785年） 摂政のスタイル、フランスの景観公園。19世紀の終わりに、現在の所有者の祖先であるCountRenéde Kernierは、パリのビュットショーモン公園で有名な有名なランドスケープアーキテクトであるエドゥアールアンドレに今日の庭園のデザインを依頼しました。20世紀になると、彫刻家Molchenetによるフランスのルイ16世の珍しい像や、台木の生垣の中の芝生の上やニッチの中に置かれた多くの神話の人物像など、多くの彫刻が庭園に追加されました。庭園には長い展望、芝生、通り、パビリオン、キオスク、洞窟、そして菩提樹やアメリカの赤い樫の木、そして赤と白のバラの花びらなど、たくさんの昔の木の素晴らしい立場があります。

（写真参照）
- Bréal-sous-Montfort - Broceliandeの 庭園 1995年に作成されたこの24ヘクタールの公園には、フランス、イギリス、植物、花、そして家庭菜園があります。ハイライトは1000種類のアイリス、400種類のライラックを含みます。150本の古いりんごの木。60種類のオルテンシア 150種類のダリア 150本のカシおよびカエデの木。

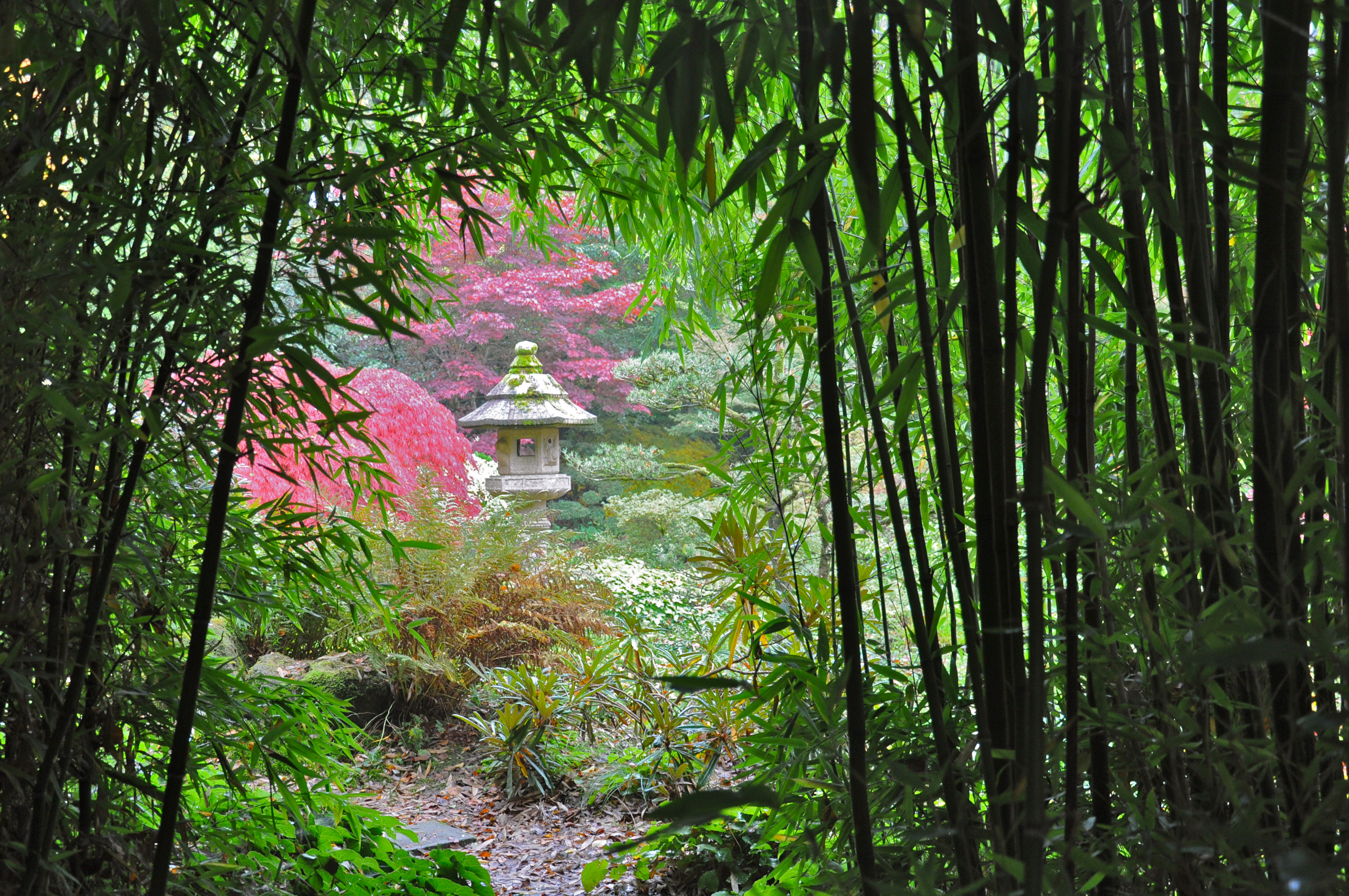
アッパーブルターニュの植物園

- LeChâtellier - オート＝ブルターニュの 庭園、アッパーブルターニュの植物園。庭園の中に立っていたFoltièreのマナーは、率いる1796年のフランス共和国政府に対して蜂起の本部だったコントデPuisaye。1847年、公園内の池を取り囲む土地は、地形をたどる曲がりくねった小道と、邸宅の前の芝生から村の教会の塔までの展望とともに、イギリスのロマンチックな景観庭園として再設計されました。

- Pleurtuit - Montmarinの 庭園。 絵のようなサン・マロ様式の邸宅は1760年にAaaron Pierre Magon、Seigneur de Boscによって建てられ、その後1782年に造船業者Benjamin Duboisに売却されました。元の庭園には、ランス川に続く4つのフランス庭園のテラスがありました。1885年、下の2つのテラスはヤシの木と250歳のモクレンを含む多くのエキゾチックな植物のあるロマンチックな庭園に変わりました。庭は1987年に嵐によってひどく損害を受けました、しかし、回復されました。（写真参照）

### モルビアン
- Landaul - Kerambar'h 城の庭園。シャトーは、ブルターニュが独立国家であった中世にさかのぼります。庭園は中世の写本から14世紀から16世紀の間の様式まで再現され、セントジョージの十字架とセントアンドリューの十字架に触発された対称的なパターンでレイアウトされていました。家庭菜園では城は独立していました。典礼の庭は礼拝堂の祭壇に花を捧げました。第三の花の園は、花が中世の美徳の象徴であることを思い出させるものでした。Capitulary Gardenには薬用植物と食用植物がありました。Courtly Pleasuresの庭園は精神を高めるように設計されています。庭園には古代のバラと300年以上前の樫の木がたくさんあります。

（写真参照）
- ロリアン - パークビクターChevassu。この英国風の植物園は、かつての採石場と20世紀初頭のロリアンの実業家Victor Chevassuの敷地内にあります。それは開発のために1973年にロリアンの市によって購入されました、しかし抗議の後それは公園に変えられ、そして古い家と庭は回復しました。今日では、2つの池に流れ込む小川が特徴です。エキゾチックな熱帯のシダと巨大な竹のコレクション。椿とシャクナゲのコレクション。子供用の動物園。大きな古いオークの木。春夏の色とりどりの季節の花が咲く。（写真参照）

## センターヴァルドロワールの庭園

### シェール
- Ainay-LE-Vieil - の庭園シャトーAinay-LE-Vieil。 庭園にはバラの大規模なコレクション、1ヘクタールの島の庭園、瞑想の庭園、そして装飾的な形に彫られた木々や低木のトピアリー庭園があります。
- Apremont-sur-Allier - アプレモンの花の庭園。
- ブールジュ - PrésFichauxの庭園。
- シャシー - ヴィリエ城の庭園。 シャトーは17世紀と18世紀にさかのぼり、もともとparterresにレイアウト正式なフランスの花の庭園がありました。シャトーと庭園はフランス革命後に放棄され、1985年に修復されました。花の庭園、バラ、野生のアオサギのいる湖などがあります。
- メゾネ - ノートルダムドールサン修道院の庭園。 小修道院は12世紀に建てられ、16世紀と17世紀に再建され、その後フランス革命の後放棄されました。それは中世の修道院のインスピレーションに続いて近代的な形で庭園を再現した1992年に2人の建築家によって買われました。果樹の迷路、パーゴラ、パラダイスの 4つの川の源泉を象徴する噴水のある回廊庭園があります。
- Loye-sur-Arnon - ドゥルロンの庭園。 15ヘクタールの公園は、さまざまなテーマの6つの庭園で構成され、モダンな彫刻で装飾されています。シャトーの秘密の花園、500種類ものバラ、牧草地で囲まれた小道や自然の迷路に囲まれた湿地などがあります。2004年と2006年には牡丹の 300種類以上の木の牡丹と庭園がDrulonフランスの最大の牡丹の庭の1を作り、作成されました。この新しい庭は、David Austinのバラの大規模なコレクションと膨大な数のhemerocallis （ デイリー ）で完成しました。

### ウールエロワール
- Illiers-Combray - プレカテラン。ロワール川沿いの森林公園は、19世紀に作家Marcel ProustのおじであるJules Amiotによって作られました。プルーストが子供の頃に遊んだ  - Proustの小説『失われた時間を求めて』では、公園はLe Parc de Swannと呼ばれています。公園の下部にはいくつかの小さなエキゾチックな装飾的な構造があり、Amiotが彼の人生の一部を過ごしたアルジェリアを思い出します。

### インドレ

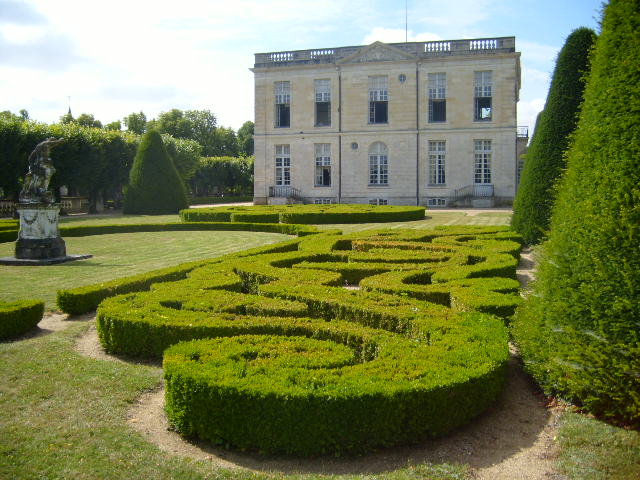
シャトードブージュ

- Bouges-le-Château - ブージュ城の庭園。 シャトーは、シャルル・フランソワ・ルブランデManarval、王室の鍛冶屋の主人とで布の王室メーカーのディレクターによって得られた土地に1765年に建てられたシャトールー、そして後にモデル化されたプチトリアノンベルサイユのドメインに宮殿。フランス革命後、シャトーはナポレオン・ボナパルト外務大臣、シャルル＝モーリス・ド・タリーラン・ペリゴールの所有となりました。Talleyrandは、Talleyrandの愛人であった裕福な相続人であるDorothéede Courlande （1793年 - 1862年）の処分にそれを置きました。Talleyrandの甥と結婚した。1917年に、シャトーはそれを復元し、それを装飾し、改装した工業家のヘンリーViguierと彼の妻、RenéeNormantによって購入されました。子供がいなかったViguiersは家とその家具をフランス国家に残しました。

シャトーには80ヘクタールの公園があり、そこには風景式庭園、樹木園、大きな温室、そしてフランス式庭園があります。シャトーと公園は、GérardDepardieuとFanny Ardantと一緒にChabert大佐映画のシーンのセットとして使用されました（写真を参照）。
- ノアント - ジョージサンドの家の庭園。 1961年にフランス国家によって購入され、フレデリック・ショパン、ドラクロワ、バルザック、その他の著名な作家や芸術家をホストしたとき、作家のジョージ・サンドの家と庭は1961年にフランス国家によって購入され、慎重に修復されました。ユートピア的な18世紀のフランス庭園とロマンチックなイギリス庭園を併設しています。それは大きなイチイの木の下に名誉の裁判所を持っています。緑豊かな公園を横切って湖へと続く道。香りのよい植物の庭。杉の木の庭。そしてバラを登る庭。

### Indre-et-Loire

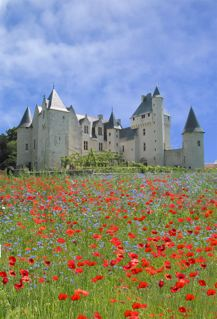
Châteaudu Rivau

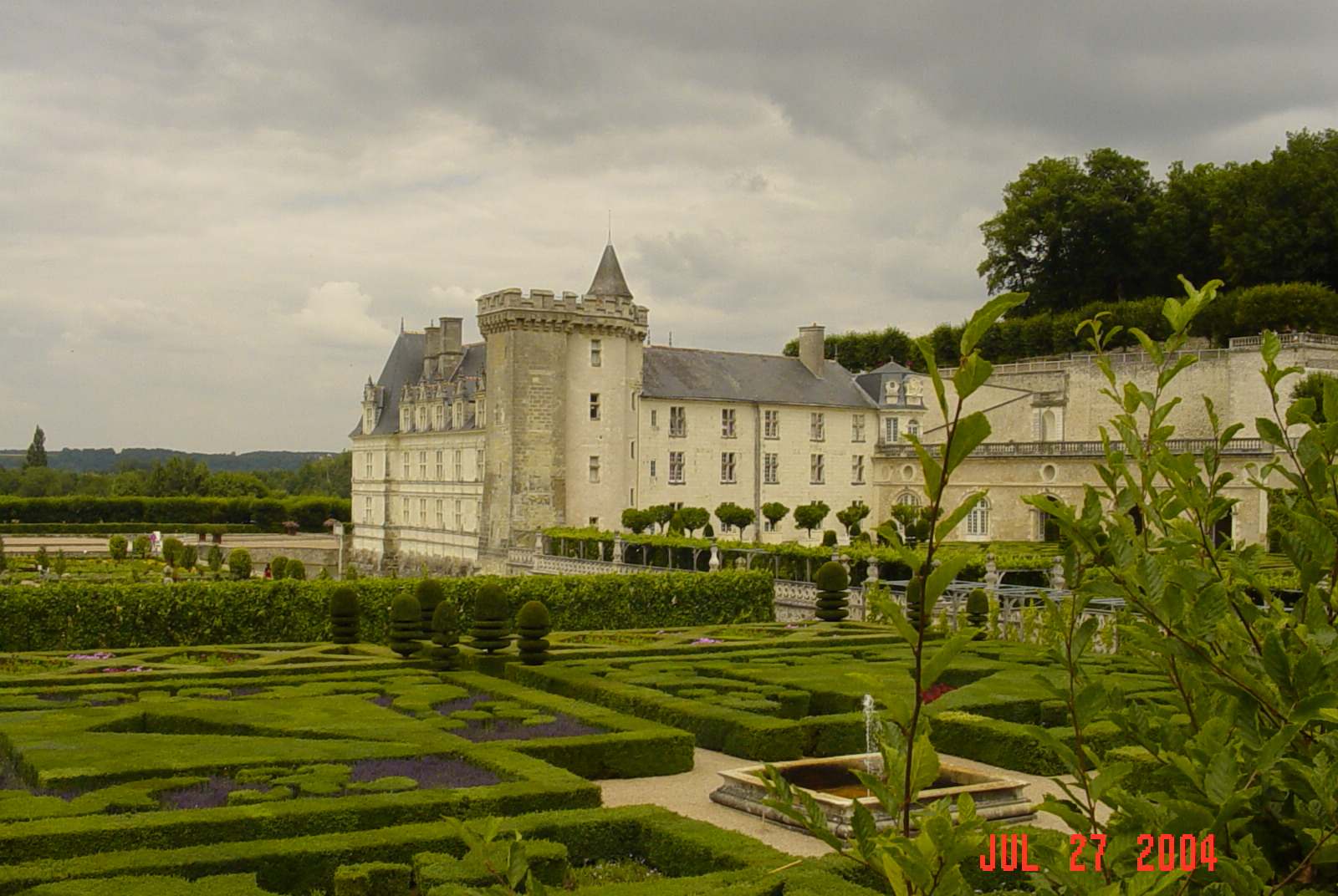
シャトー・ド・ヴィランドリー

- アゼ＝ル＝リドー - ラ・シャトニエールの庭園はアゼ＝ル＝リドーの城から3キロのところにあります。それらは1993年に修復された中世のシャトー・ド・ラ・シャトニエールを中心に、20年間シャトー・ド・ヴィランドリーの主任庭師であったアーメド・アゼルアルによって造られました。それらはそれぞれ異なるテーマを持つ10の庭園で構成されています：沈黙、感覚、香り、知性、優雅さ、豊かさ、水、不思議、豪華さ、そしてロマンス。バラで覆われたパーゴラ、そしてクレマチスやフジがたくさんあります。
- シュノンソー - 公園や庭園のシュノンソー城。 シャトーには、慎重に修復された2つのルネッサンス庭園があります。元の噴水があるDiane de Poitiers （1499年 - 1566年）のもの、およびCatherine deMédicis（1519年 - 1589年）のそれです。それはまた、真ん中にグロリエッテを備えた、1メートルあたり 30センチメートルのイチイの木で作られた、面積1ヘクタールの円形の迷路を持っています。
- Chançay - Châteaude Valmerの公園と庭園は、地元のVouvrayワインを生産するドメーヌに属します。フランス風とイタリア風の庭園には、手すりや噴水、迷路で飾られた、果樹、菜園、花の飾りがカラフルに混在しています。8月から10月までの訪問者は巨大なカボチャでいっぱいの庭を見つけることができます。1524年竣工の地下礼拝堂もあります。

（写真参照）
- La Riche - サン=コスメ修道院の庭園。
- Lémeré - の庭園シャトー・デュ・Rivauは、 15世紀に13世紀から構築された復元された白い石の城を囲みます。12種類の庭園で構成されており、16世紀の噴水、近代的な彫刻、迷路があります。5月には6000個の菖蒲が、6月には400種のバラが咲き、夏にはケシや他の花がシャトー周辺の畑を覆います。（シャトールリヴァーの庭園の写真を参照）
- ツアー - ThePrébendesd'Oëは、トゥール市内の都市景観公園および樹木園です。それは1874年にビューラー兄弟によって作成されました。それはハゲの糸杉、彫像、およびバンドスタンドのグループを特徴とします。
- ヴィランドリー - ヴィランドリー 城の庭園。 フランスで最も壮大で最も訪問者の多い庭園の1つ。シャトーは1536年にフランスのフランシス1世の財務大臣、ジャン・ル・ブルトンによって建てられました。それは18世紀に修正され、その後ヨアヒムカルバロによって1906年に購入されました。彼と彼の子孫は、前世紀の庭に贅沢に注意を向けました。庭園は3つのテラスに配置され、ウォーターガーデン、観賞用の菜園、観賞用の植物のいくつかのサロン、迷路と森林があります。9人の庭師が、1,200本の菩提樹、9ヘクタールの庭園、そして52キロメートルのヘッジにフルタイムで取り組んでいます。

（写真参照）

### ロワレシェール

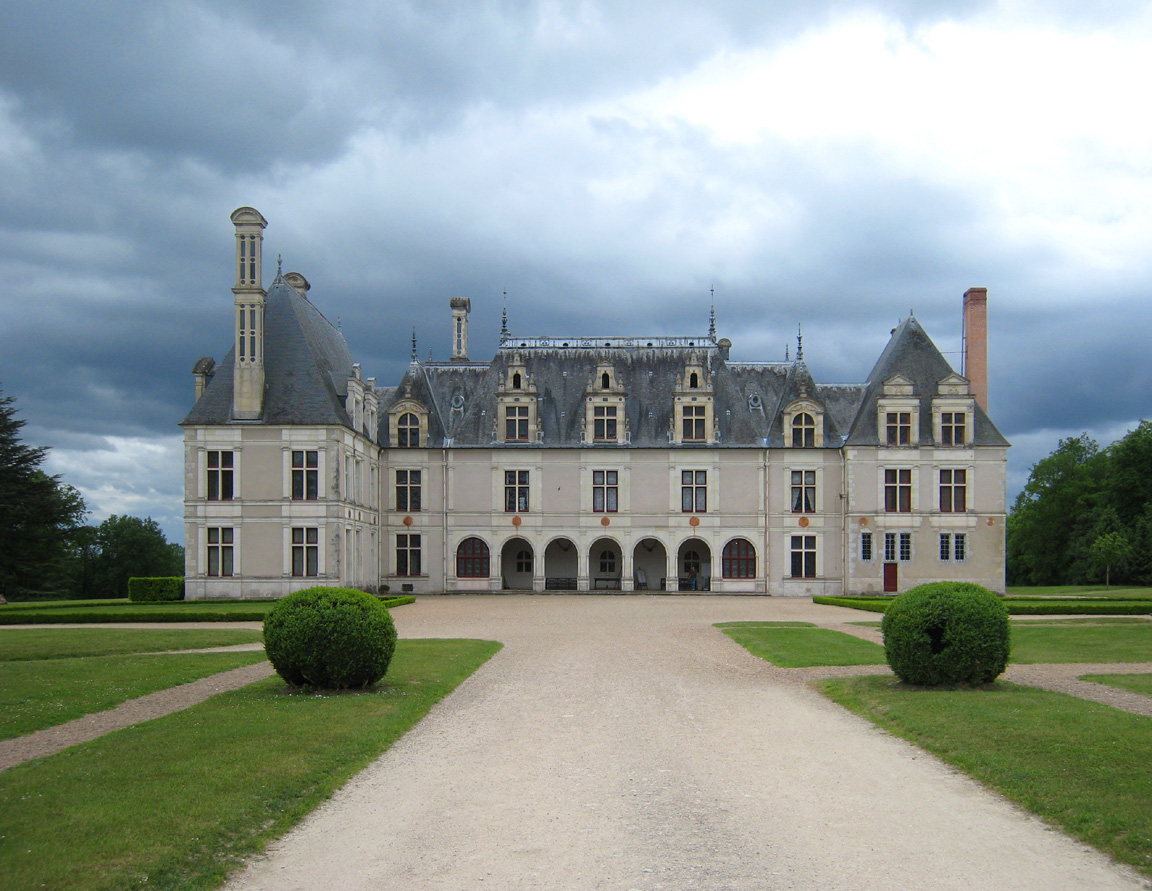
Châteaude Beauregard

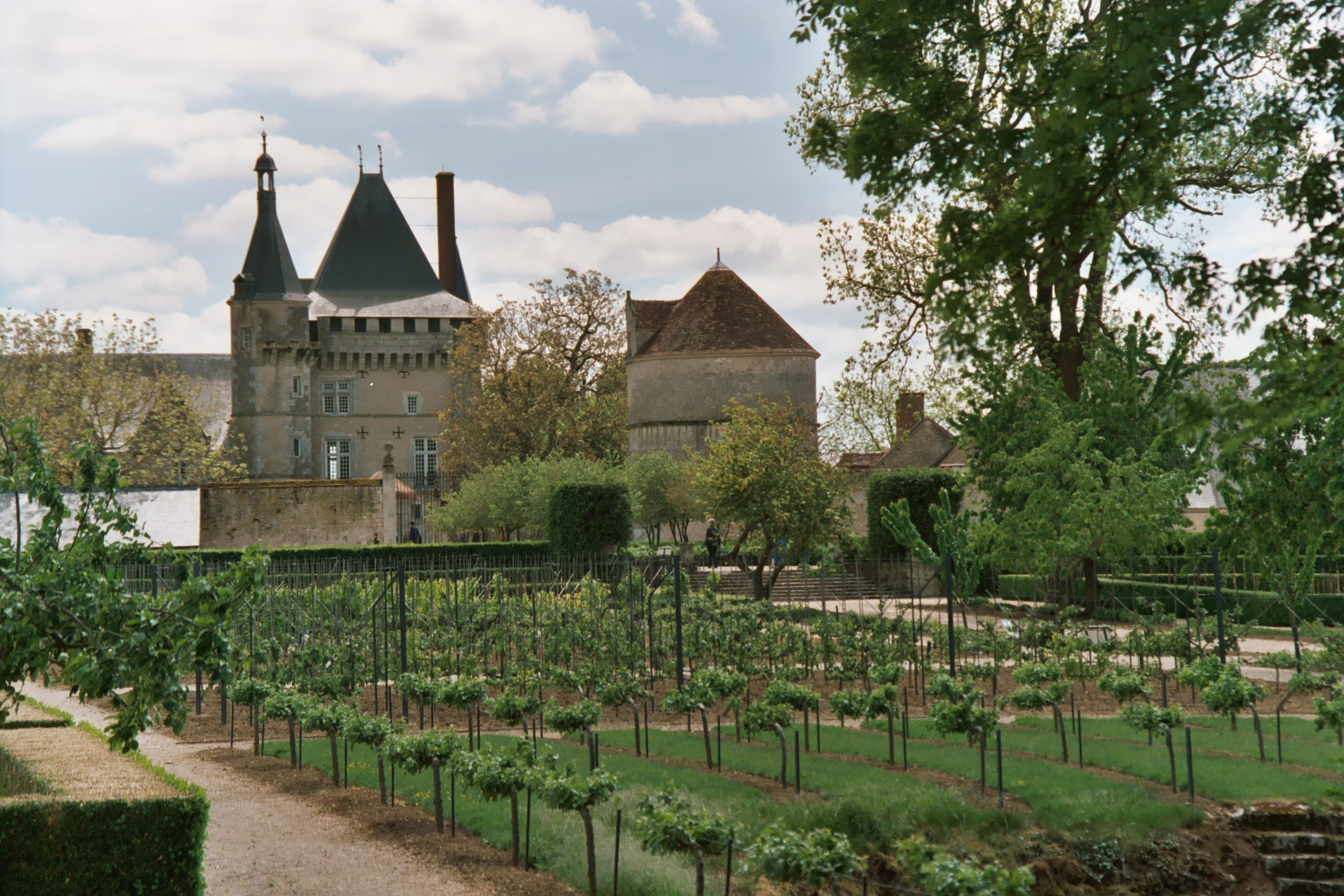
Talcyのキッチンガーデン

- ブロワ - ビショップ邸のバラ園とテラス。
- Cellettes - Châteaude Beauregard。ルネッサンス様式の城には、輝かしいギャラリー、3世紀にわたる327の重要人物の肖像画があります。ランドスケープアーキテクトのGillesClémentが創作した現代的な庭園は、ギャラリーの影響を受けており、庭園の12の異なる部屋に色、植物の種類、3世紀にわたる庭園のシンボルを展示しています。
- Sasnières - プレシスサスニエールの庭園。小さな渓谷にある、池の周りの植物園とイギリス庭園。フラワーガーデンは色をテーマにしています。その他の特徴には、マスがいっぱいの盆地、日本のサクラソウ、そして春に咲くカラフルな茂みが含まれます。
- Talcy - Châteaude Talcy。タルシーは大きな城ではなく、ロワール渓谷に典型的なスタイルのルネッサンス様式のカントリーハウスです。庭園は18世紀の果樹園を再現したもので、多くの古い品種を含むナシやリンゴの木が主に植えられており、木は様々な装飾的な形や形で栽培されています。

### ロワレ
- Ingrannes - 樹木園デグランデスブリュエール。1968年にオルレアンの森の中に創設された12ヘクタールの現代的な樹木園。イギリスのランドスケープアーキテクトGertrude Jekyllの作品に触発されました。公園はトピアリーの庭園とフランス風の古典庭園を備えています。トンネルはバラとクレマチスで覆われています。ヨーロッパ、北米、アジアの温帯地域からの4500の植物。
- ラブシエール（LaBussière） - ラブシエール 城の庭園。 庭園は17世紀に建てられたレンガ造りの城に隣接しています。公園は元々 AndréLeNôtreによって設計され、1911年頃に造園家エドゥアールAndréによって修復されました。公園には壁に囲まれた18世紀の家庭菜園があり、古い種類の野菜や果物が並んでいます。そして、大きなフランスの風景庭湖の横の遊歩道で、古い杉の木立オーク、リンデンの木とpourpres。
- Meung-sur-Loire - Arboretum desPrésdes Culandsは、Conservatoire National d'Ilexとも呼ばれ、1987年にOrléansとBloisの間のLoire川沿いの湿地帯に造られた2ヘクタールのランドスケープガーデンです。それは木、茂み、花、そしてヨーロッパ、中国、そして日本からの水生および半水生植物を特徴とする木の橋でつながれた小さな島々で構成されています。写真を見る
- Nogent-sur-Vernisson - 樹木園国立 デバレス。以前は、種子生産者のドメインであるde VilmorinファミリーのArboretumには、高さ46メートルの巨大セコイアと70種類のオークなどの由緒ある樹木を含む、2700種の樹木、茂みと植物を含む35ヘクタールがあります。
- オルレアン - オルレアン ラソースのParc Floral de la Source。ロワレの源。1967年にFloralies internationalesd'Orléansのサイトとして作成され、ロワレ 地区で最も人気のあるアトラクションです。
- Triguères - Grand Courtoiseauの邸宅の庭園。フランス、イタリア、そしてエキゾチックな庭園の6ヘクタールが17世紀の邸宅を囲んでいます。バラの古い品種、トピアリーガーデン、そして3世紀の昔の菩提樹などがあります。写真を見る

## シャンパーニュアドレンヌの庭園

### オーブ
- Barberey-Saint-Sulpice - シャトードバルベリーの公園と庭園。シャトーは、フランススタイルのルイ13世で、1626年にジャンイールドマイラットによって建てられました。庭園は1965年に修復され、垣根とトピアリーの木と垣根のあるフレンチガーデン、イタリア風ポプラ、菩提樹、アトラスシダー （Cedrus atlantica 'glauca'）、アメリカンオーク、バージニアチューリップの木々が並ぶ英国風の公園があります。（写真参照）

### マルヌ
- Nanteuil-la-Forêt - Presleの植物園。1998年に創設された2ヘクタールの私有植物園には、500種類のバラと北米、ヨーロッパ、アジアの植物が生息しています。

（写真参照）
- Sézanne - Entre Cour et Jardin かつてMarquise de la Forgeに属していたシャンパーニュのブドウ畑にある18世紀の邸宅を囲むプライベートガーデン。フランスの古典的なスタイルの庭園には彫刻の生垣と茂み、噴水、そして色とりどりの季節の花が咲き誇ります。

（写真参照）

### オートマルヌ
- Thonnance-lès-Joinville （オート＝マルヌ県） - Les Jardins de mon Moulin。 オールドミルの隣に位置するこの1ヘクタールの庭園には、500本のバラが生い茂るバラ園があります。ウォーターガーデン。白い花の庭。そして中世庭園でのレクリエーションがなされる。

（写真参照）

## フランシュコンテの庭園

### ジュラ

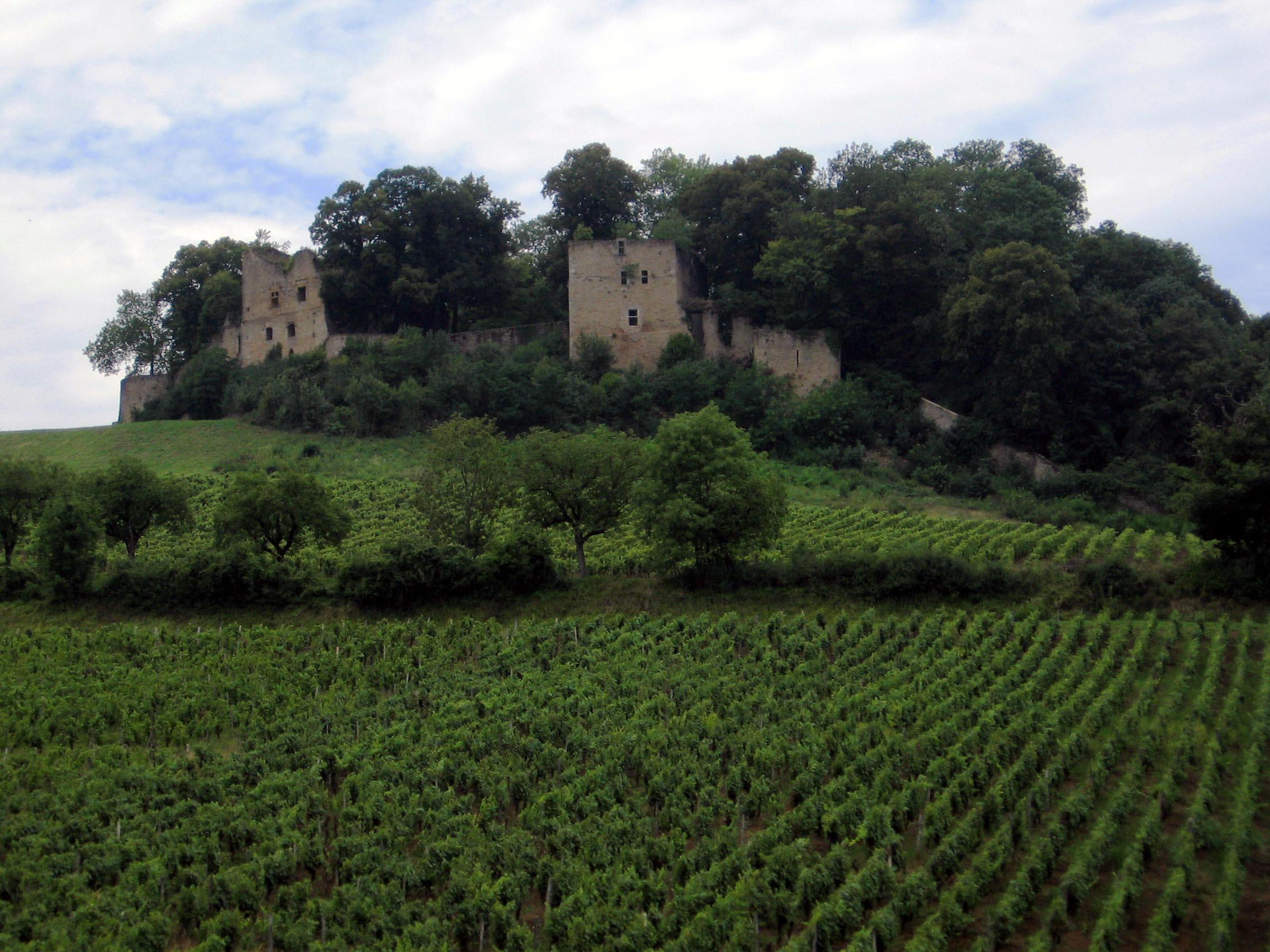
シャレーダレー

- アーレイ - 公園とアーレイ城の 「庭園」。 ロマンティックな前の公園は、1780年に、オレンジの家の王子たち、シャロン・アレーの領主が所有していた城の廃墟の周りに作られました。菩提樹の通りは、城の遺跡がブドウ畑を見下ろす丘につながっています。1996年に、遊園地はシャトーのそばに、ボウリンググリーン、滝のような植物や花畑で娯楽のテーマが描かれました。
- Dole - Le Jardinàla Faulx。1983年に始まった1ヘクタールの現代的なプライベートガーデンは、原生と希少な花、木々、茂みの両方の質感、色、そして構成の調和に捧げられていました。

（写真参照）

### オートソーヌ
- Battrans - Parc del'Étang 。 池のそばにある3ヘクタールの私有樹木園。1972年に造られ、350種類の木、茂み、花が咲き誇ります。

（写真参照）

### テリトワールドベルフォール
- Anjoutey - Roseraie duChâtelet。1990年に始まった私有の植物園は、古い氷河の谷にあり、600種類のバラと65種類の竹のあるウォーターガーデンがあります。

（写真参照）

## イルドフランスの庭園

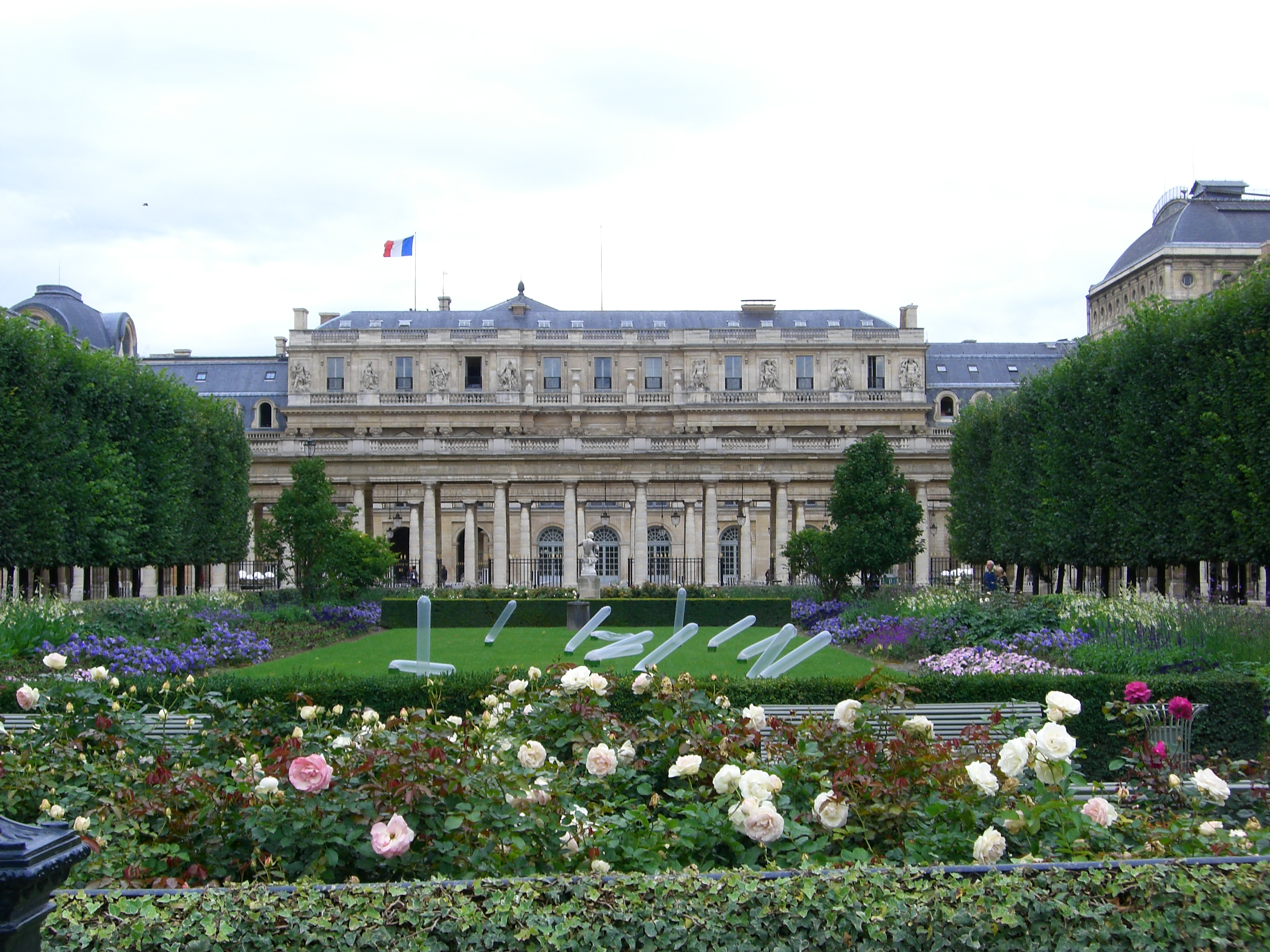
パレロワイヤルの庭、パリ

### パリ
- パリ - パレロワイヤルの庭園。 パレロワイヤルは、1742年に1642年に亡くなるまで、リシュリュー枢機卿の住居でした。それはそれから1793年に没収されたフランス革命まで、若いルイ14世と彼の兄弟、それからオルレアン家の住居でした。庭園は1731年に建築家のVictor Louisによって作られ、1992年にランドスケープ建築家のMark Rudkinによって改装されました。Daniel Burenによって設計された柱の中庭は1986年に設置されました。（写真参照）

パリの公園と庭園の一覧　パリの公園と庭園の歴史も参照。

### セーヌ＝エ＝マルヌ

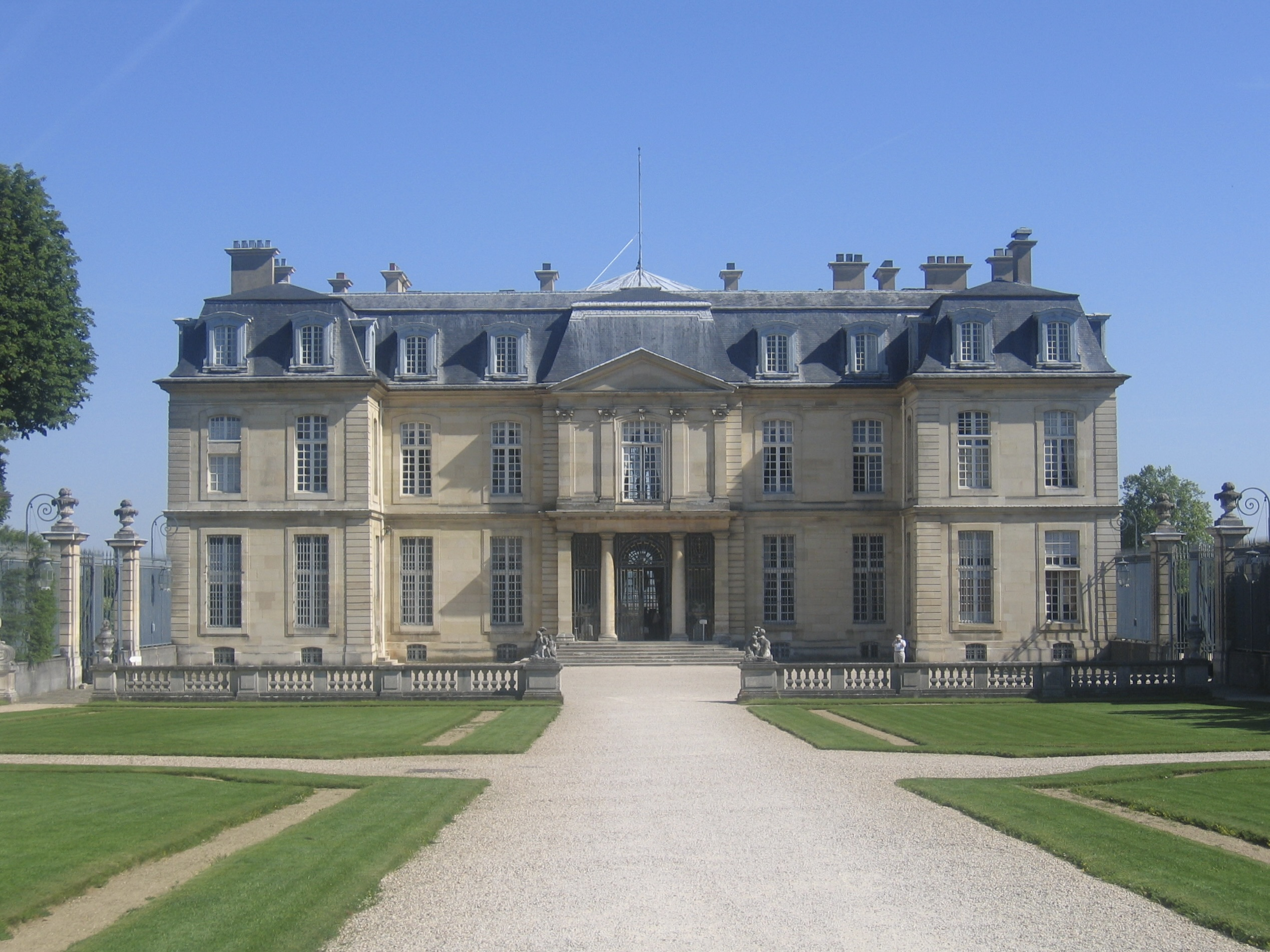
シャン＝シュル＝マルヌ城

- Champs-sur-Marne - シャン＝シュル＝マルヌ 城の庭園。シャトーと庭園は、ルイ14世の時代、1703年にアンドレ・ル・ノートルの孫孫クロード・デスゴーに依頼して、マルヌ渓谷を一望できる古典的な庭園を設計することで創設されました。1739年に、それはガルニエ・ディルによって変更された庭園を持っていたラ・ヴァリエール公爵の財産となりました。フランス革命の間、庭園は放棄され、野菜を栽培するために使用されました。1801年に、公園はレヴィス公爵によって引き継がれました。そして、それは近隣の不動産の公園とそれを組み合わせて、そして草原、木の林と曲がりくねった路地で、英国式の公園をレイアウトしました。1895年には、ランドスケープアーキテクトのアキールデュシェンとエニデュシェンに、オリジナルの庭園を再現するよう依頼したカウントルイケアンダンヴェールが購入しました。（写真参照）

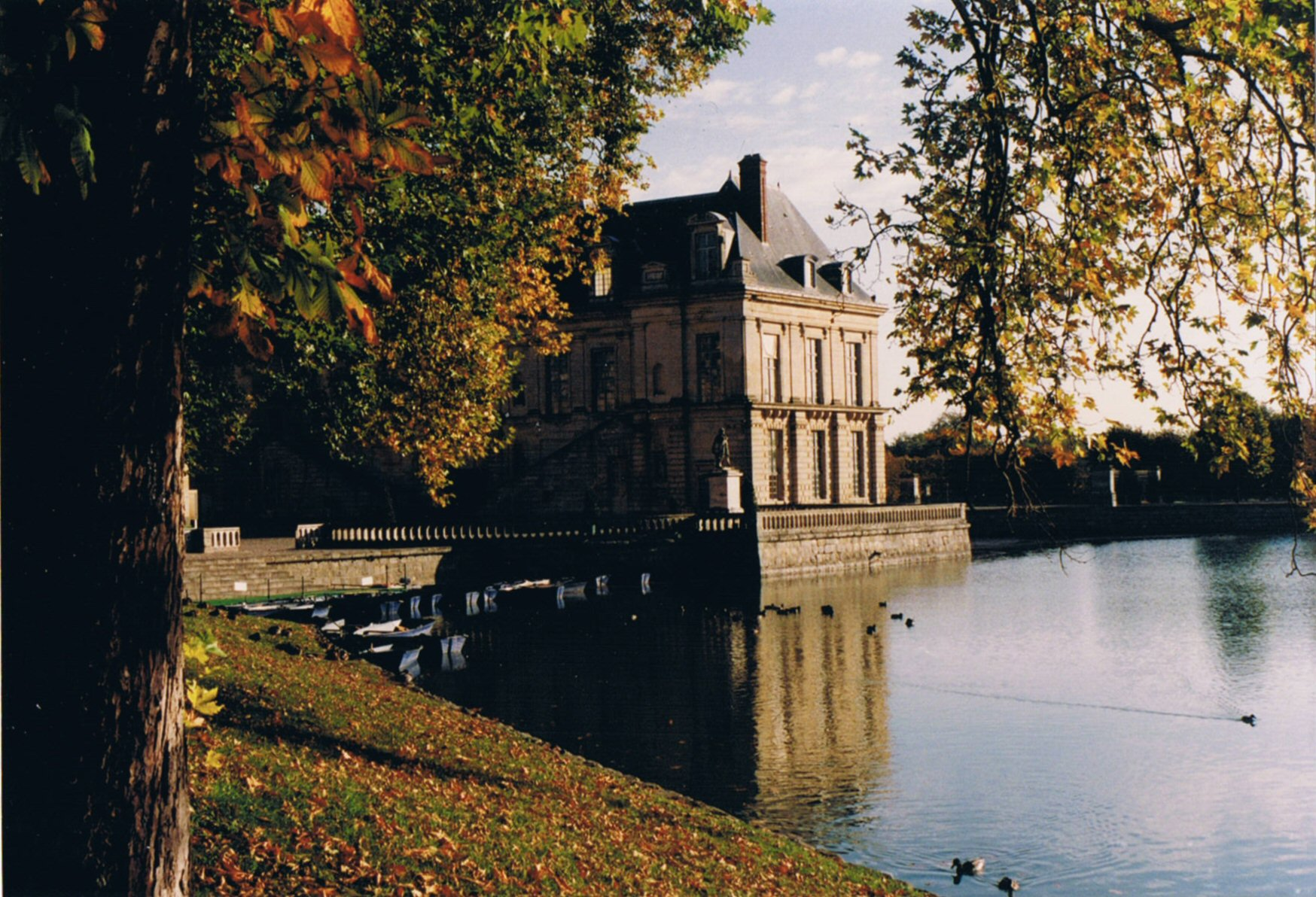
フォンテーヌブロー城

- フォンテーヌブロー - フォンテーヌブロー 城の庭園。130ヘクタールをカバーする王家の邸宅の公園は、フランスで最大かつ最も有名なランドスケープガーデンの1つです。宮殿の東には森とフランスのヘンリー4世によって作られた長さ1200メートルの運河があります。宮殿の近くグランド花壇用に作成されたフランス風の庭園であるルイXIV二つの大きな流域、振り出しおよび円形で飾られる。近くには、ダイアンの噴水を中心にしたクイーンの庭園だったダイアンの庭園があります。建築家ルイルヴォーによってフランスのルイ15世のために作られたパビリオン。そしてナポレオン1世の時に造られたイングリッシュガーデンは、川を渡らせている大きな池と装飾的な彫刻のコレクションで満たす。

（写真参照）

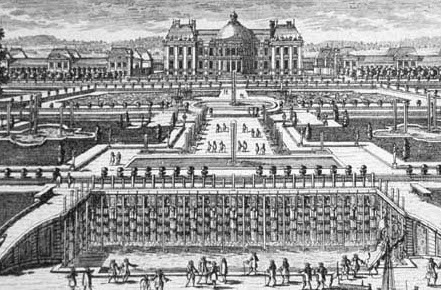
ヴォール ヴィコント城の凱旋門の17世紀の彫刻

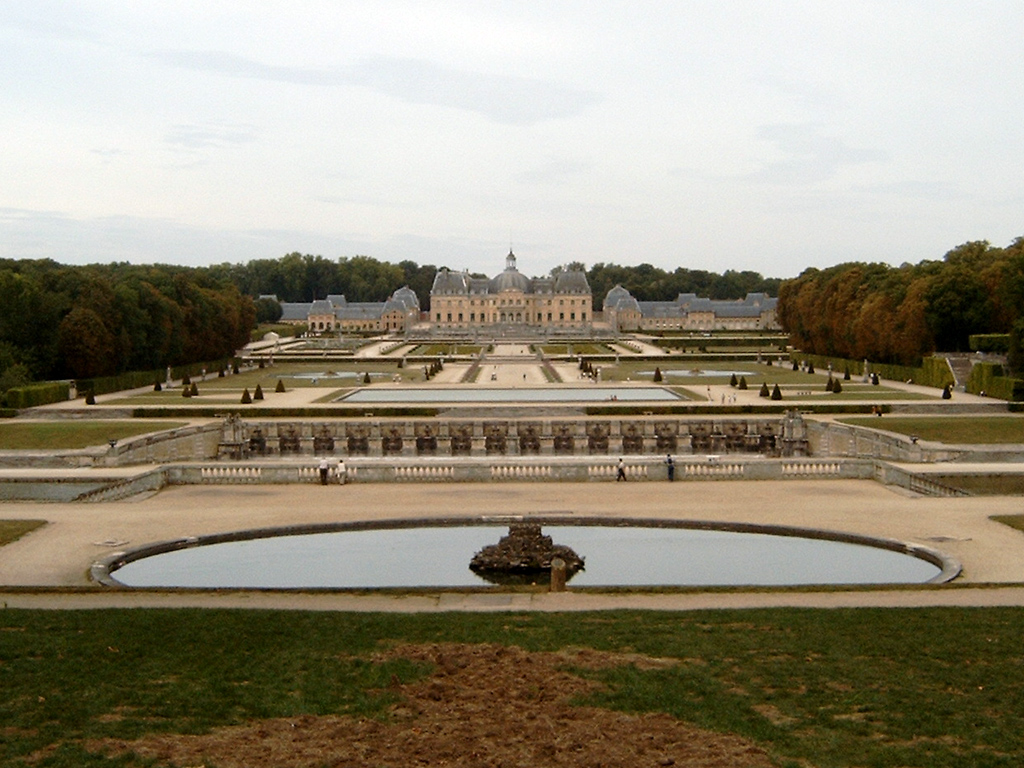
ヴォールヴィコントの庭園今日

- Maincy - ヴォール ヴィコント城の公園はヴェルサイユの庭園に影響を与えた庭園でした。40ヘクタールのテラスと噴水は、フランスのルイ14世の財務のサプライズであるニコラス・フーケ （1615年 - 1680年）のために、シャトーの建築家であるルイ・ル・ヴォーと協力して、アンドレ・ル・ノートルによって作られました。門からヘラクレスの像までの距離は1500メートルで、城からの慎重に注文された視点は3キロの長さです。15年後にフーケを逮捕し、残りの人生のために投獄したルイ14世の嫉妬と怒りは、庭園の壮大さとその開幕祭のきっかけとなりました。

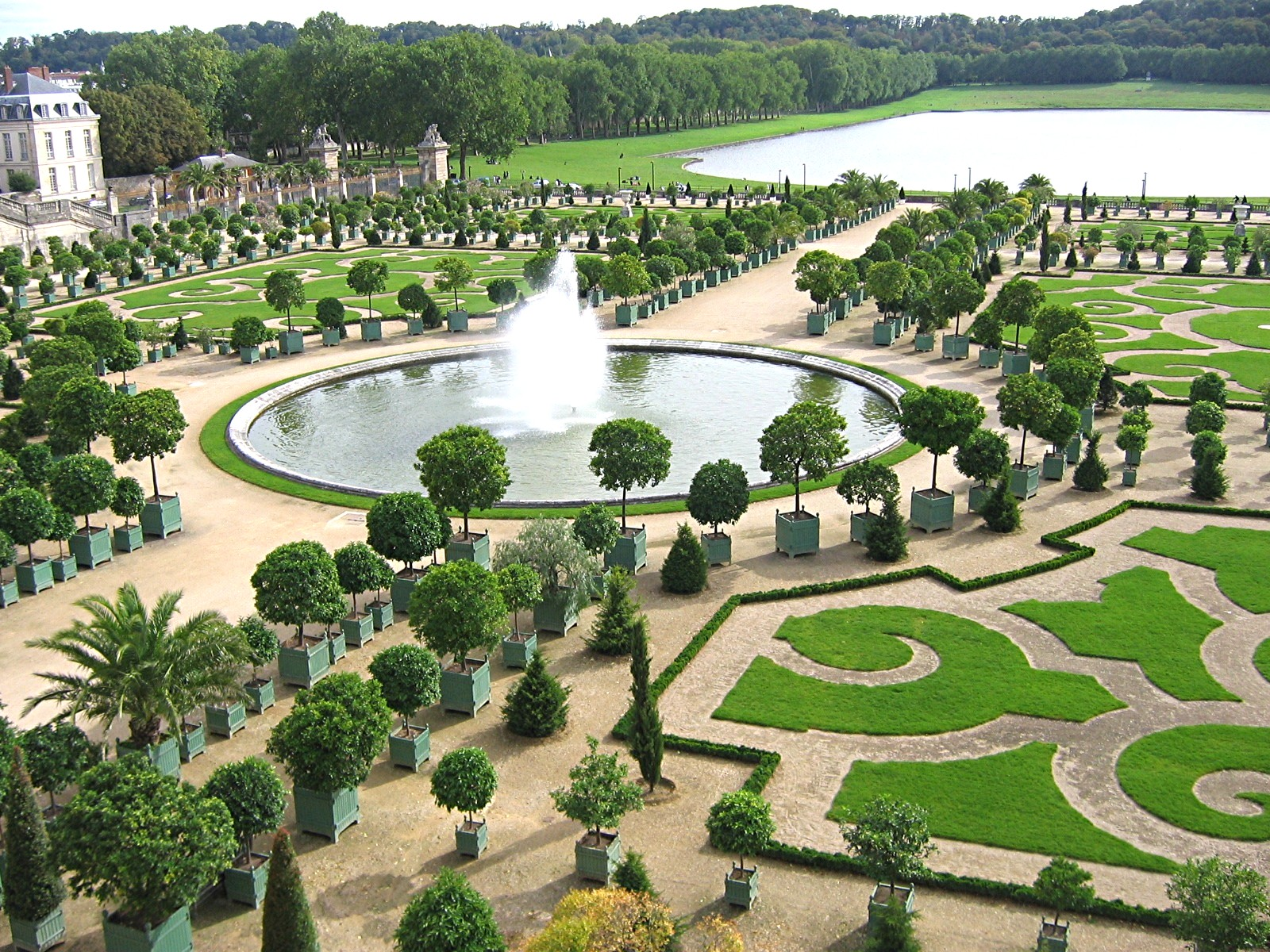
オランジェリー、ベルサイユ

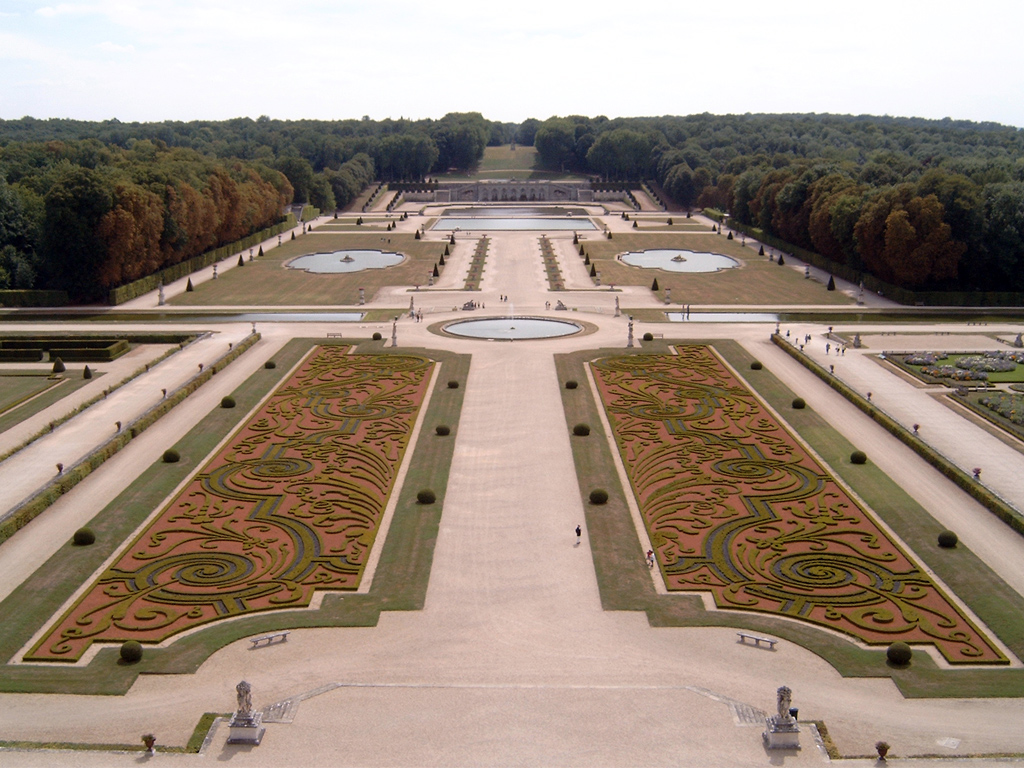
ヴォールヴィコント城

（写真参照）

### イブリーヌ
- Choisel - Châteaude Breteuilの公園。城を囲む75ヘクタールの私有公園と庭園。フランス庭園は17世紀に始まり、18世紀にイギリスの公園が追加され、フランス庭園は1895年に所有者のHenri de BreteuilとランドスケープアーキテクトのAchilleDuchêneによって設計されました。迷路を含む主な特徴は、現在の所有者、Henri-FrançoisとSéverinede Breteuilによって1990年以来追加されました。

写真を見る
- Rambouillet - ドメーヌナショナル。RambouilletのChâteauは、フランスとイギリス風の庭園の147ヘクタールに囲まれたフランス共和国の大統領の夏の住居です。フランス大統領が居住していないとき、庭園は一般に開放されています。城は1368年にフランス騎士団、ジェハン・ベルニエが購入したシンプルな要塞化された邸宅として始まりました。公園の道は有名なゲームが豊富なランブイエの森に直接つながっていました。1783年に、それはルイ16世によって購入されました、その女王、マリー・アントワネット女王は、「ゴシックヒキガエル」（fr： gothiquecrapaudière ）としてシャトーを呼びました。彼女の夫は公園に彼女のために造られたエレガントな乳製品を持っていました。そして、ミルクバケツはSèvres磁器で作られました。フランス革命時代には、城と庭園がフランス国家の所有物となりました。ナポレオン皇帝はそこに数回滞在しました。最後の1815年6月29日から30日の夜、セントヘレナに亡命するまでの間でした。1810年、ナポレオンはハゲの木の並木道（ Taxodium distichum ）を作りました。1999年12月26日にフランスの北半分を荒廃させたハリケーンの間に、公園はハゲの糸杉のハンサムな道を含むほぼ5000本の木を失いました。
- Saint-Germain-en-Laye - ドメーヌ国立のSaint-Germain-en-Layeは、もともとルイ6世の城（Louis Le Gros）の城だった場所です。礼拝堂は1238年にフランスのルイ9世によって追加されました。現在の城は1537年にPierre de Chambigesによって建てられました。それはルイ14世がベルサイユに彼の住居を移した1682年までフランスの王の住居になりました。今日城はミュゼ国立考古学 （考古学のフランスの国立博物館）が含まれています。公園は1663年にル・ノートルによって作成されました。彼は1669年にセーヌ川の渓谷を見下ろすグランドテラスを追加しました。1845年に、庭園がLoaisel de Treogateによって追加されました。

写真を見る
- ヴェルサイユ - 1661年から1700年の間にルイ14世のためにアンドレ・ル・ノートルによって創設されたヴェルサイユの園 （850ヘクタール）は、フランスで最もよく知られていて最も訪問者の多い庭園、そしてユネスコ世界遺産に登録されています。
- ベルサイユ - ポタジエデュROI、王の家庭菜園ルイXIVの近くに位置し、ベルサイユのシャトーは、もともとによって1678年と1683年の間に作成されたジャン・バティスト・デ・ラ・Quintinieの要請で、ルイXIVと呼ばれる9ヘクタールの湿地部分に、「臭い池」 それらは、裁判所のために果物と野菜を生産する30の異なる壁のある庭園と果樹園で構成されていました。今日では、庭園は国立高等ランドスケープ建築学校に属しています（Fr： ÉcoleNationaleSupérieuredu Paysage ）。12の庭園が残っており、350種類の果樹に属する5000本の果樹に加えて、さまざまな種類の野菜や他の植物があります。

写真を見る
- トワリー -The シャトー・ド・トワリー （450ヘクタール）とその庭園は、個人アナベルとポール・デ・ラ・Panouseによって所有されています。それらはもともと錬金術師ラウルモローによって16世紀に作成されました。庭園はによって設計されたシャトーの設定、として建設されたフィリベールドゥローム彼らは造園家によって150年後にやり直した、クロードDesgotの甥アンドレ・ル・ノートル、長軸の視点で錯視を含め、距離を長くする 19世紀には、1852年に植えられた51の巨大セコイアを含むイギリス風景式庭園が追加されました。シャクナゲとツツジの茂みの塊も色のために加えられました。1970年代に、所有者は公園の元の斧を元通りにして、そしてエイドリアンフィッシャーによる新しい迷路を含む現代的な特徴を加えました。ティモシーヴォーンの秋の庭園。そしてAlain Richertによる花柄ボーダーをもつ。

写真を見る
- Montfort L'Amaury Groussay城の庭園。1950年から1970年の間にフランスのエステテ・カルロス・デ・ベイステギ （1939年以来所有していた）によって作られた現代的な庭園。庭は、18世紀のアングロ・中国の庭園に触発され、スウェーデンのシャトーの庭園によると、飾られたのは愚行中国の仏塔、タタールテント、およびテアトル・ド・ヴェルデュールなど。写真を見る

### エソンヌ

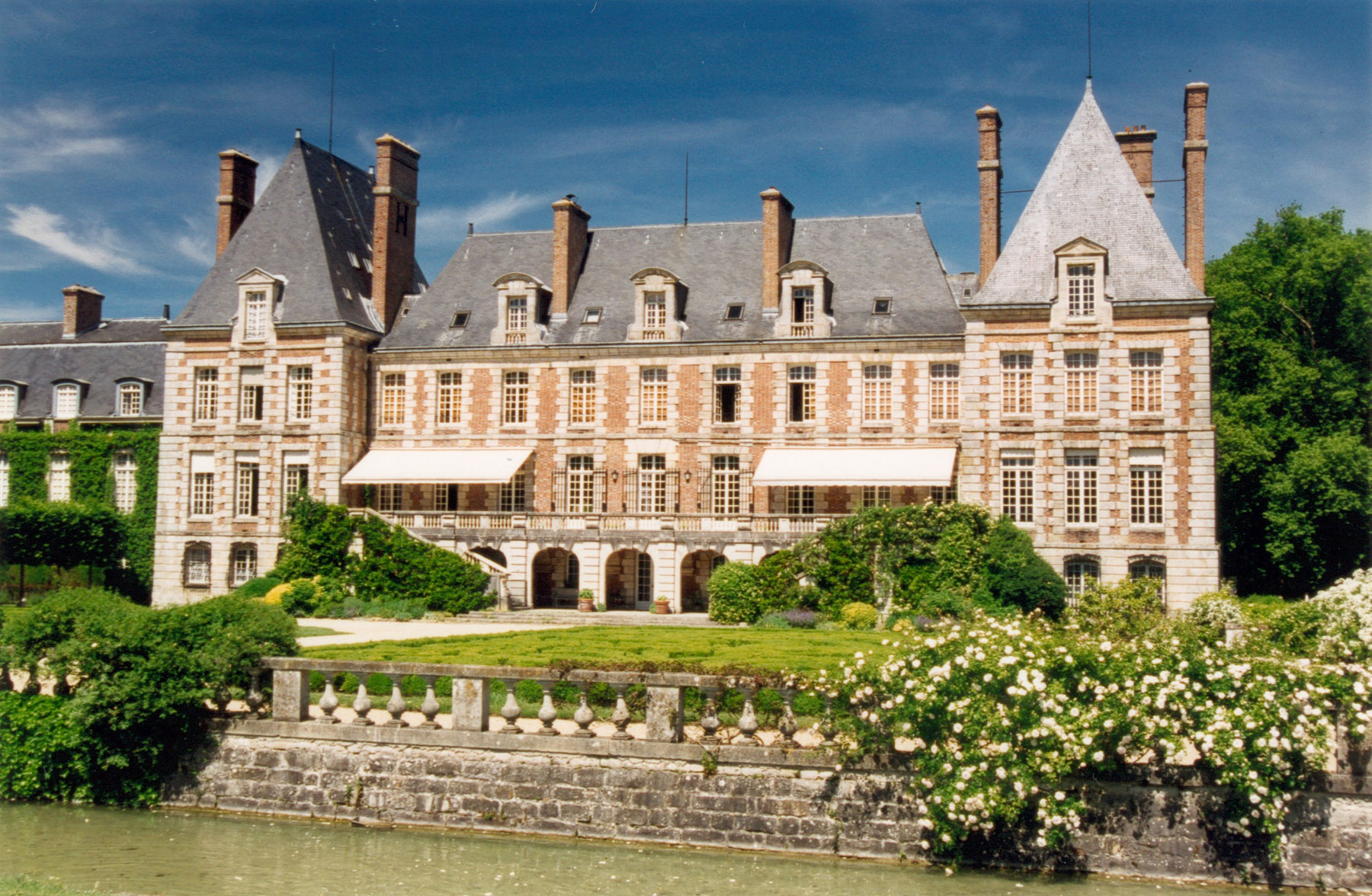
Châteaude Courances

- シャマラン ド - シャマラン ドシャトール。オリジナルのルネッサンス様式の庭園（1654年）は1739年から1763年の間に拡大され、1780年代にフランスの庭園に変わりました。

（写真参照）
- Courances - Châteaude Courances公園。17世紀のウォーターガーデンとGardenàlafrançaise。1870年にランドスケープアーキテクトAchilleDuchêneが正式な庭園を修復し、フランスの庭園を追加しました。シャトーはフランスのルイ13世にさかのぼります。（写真参照）
- Courson-Monteloup - クールソン城。家と正式なフランス公園は1680年、1820年にフランスの風景庭園にさかのぼります。

（写真参照）
- Saint-Jean-de-Beauregard - サン＝ジャン＝ド＝ボーレガードの ドメーヌ。壁に囲まれた17世紀の花と家庭菜園に加えて、Gardenàlafrançaiseとフレンチランドスケープガーデン。（写真参照）

### オードセーヌ
- Châtenay-Malabry - ヴァレ=オ=ルーの樹木園。18世紀の終わりにシュヴァリエ・ド・ビニョンによって作成された、公共のフランスの庭園、植物園、樹木園。その後、ナポレオン1世の薬剤師であるシャルルルイカデドガシクールは、希少植物の庭を追加しました。このアボリータムは19世紀に拡大され、現在500種類の木や茂みがあります。公園は作家のシャトーブリアンの公園と住居に隣接しています。

写真を見る
- Rueil-Malmaison - マルメゾン 城、1799年4月に夫人、ナポレオン・ボナパルト将軍、フランスの将来のナポレオン1世のためにマナーハウスを購入したジョセフィン・ド・ボーハルネの邸宅。
- Saint-Cloud - 1870年のフランコプロイセン戦争で破壊されたフランスの庭園、 Châteaude Saint-CloudのParc de Saint-Cloud。
- Sceaux - Schaaux 城。1670年にドメーヌを購入したルイ14世の財務大臣、ジャン＝バプティスト・コルベールのためにアンドレ・ル・ノートルが設計した正式なフランス風庭園の名残。

### ヴァルドワーズ

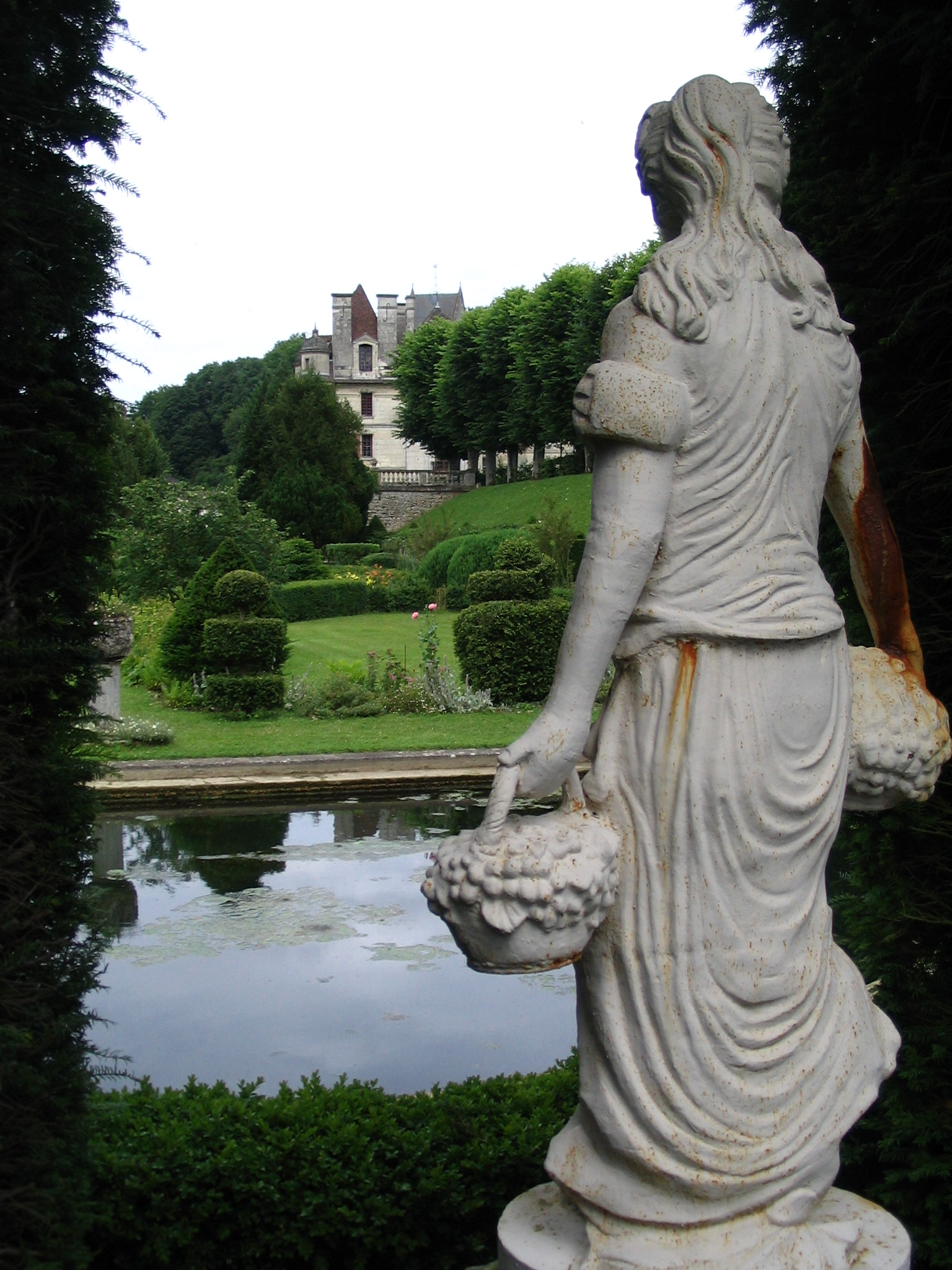
Châteaud'Amblevilleの庭園

- アンブルビル Châteaud'Amblevilleの庭園 （4ヘクタール） イタリアのルネッサンスの庭園に着想を得たプライベートガーデン。3つのテラスは月の庭、白黒チューリップの庭、そしてMantegnaの絵画、徳の勝利に触発された庭に構成されています。
- アニエール＝シュル＝オワーズ - ロヤモン修道院の公園。修道院は13世紀にルイ9世によって建てられ、フランス革命の間に破壊されました。回廊庭園は1912年にAchilleDuchêneによって修復され、台所と食堂の間の中世のハーブと菜園は、2004年にBenedictine Abbesse Saint Hildegard van Bingen（1098–1179）の記述に基づいて再現されました。

写真を見る
- Chaussy - ヴィラルソーの ドメーヌ （70ヘクタール）。公共のフランス庭園、イギリス庭園、植物園、そしてフラワーガーデン。ウォーターガーデンは17世紀、ルイ15世のシャトーは18世紀のものです。18世紀の庭園には、18世紀の女性用バスケットスカートの形をした珍しいVertugadinがあり、イタリア式で18の彫像に囲まれています。

写真を見る

## ラングドックルーション庭園

### ガード

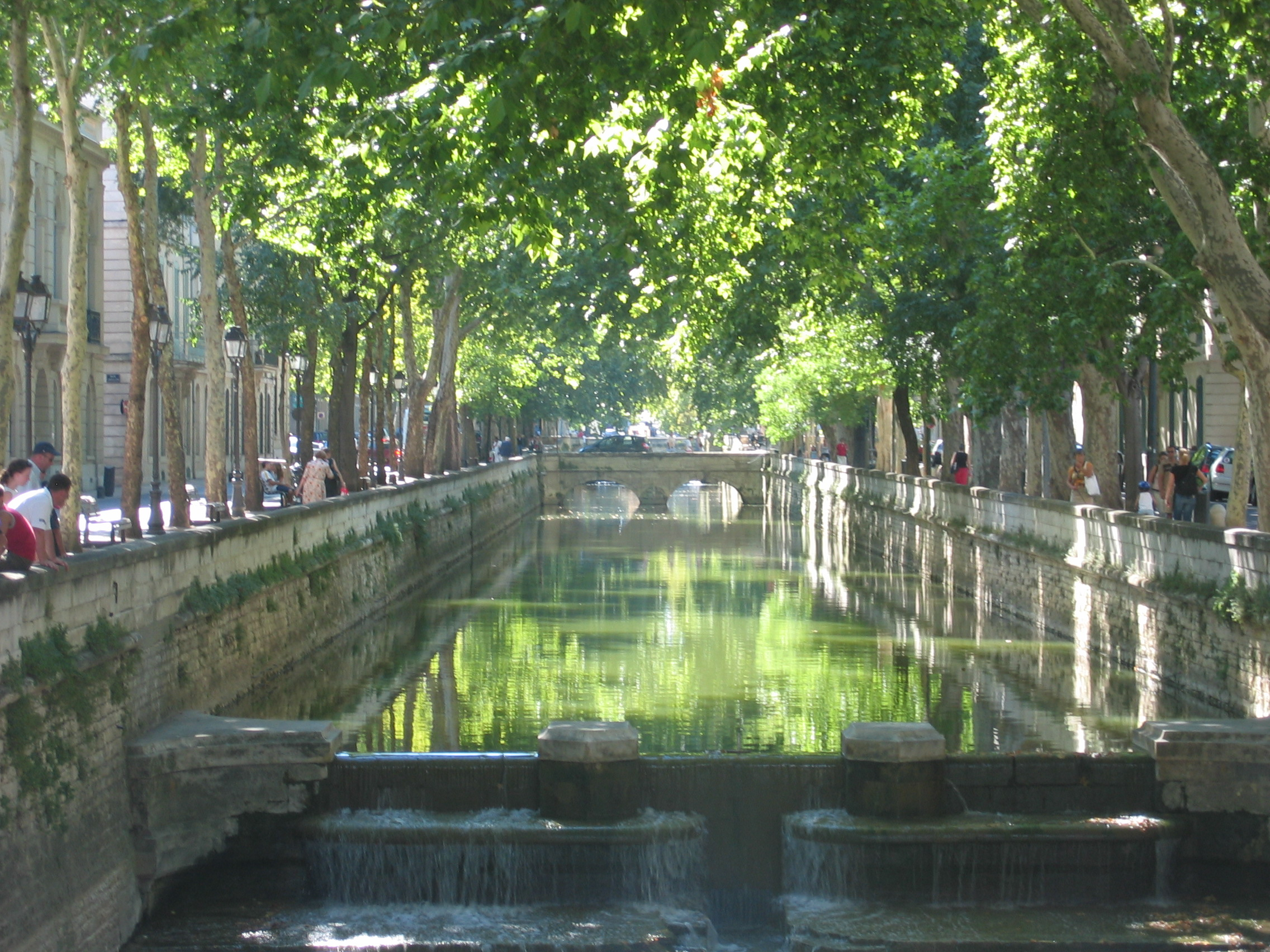
ニームのLe Jardin de la Fontaine

- モンタレン - ルジャルダンデュテンプル。地域の花と野菜のある14の伝統的な壁に囲まれた庭園のコレクション。（写真と説明を参照）
- Générarguesは - Prafanceの竹庭はプライベートである植物園のヨーロッパ最古かつ最大のコレクションの一つで、1856年に作成された、竹林 などがある。
- ニーム - Jardin de la Fontaine。以来、都市に水を提供春の周りに1738年から1755年に作成されたフランス風の水の庭と庭と公園ローマ時代。それはフランスで最初の公共庭園の一つでした。（詳細を見る）
- Ponteils-et-Brésis - ジャルダンデュマスドゥラルブリ。バラと水生植物のコレクションが並ぶ、チェズの美しい高い渓谷にある小さなプライベートの英国の風景庭園とフラワーガーデン。（写真と説明を参照）
- Saint-André-de-Majencoules - サンブク の庭園。小さなプライベートの花とウォーターガーデン。（詳細を見る）

### エロー

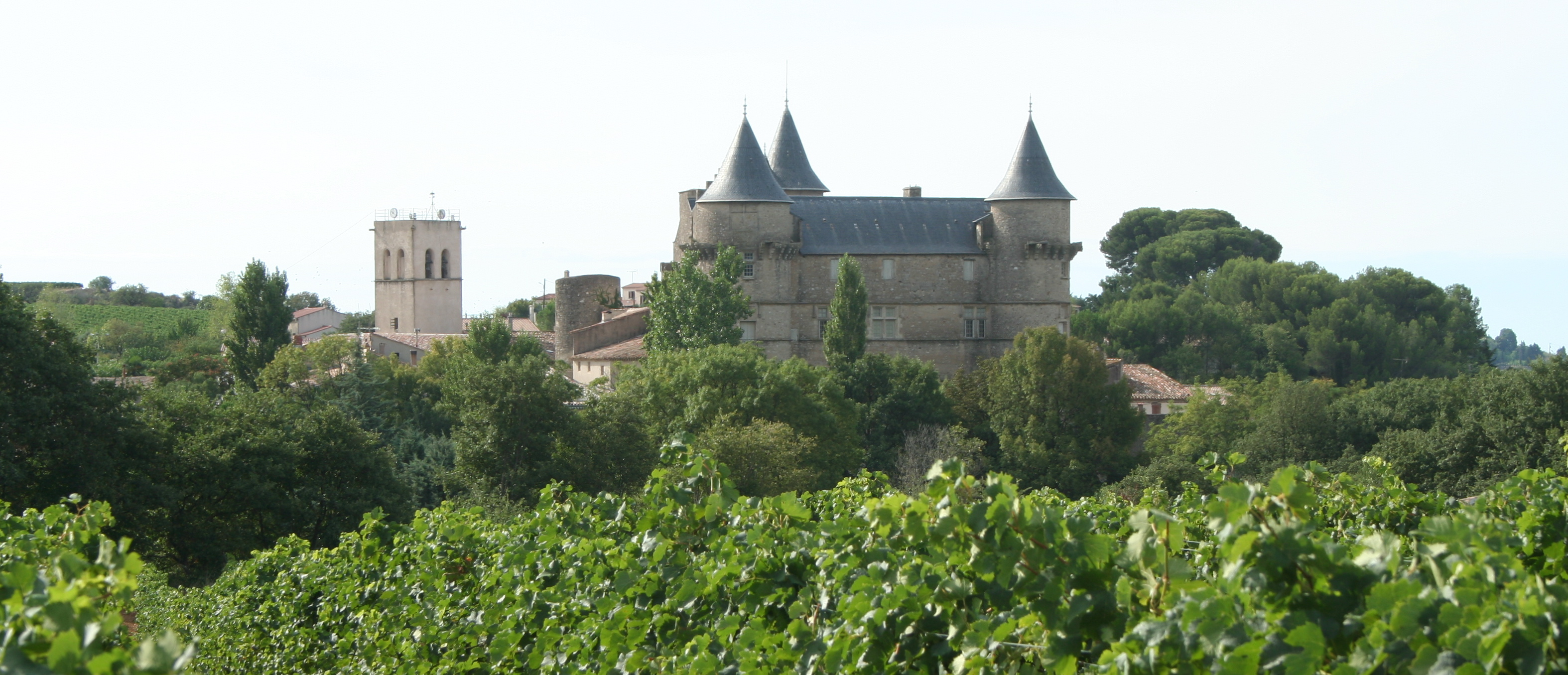
Châteaude Margon、エロー

- Margon - Châteaude Margonの公園と庭園。シャトーは15世紀にまで遡り、16、17、18世紀に追加されています。公園とテラスは一般に開放されています。
- モンペリエ - Flaugerguesの公園と庭園。18世紀のシャトーと庭園のアラ・フランセーズ、19世紀の景観公園、そして植物園がある。

（写真など）
- セルビアン - サン ドリアンの庭園 （ Saint-Adrien の採石場の庭園 ）。中世からの水で満たされた採石場に位置するモダンなプライベート植物園。（写真と説明）

## リムーザンの庭園

### コレーズ
- ヴテザックの Châteaudu Saillant
- 植物園・デュ・シャトー・ド・ヌヴィックドールユセルでヌヴィック 1815周りジャンイアサントD'ユセルによって作成された歴史的な庭。この場所はまた、アルブレス「アルブレremarquables de France」とも呼ばれています。：フランス最大のセコイア、ティリア・コルダータなど。

### クレウス
- クロザントの植物園de laSédelle
- クロザントの Jardins Clos de la forge

### オートヴィエンヌ
- シャトー・ド・MontméryでAmbazac
- Saint-Laurent-sur-Gorreにある Jardin de Liliane

## ロレーヌの庭園

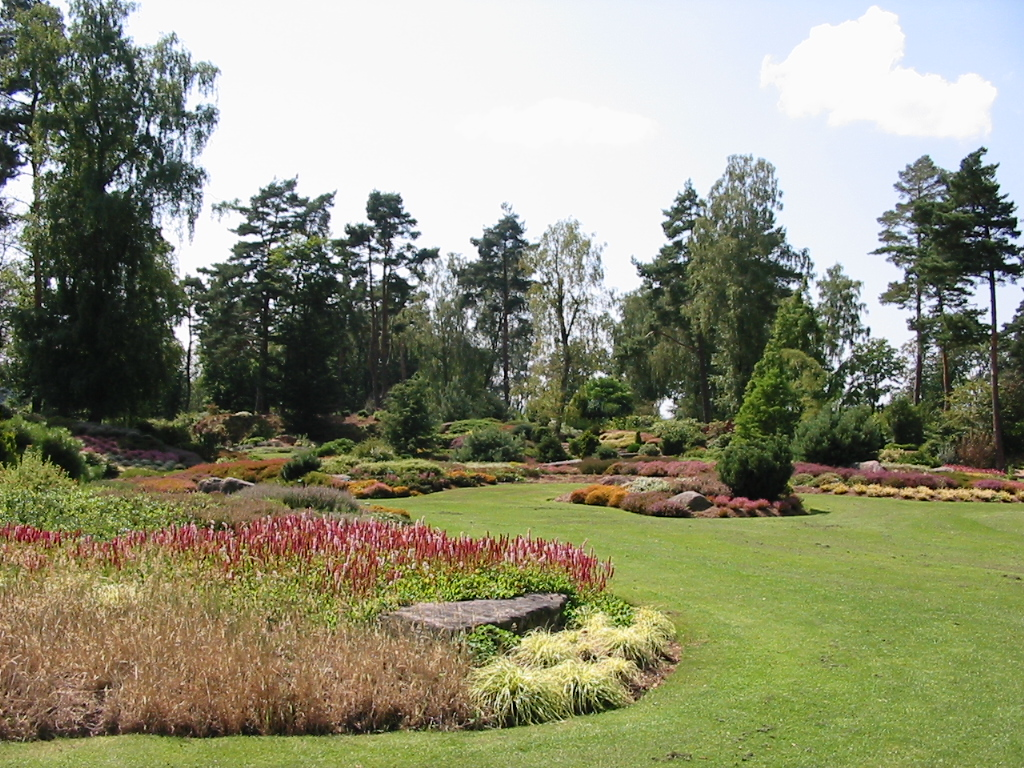
ヘザー専門のJardins de Callunes

### ムルト＝エ＝モゼル
- Fléville-devant-Nancyにある ChâteaudeFléville
- Gerbévillerのシャトー・ド・ Gerbéviller
- Villers-lès-Nancyの Jardin botanique du Montet -

### ムーズ
- ヴィル＝シュル＝ソールの Gilles deTrèves公園
- ヘーロンヴィルの Parc de la Varenne

### モーゼル
- パンジュ、シャトー公園

### ヴォージュ
- Ban-de-Saptの Jardins de Callunes
- Xonrupt-Longemerの Jardin d'altitude du Haut Chitelet

## ミディピレネーの庭園

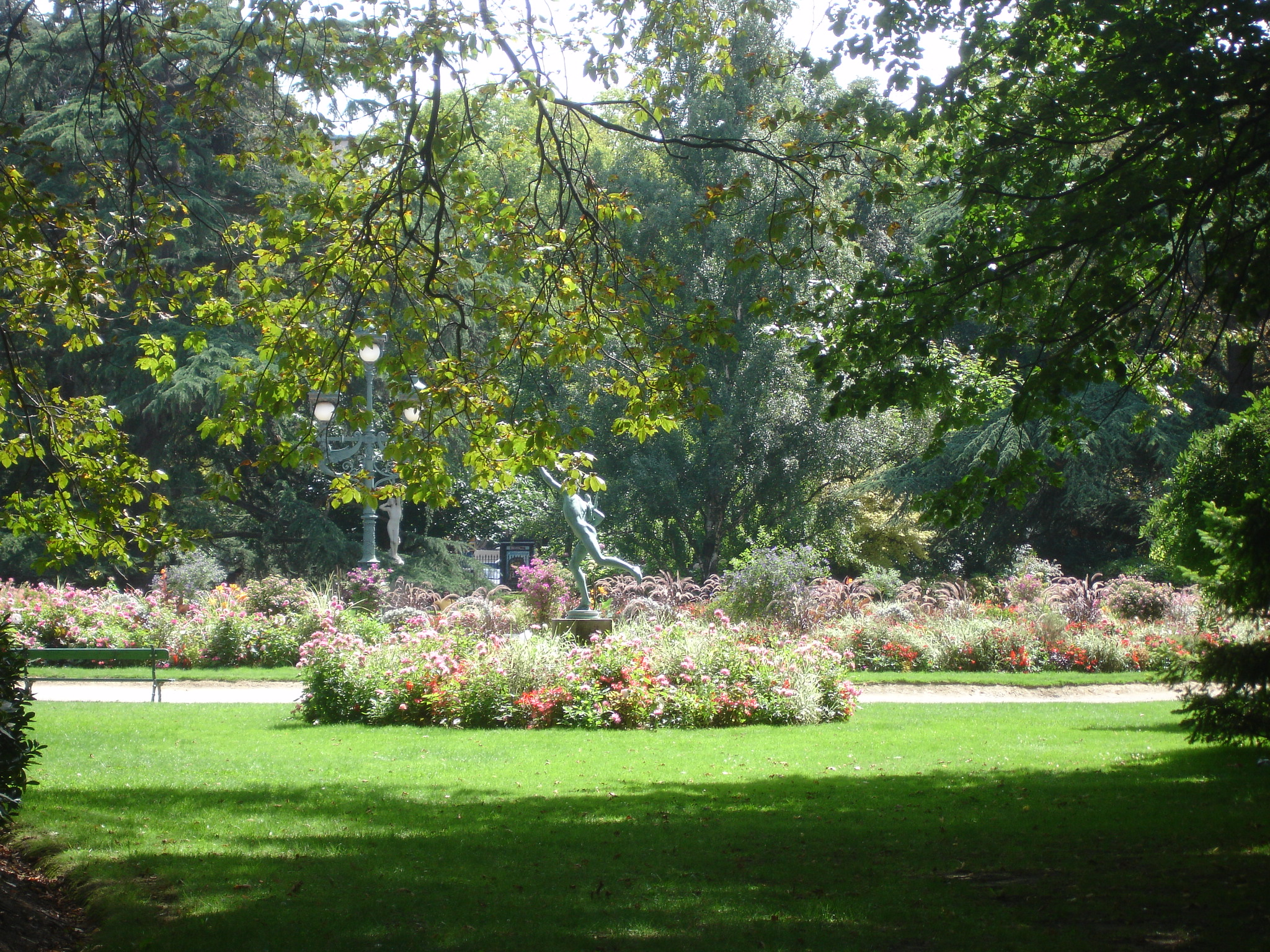
トゥールーズ王立庭園

### アリエージュ
- Lapenne - Broques - ル・パルク・オ・バンブー。

### アヴェロン
- Salles-la-Source - コロンビエ城のエデンの園

### オートガロンヌ
- Larra - Larra 城の庭園と公園。
- Loubens-Lauragais - 庭園とChâteaude Loubensの公園。
- Bagnères-de-Luchon - クインクォンセスの温泉公園。
- バニエール＝ド＝リュション - カジノ・パーク・アンド・樹木園の公園。
- メルヴィル - シャトー公園。
- Montréjeau - Valmirande 城の庭園と公園。
- トゥールーズ - ロイヤルガーデン。
- トゥールーズ - Parc de la Reynerie
- トゥールーズ - Compans-Caffarelliの日本庭園。

- Bétous - Sarthouのパームガーデン。
- La Romieu - Jourins de Coursiana。

- カオール - 秘密の花園。

### オートピレネー
- Tarbes - ジャルダンマッセイ。
- Thermes-Magnoac - Poterie Hillenのレストラン。

### ターン
- カストル - ビショップの庭。
- コルド＝シュル＝シエル - Jardin des Paradis
- Giroussens - Jardins des Martels

## ノールパドカレの庭園

### 北
- カッセル - モン・デ・レコレの農場。
- Halluin - パルク樹木園マノワール・オ・ルー。
- Maroilles - シルヴィーフォンテーヌの庭園。

### パ＝ド＝カレー
- シェリエンヌ - リアネスの庭園。
- Séricourt - セリクール 城の公園。

## ローワーノルマンディーの庭園

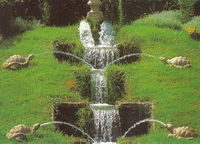
亀のカスケード、シャトードヴァンドゥーヴル

### カルバドス
- Cambremer - ペイドージュ公園。
- カスティヨン - プランベッシン。
- メジドン - キヤノン - キヤノン。
- ウイイ＝ル＝ヴィコント - Boutemont。
- Saint-Gabriel-Brécy - Brécy 城の庭園。
- ヴァンドゥーヴル - ヴァンドゥーヴル 城の庭園

- シェルブール＝オクトヴィル - エマニュエル・リエ公園。
- Martinvast - ボーレペアの シャトー。
- サンジェルマンデヴォー - ガーデンジャックプレバート。
- ソーセージ - Argences
- トゥルラヴィル - シャトーデラヴァレ
- Urville-Nacqueville - ナクヴィル 城
- ヴォヴィル - ヴォヴィルの シャトー

### オルヌ
- ルシャンドラピエール - ドメーヌ公園。
- ラ・ルージュ -パルク・デュ・シャトー・ド・Lorière。
- Préaux-du-Perche - ルジャルダンフランソワ。
- Rémalard - Jardin de ma小柄なRochelle。
- Saint-Christophe-le-Jajolet

## アッパーノルマンディーの庭園

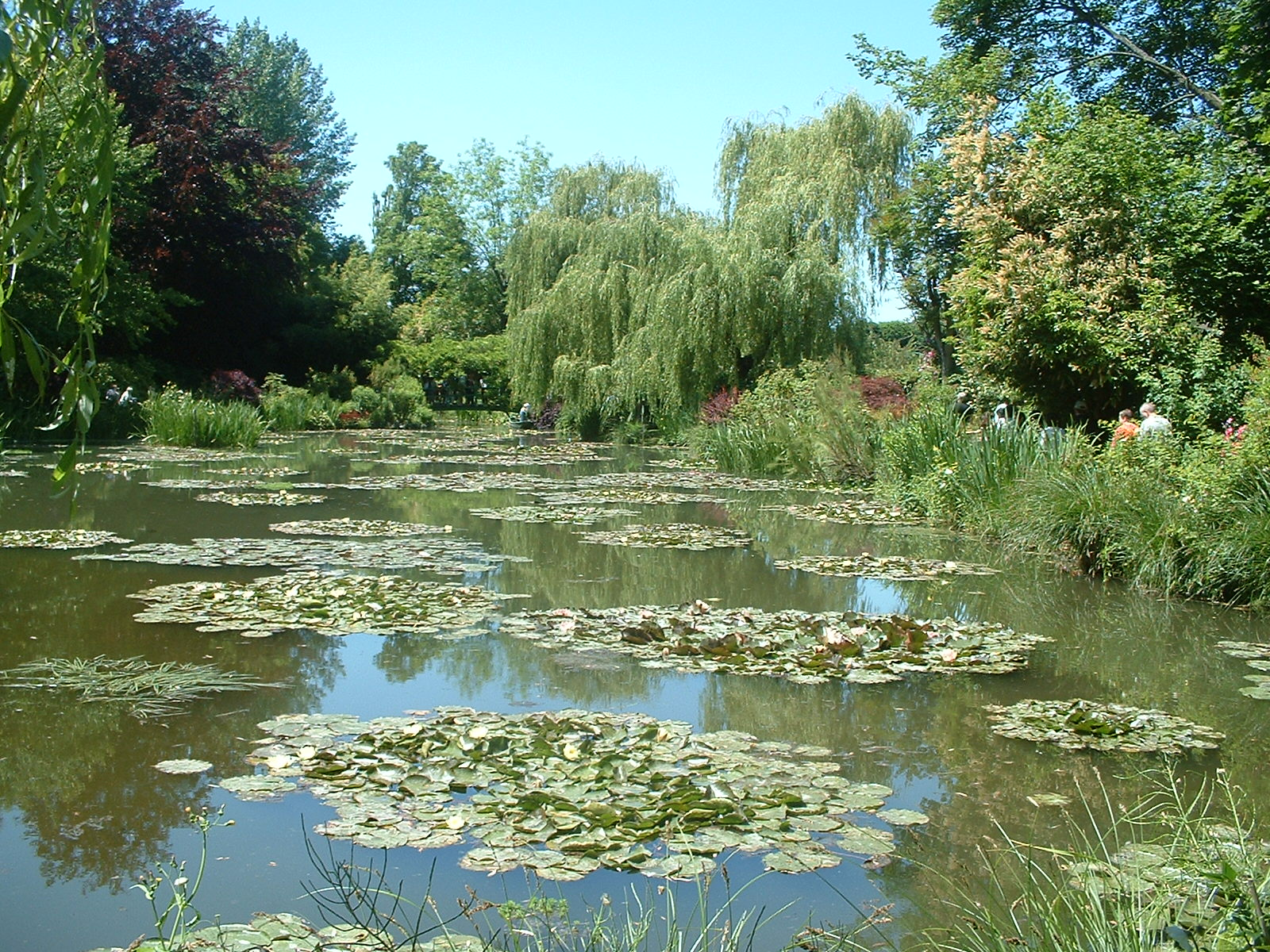
庭のクロード・モネのジヴェルニー

### ユーレ
- 庭園クロード・モネのジヴェルニー
- 植物園ドールハーコートでハーコート
- ルヌーボーグ シャン ドバテイユ 城
- シャトー・ド・MisereyでMiserey
- 17世紀のルネッサンス様式の邸宅とセーヌ川のそばのウォーターガーデン、Saint-Justの Saint-Just城。
- VandrimareのChâteaude Vandrimare

### セーヌマリティム
- Auffayのジャルダンポテト アーク・アン・シエル
- DoudevilleにあるGalleville公園
- ノーマンビルの Jardin d'art et d'essai
- Tourville-sur-Arquesにある Miromesnil
- サン＝マルタン＝ド＝ボシャヴィル 修道院Saint-Georges
- Varengeville-sur-Merにある Bois des Moutiers
- Étaimpuisの Clos du Coudray
- Saint Pierre de Mannevilleにある Manoir de Villers

## ペイドラロワールの庭園

### ロワールアトランティック
- ナンテシン ナント 植物園

### メーヌエロワール
- MaulévrierのParc Oriental deMaulévrier -
- Breilの Parc de Lathan
- シャンパーニュ＝シュル＝ロワールの Châteaudu Pin

### マイエンヌ
- クレオンのChâteaude Craon
- ラペレリンジャルダンデラペレ リン   ：
- メールランドのChâteaude Clivoy

### サーテ
- Crannes-en-Champagne - ミレールの庭園
- Poncé-sur-le-Loir - ポンセ城の庭園
- Le Lude - ルルド城と庭園
- Louplande - ヴィランヌ 城の庭園
- サンクリストフアンシャンパーニュ - ラマソニエールの庭園

### ヴァンデ
- ティレ - ガーデンズオブバティメント

## ピカルディ庭園

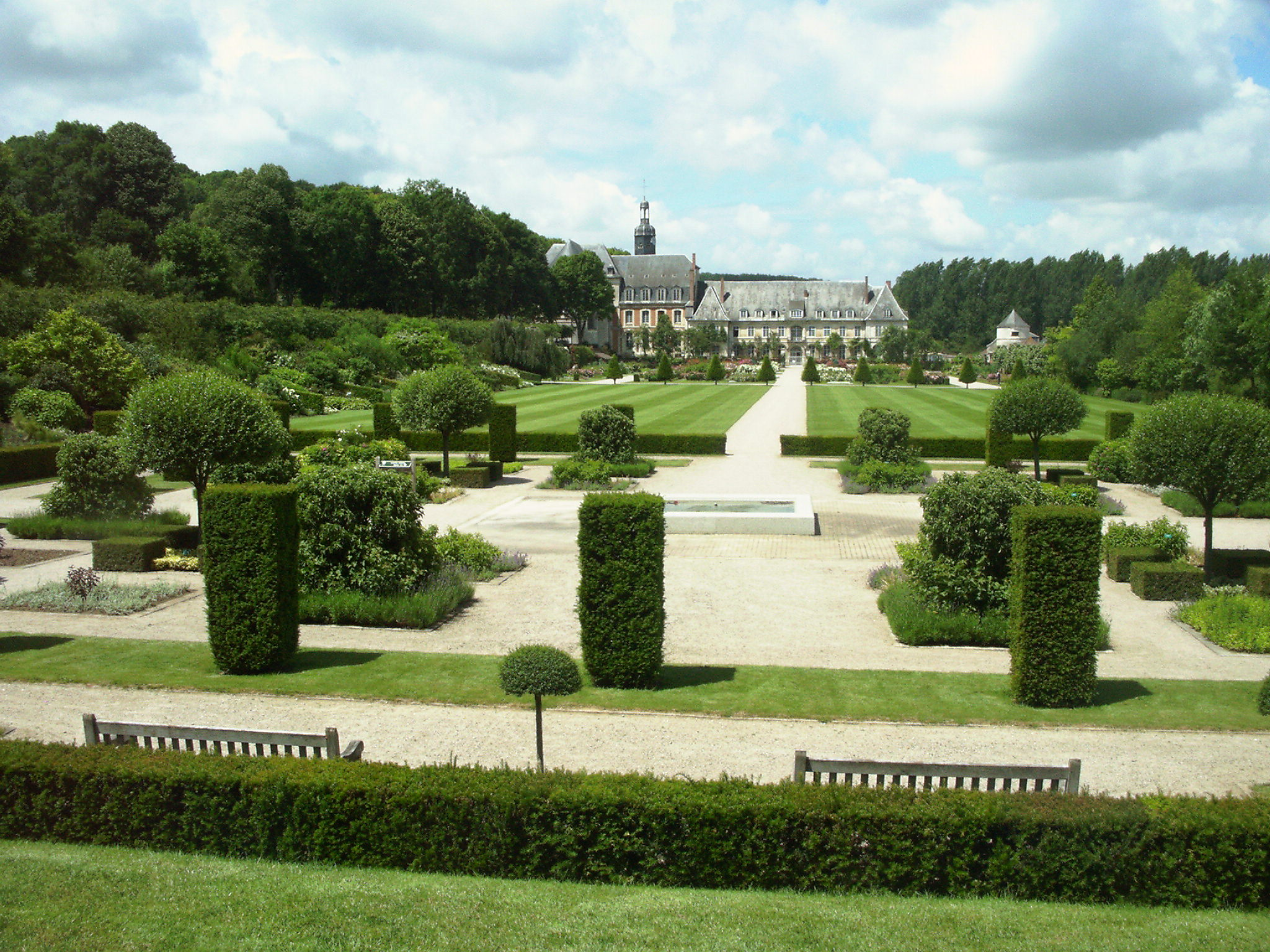
ヴァロワール庭園（ソンム）

### エーヌ
- Bosmont-sur-Serre - ボスモン＝シュル＝セールの庭園。
- Largny-sur-Automne - ミュゼ 城の庭園。
- Orgeval - ルヴァンダンジュオイル。
- Puisieux-et-Clanlieu - シャトーの庭園。
- ヴィエル - メゾン - ヴィエル - メゾンの庭園。

### オワーズ
- 庭園シャンティイ城のシャンティイ -

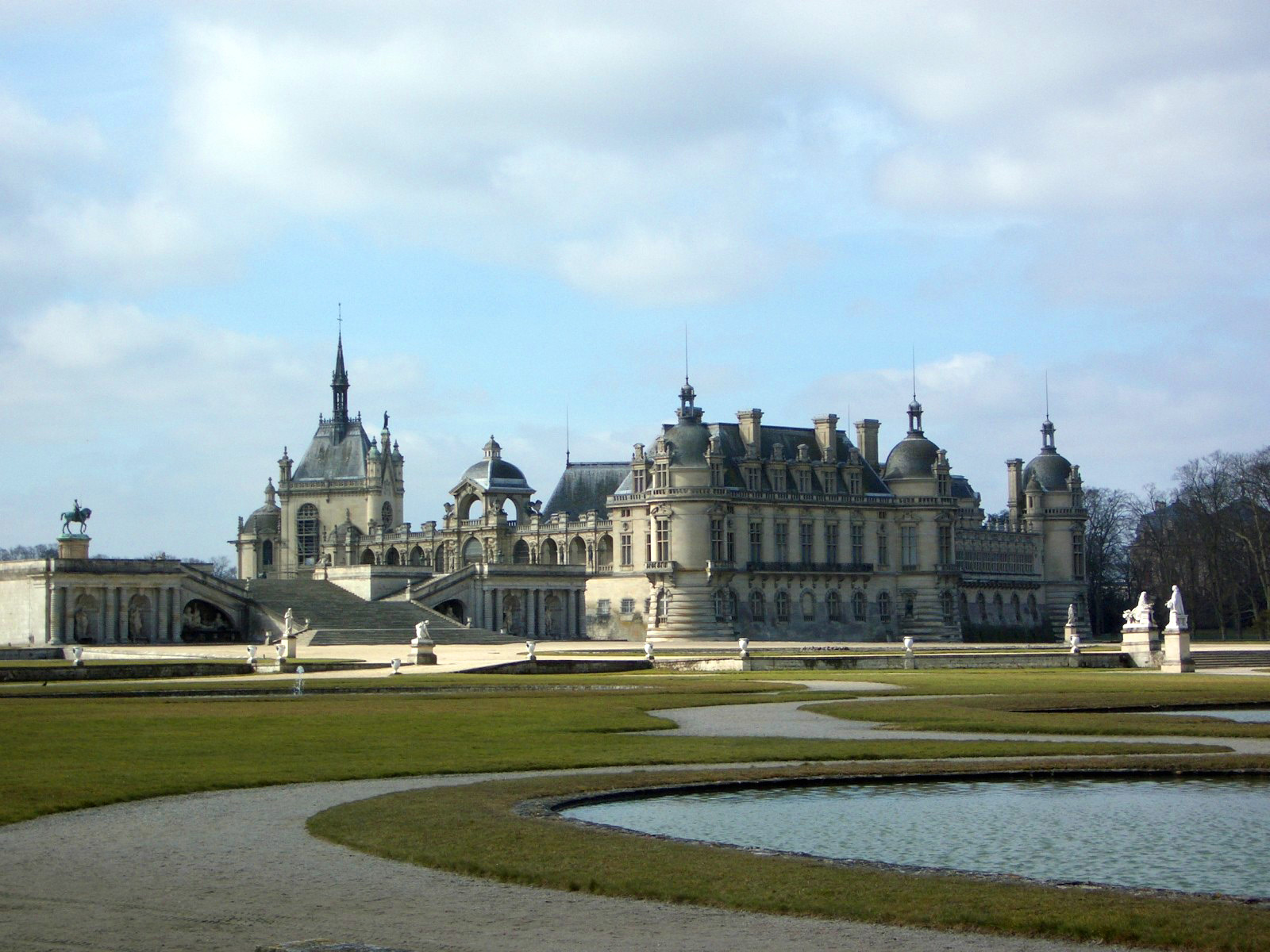
シャンティイ城の庭園。

- Chantillyの Potager des Princes -
- コンピエーニュ城美術館でコンピエーニュ -
- フォンテーヌ＝カアリスの カアリス修道院のバラ園
- サンリスの Valgenceuse城の公園 -
- でVEZの城-キープの庭VEZ -

- アビービル - バガテル城の庭園
- ヴァル ロワールの アギュール 庭園
- Maizicourt - Maizicourt 城の庭園
- Morvillers-Saint-Saturnin - ディジョン城の公園
- ランブレ - Parc et Roseraie duChâteaude Rambures
- Saint-Valery-sur-Somme - 城壁の標本

## ポワトゥー・シャラントの庭園

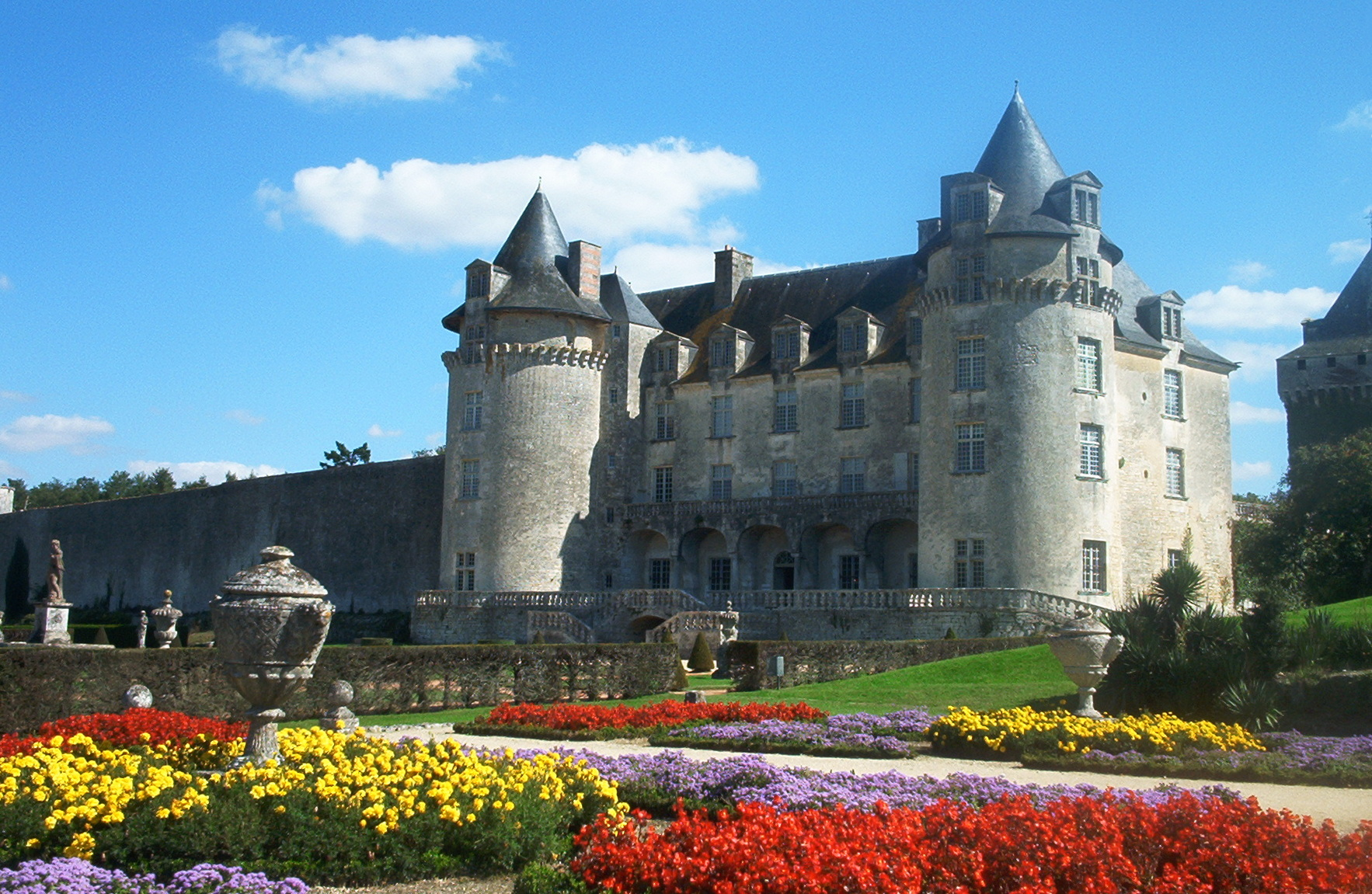
ラロシュ＝クールボン城、シャランテ＝マリティームの庭園

- トゥザックの Jardins du Chaigne
- Mouthiers-sur-Boëmeの Jardins du Logis de Forge
- タッソンの中世ジャルダンモナ スティーク
- ビウサックの 歴史

- Saint-Porchaireの La Roche -Courbon城   ：
- シャトー・ド・BeaulonでのSaint-Dizantデュグア
- サン＝ピエール＝ドレロンのla Boirieの庭園

### ドゥーセーブル
- ボーリュー・スー・パルテネー   ：LaGuyonnière（中世の庭園のレクリエーション）

### ヴィエンヌ
- Aslonnes  ラヴェレ
- シャトー・ド・TouffouでBonnes産。

## プロヴァンス＝アルプ＝コート・ダジュール地域圏の庭園

### アルプ＝ド＝オート＝プロヴァンス
- Maneの Jardins de Salagon 12世紀の修道院を囲む5つのモダンな庭園、香水の庭園など。
- Maneの Châteaude Sauvan。庭園のある18世紀のシャトー。
- クロ・デ・ヴィルヌーヴでヴァロンソル。

### オートアルプ
- 国立植物園国立アルペン・デ・ギャップ - ギャップ・オブ・ ギャップ。高山植物を専門とする植物園。
- Villar-d'Arêneの Jardin botanique alpin du Lautaret。高アルプスの花や植物を専門とする植物園。

### アルプ＝マリティーム

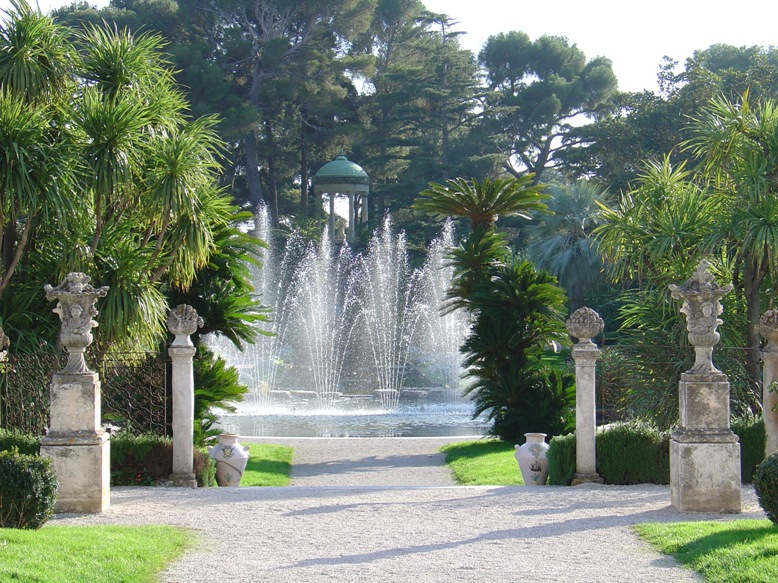
ヴィラエフルシデロスチャイルド

- モン ドリュー ラナプールのChâteaude la Napoule。
- マントンの Jardin d'agrumes du PalaisCarnolès。
- マントンの Serre de la Madone。
- サンジャンキャップフェラの ヴィラエフルシ。

### ブーシュ＝デュ＝ローヌ

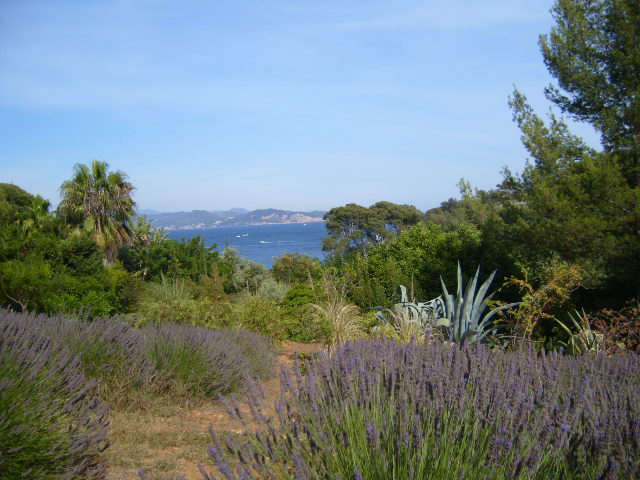
Parc du Mugel、ラ・シオタ

- ラ・シオタの ムジェル公園。市営庭園、エキゾチックな庭園、自然隣に位置プロヴァンスの自生植物の保全カランケ、または地中海の岩の入口。
- ジャルダンÉguillesでÉguilles
- EygalièresのJardin de l' alchimiste
- Bouc-Bel-Airにある Jardins d'Albertas
- マルセイユの Borély公園
- マルセイユの ロンシャン公園
- マルセイユの Jardin de la Magalone
- マルセイユの XXVièmeCentenaire公園

### Var

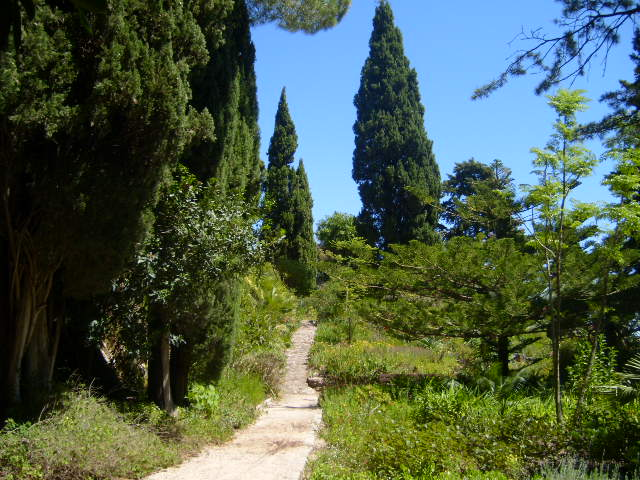
Edith Wharton's Garden、サンクレール城、イエール

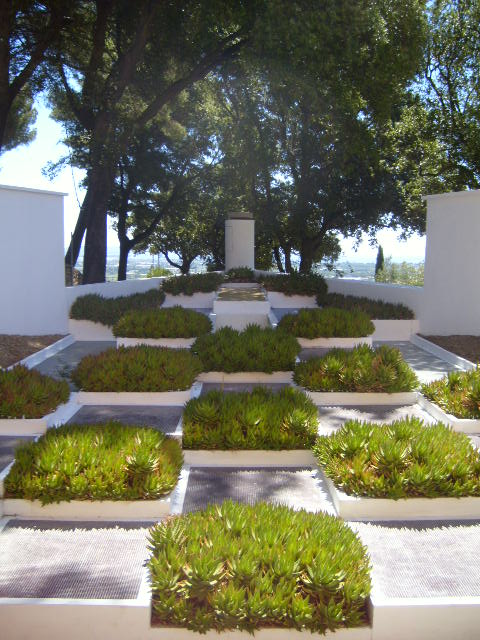
イエール、Villa Noaillesのキュービスト庭園

- Le Rayol-Canadel-sur-Merにある Domaine du Rayol
- ラ・ロンド＝レ＝モールの Tardicaux Jardin d'Oiseaux
- Saint-Zacharieの ムーランブラン公園
- Jardin L'Hardy-Denonainの ガッサン
- Le Plantier de Costebelle
- ラヴァレット デュヴァールの Domained'Orvès
- La Valette-du-Varの Domaine de Baudouvin。アンリ・ド・ロスチャイルドがかつて所有していた当時の2008年に再建されたドメーヌのプレフェット・マリタイムの住居は、今ではプロバンス、トロピカル、地中海の木々や花、果樹園、ブドウ畑、そして家庭菜園を備えた現代的なプロバンス庭園です。プラタナスの大路地。春の泉やプール、霧で冷やされている太陽熱の「果樹園」、そしてヴァルの山々の景色。
- イエールの カステルサントクレール。この家は、17世紀のサントクレール修道院の敷地内にあり、ギリシャのミロのヴィーナス像を発見したフランスの海軍将校であったオリヴィエ・ヴォーティエによって建てられ、後に作家エディス・ウォートンの家となりました。庭の大部分を植えました。
- イエールの Noailles 公園のSaint-Bernard公園   「サンベルナール公園は、フランスで最初のモダニスト様式の家の1つであった彼の夏の家、ヴィラ・ノアイユ （1923年 - 1926年）の隣に、20世紀の芸術の守護者であるドノアイユの代役によって造られました。ヴィラには、Guevrekianによる小さな三角形のモダンな庭園があります。メインガーデンは、現在は公共公園で、地中海を見渡す木陰のテラスと小道で、ローズマリーやその他の香り豊かな植物など、一般的でも珍しいものでもあります。
- イエールの オルビウスリキエ公園。植物園のある市立公園。竹、ヤシの木、熱帯の鳥や植物のいる温室があります。

### ボークリューズ

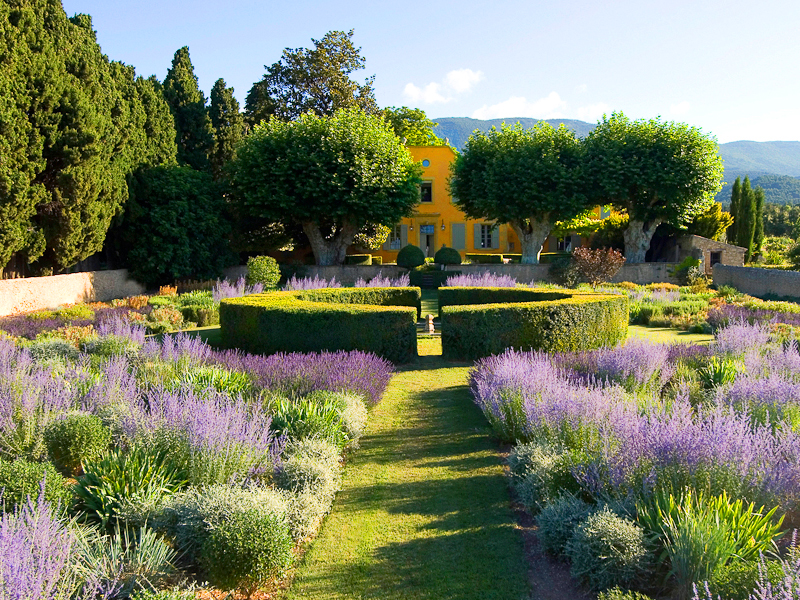
プロヴァンスの現代的な庭園「àlafrançaise」：CucuronのLe Pavillon de Galon

- ル・パビヨン・デ・ガロン。プロヴァンスの風景にインスパイアされたフランスの現代的な庭園「アラフラネーズ」。
- Pertuisの Jardins duChâteauVal Joanis。18世紀のガーデン・アラ・フランセーズと家庭菜園の近代的な再構成。
- Sorguesの Châteaude Brantes庭園。1956年に創設されたトスカーナの庭園をイメージした現代的な庭園。
- ボニューの ラ・ルーヴ。パリのファッションハウス、エルメスのテキスタイルデザイナー、Nicole deVésianによって1980年代に創設された現代的な庭園。
- サン＝ディディエ のJarditrain

## ローヌアルプスの庭園

### ドローム
- ボーモン・モントゥーの ジャルダン・デ・リック・ボルハ
- La Garde-Adhémarの ジャルダン・デ・ハーブ
- ヴァランス Parc Jouvet

### イゼール
- シャトー・デュ・Touvet・Touvet。1758年から1765年の間に建設された水の階段がある、フランス風の庭園とウォーターガーデン。
- パルク・デュ・ミュゼエベール（ラTronche）でのLa Tronche
- VizilleのChâteaude Vizille

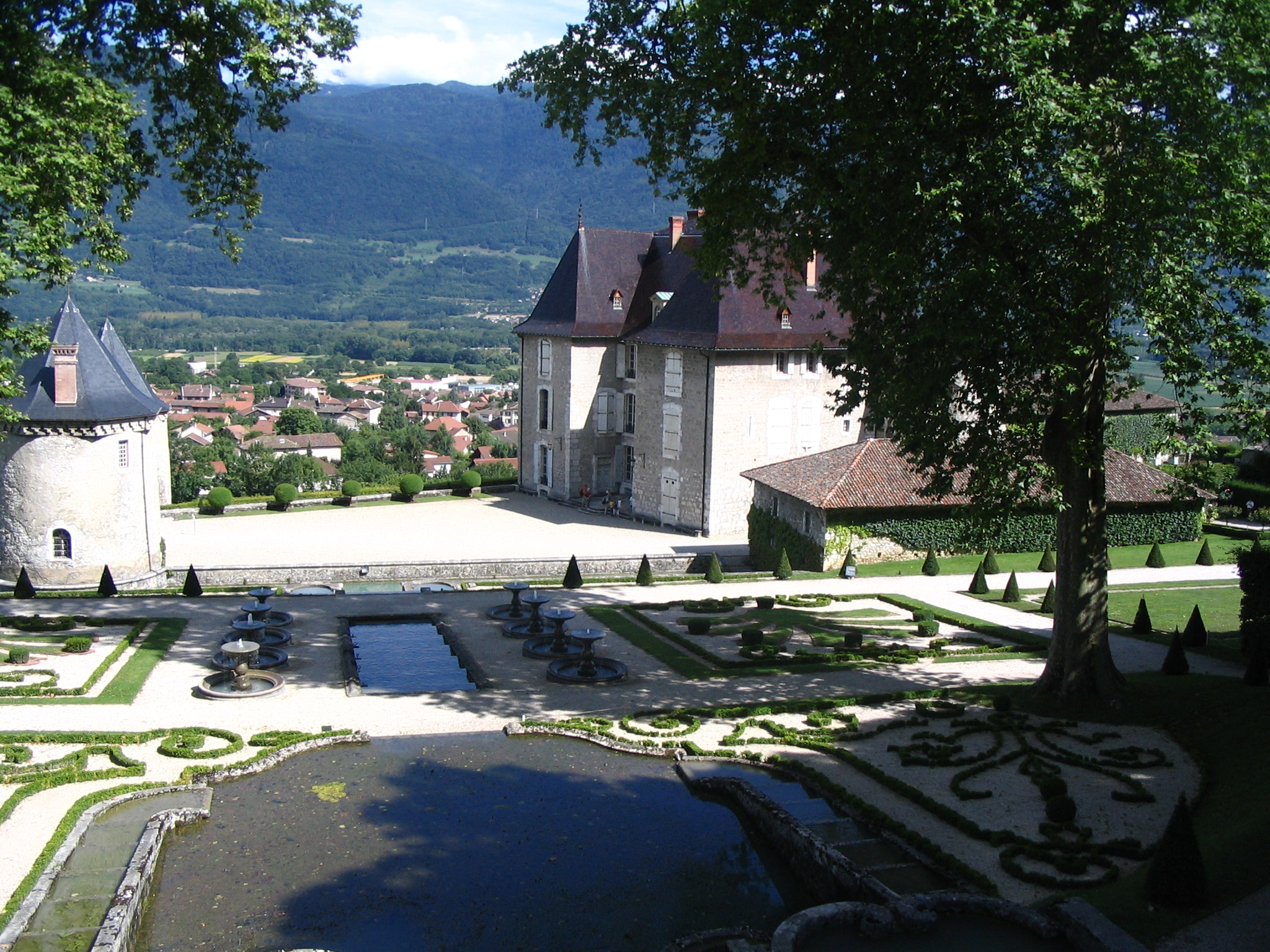
シャトー・デュ・TouvetのLe Touvet

### ロワール
- Usson-en- ForezのEcomuséedes Monts du Forez

### ローヌ
- シャトー・ド・レーにあるサン・ジョルジュ・ド・Reneins

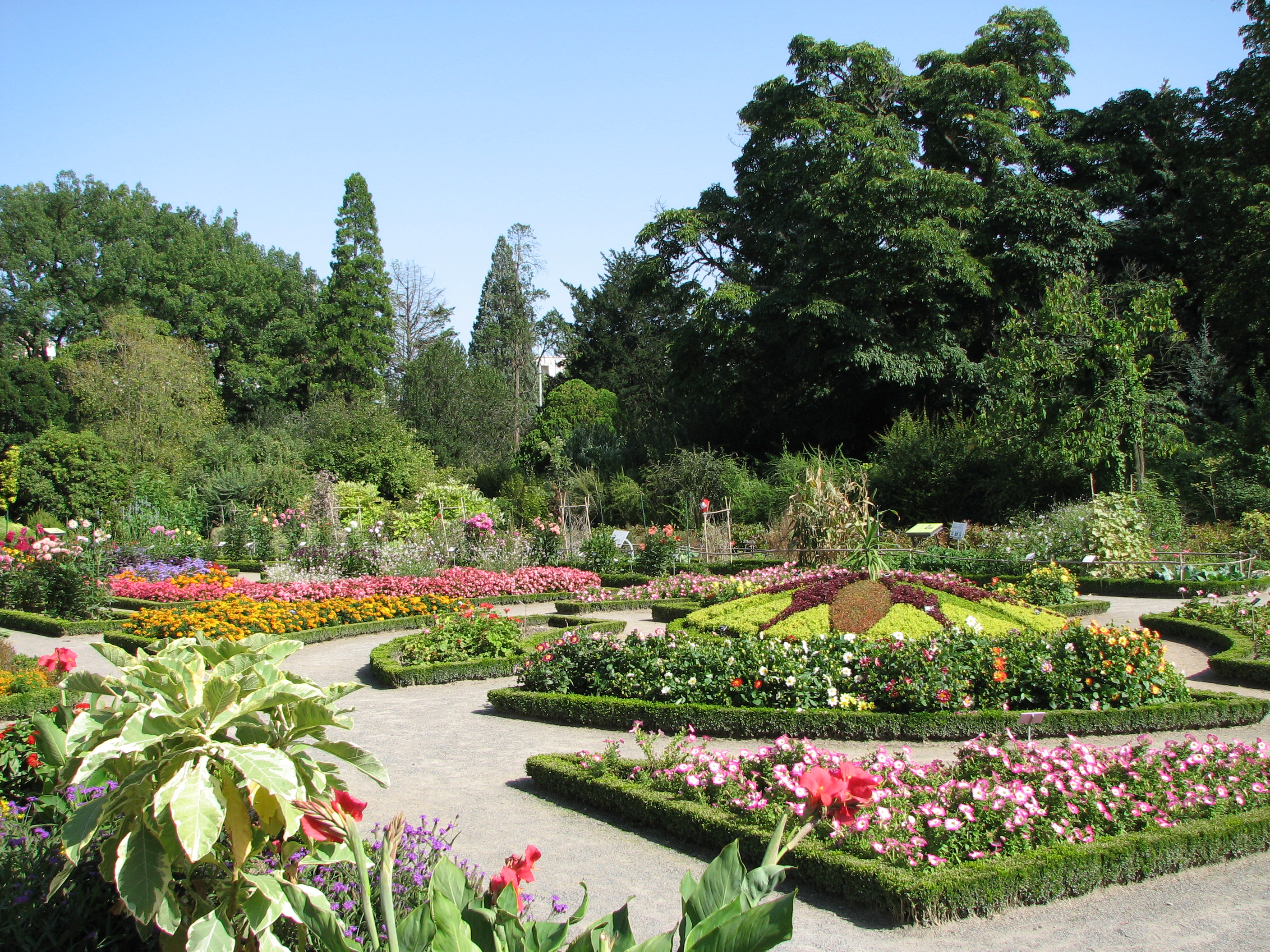
リヨンの テテドール公園
- リヨンの Parc de Gerland

- リヨンの テテドール公園

### サヴォワ
- ル・ブルジェ＝デュ＝ラック Jardin duPrieuré

### オートサボア
- エヴィアン＝レ＝バン Les Jardins de l'eau duPréCurieux
- アルパイン植物園(JaÿsiniaでSamoëns)
- Le Labyrinthe - イヴォワールの Cinq Sard Sens

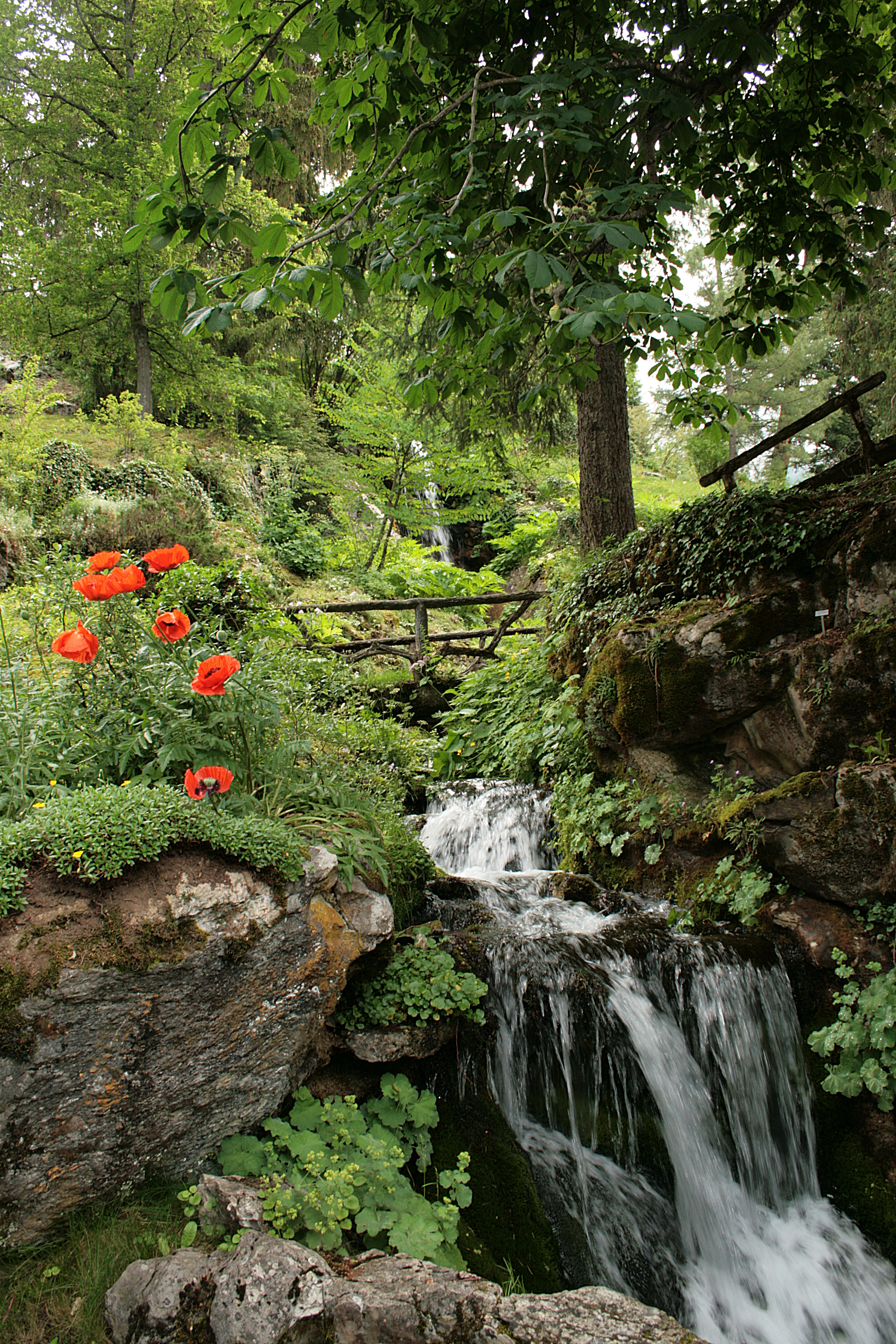
Jaÿsinia Samoëns植物園

## DOM-TOMの庭園

### グアドループ
- Sainte-Rose - Le JardinCréole。
- プチ運河 - ランドスケープパーク。
- Petit-Bourg - Vallombreuseのドメーヌ。
- Deshaies - Deshaies 植物園。

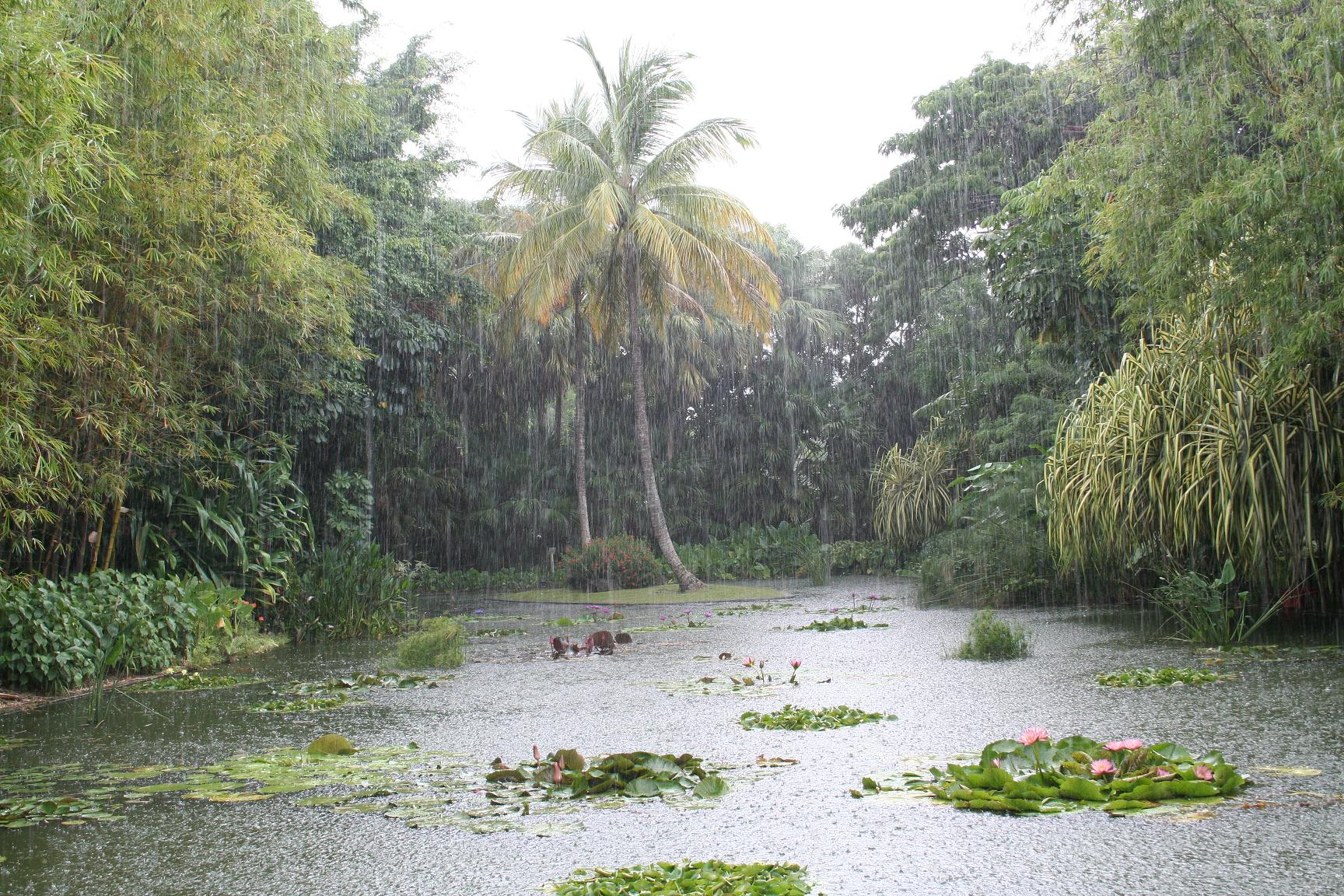
グアドループのジャルダン植物園de Deshaies。

### マルティニーク
- ルフランソワ - FR：居住アカジューの庭
- Gros-Morne - 居心地の良い場所Saint-Étienne
- ル・モーン＝ルージュ - エムロードのドメーヌ[2]
- LePrêcheur - 居住地の庭園Céron